# 1936

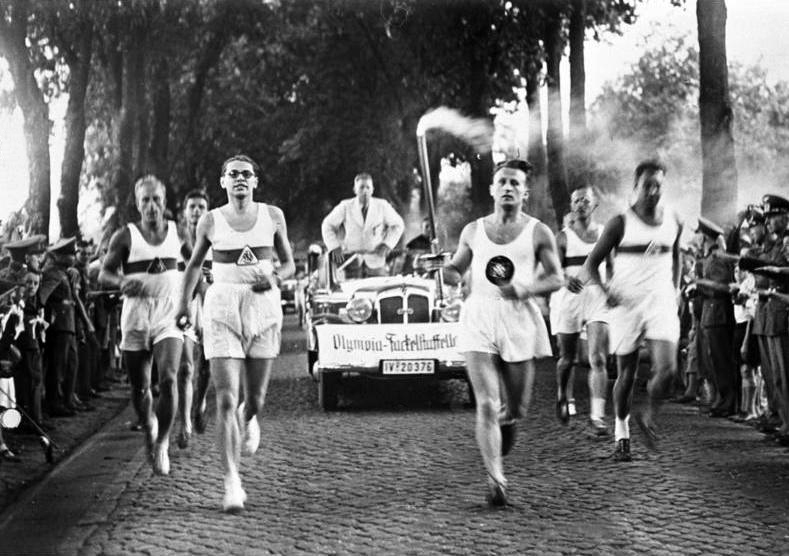
Olympische Fackelläufer, 1936

Portal Geschichte | Portal Biografien | Aktuelle Ereignisse | Jahreskalender | Tagesartikel

◄ |
19. Jahrhundert |
20. Jahrhundert
| 21. Jahrhundert

◄ |
1900er |
1910er |
1920er |
1930er
| 1940er | 1950er | 1960er | ►

◄◄ |
◄ |
1932 |
1933 |
1934 |
1935 |
1936
| 1937 | 1938 | 1939 | 1940 | ► | ►►
Staatsoberhäupter · Wahlen · Nekrolog · Kunstjahr · Literaturjahr · Musikjahr · Filmjahr · Rundfunkjahr · Sportjahr
| Januar | Januar | Januar | Januar | Januar | Januar | Januar | Januar |
| Kw     | Mo     | Di     | Mi     | Do     | Fr     | Sa     | So     |
| ------ | ------ | ------ | ------ | ------ | ------ | ------ | ------ |
| 1      |        |        | 1      | 2      | 3      | 4      | 5      |
| 2      | 6      | 7      | 8      | 9      | 10     | 11     | 12     |
| 3      | 13     | 14     | 15     | 16     | 17     | 18     | 19     |
| 4      | 20     | 21     | 22     | 23     | 24     | 25     | 26     |
| 5      | 27     | 28     | 29     | 30     | 31     |        |        |

| Februar | Februar | Februar | Februar | Februar | Februar | Februar | Februar |
| Kw      | Mo      | Di      | Mi      | Do      | Fr      | Sa      | So      |
| ------- | ------- | ------- | ------- | ------- | ------- | ------- | ------- |
| 5       |         |         |         |         |         | 1       | 2       |
| 6       | 3       | 4       | 5       | 6       | 7       | 8       | 9       |
| 7       | 10      | 11      | 12      | 13      | 14      | 15      | 16      |
| 8       | 17      | 18      | 19      | 20      | 21      | 22      | 23      |
| 9       | 24      | 25      | 26      | 27      | 28      | 29      |         |

| März | März | März | März | März | März | März | März |
| Kw   | Mo   | Di   | Mi   | Do   | Fr   | Sa   | So   |
| ---- | ---- | ---- | ---- | ---- | ---- | ---- | ---- |
| 9    |      |      |      |      |      |      | 1    |
| 10   | 2    | 3    | 4    | 5    | 6    | 7    | 8    |
| 11   | 9    | 10   | 11   | 12   | 13   | 14   | 15   |
| 12   | 16   | 17   | 18   | 19   | 20   | 21   | 22   |
| 13   | 23   | 24   | 25   | 26   | 27   | 28   | 29   |
| 14   | 30   | 31   |      |      |      |      |      |

| April | April | April | April | April | April | April | April |
| Kw    | Mo    | Di    | Mi    | Do    | Fr    | Sa    | So    |
| ----- | ----- | ----- | ----- | ----- | ----- | ----- | ----- |
| 14    |       |       | 1     | 2     | 3     | 4     | 5     |
| 15    | 6     | 7     | 8     | 9     | 10    | 11    | 12    |
| 16    | 13    | 14    | 15    | 16    | 17    | 18    | 19    |
| 17    | 20    | 21    | 22    | 23    | 24    | 25    | 26    |
| 18    | 27    | 28    | 29    | 30    |       |       |       |

| Mai | Mai | Mai | Mai | Mai | Mai | Mai | Mai |
| Kw  | Mo  | Di  | Mi  | Do  | Fr  | Sa  | So  |
| --- | --- | --- | --- | --- | --- | --- | --- |
| 18  |     |     |     |     | 1   | 2   | 3   |
| 19  | 4   | 5   | 6   | 7   | 8   | 9   | 10  |
| 20  | 11  | 12  | 13  | 14  | 15  | 16  | 17  |
| 21  | 18  | 19  | 20  | 21  | 22  | 23  | 24  |
| 22  | 25  | 26  | 27  | 28  | 29  | 30  | 31  |

| Juni | Juni | Juni | Juni | Juni | Juni | Juni | Juni |
| Kw   | Mo   | Di   | Mi   | Do   | Fr   | Sa   | So   |
| ---- | ---- | ---- | ---- | ---- | ---- | ---- | ---- |
| 23   | 1    | 2    | 3    | 4    | 5    | 6    | 7    |
| 24   | 8    | 9    | 10   | 11   | 12   | 13   | 14   |
| 25   | 15   | 16   | 17   | 18   | 19   | 20   | 21   |
| 26   | 22   | 23   | 24   | 25   | 26   | 27   | 28   |
| 27   | 29   | 30   |      |      |      |      |      |

| Juli | Juli | Juli | Juli | Juli | Juli | Juli | Juli |
| Kw   | Mo   | Di   | Mi   | Do   | Fr   | Sa   | So   |
| ---- | ---- | ---- | ---- | ---- | ---- | ---- | ---- |
| 27   |      |      | 1    | 2    | 3    | 4    | 5    |
| 28   | 6    | 7    | 8    | 9    | 10   | 11   | 12   |
| 29   | 13   | 14   | 15   | 16   | 17   | 18   | 19   |
| 30   | 20   | 21   | 22   | 23   | 24   | 25   | 26   |
| 31   | 27   | 28   | 29   | 30   | 31   |      |      |

| August | August | August | August | August | August | August | August |
| Kw     | Mo     | Di     | Mi     | Do     | Fr     | Sa     | So     |
| ------ | ------ | ------ | ------ | ------ | ------ | ------ | ------ |
| 31     |        |        |        |        |        | 1      | 2      |
| 32     | 3      | 4      | 5      | 6      | 7      | 8      | 9      |
| 33     | 10     | 11     | 12     | 13     | 14     | 15     | 16     |
| 34     | 17     | 18     | 19     | 20     | 21     | 22     | 23     |
| 35     | 24     | 25     | 26     | 27     | 28     | 29     | 30     |
| 36     | 31     |        |        |        |        |        |        |

| September | September | September | September | September | September | September | September |
| Kw        | Mo        | Di        | Mi        | Do        | Fr        | Sa        | So        |
| --------- | --------- | --------- | --------- | --------- | --------- | --------- | --------- |
| 36        |           | 1         | 2         | 3         | 4         | 5         | 6         |
| 37        | 7         | 8         | 9         | 10        | 11        | 12        | 13        |
| 38        | 14        | 15        | 16        | 17        | 18        | 19        | 20        |
| 39        | 21        | 22        | 23        | 24        | 25        | 26        | 27        |
| 40        | 28        | 29        | 30        |           |           |           |           |

| Oktober | Oktober | Oktober | Oktober | Oktober | Oktober | Oktober | Oktober |
| Kw      | Mo      | Di      | Mi      | Do      | Fr      | Sa      | So      |
| ------- | ------- | ------- | ------- | ------- | ------- | ------- | ------- |
| 40      |         |         |         | 1       | 2       | 3       | 4       |
| 41      | 5       | 6       | 7       | 8       | 9       | 10      | 11      |
| 42      | 12      | 13      | 14      | 15      | 16      | 17      | 18      |
| 43      | 19      | 20      | 21      | 22      | 23      | 24      | 25      |
| 44      | 26      | 27      | 28      | 29      | 30      | 31      |         |

| November | November | November | November | November | November | November | November |
| Kw       | Mo       | Di       | Mi       | Do       | Fr       | Sa       | So       |
| -------- | -------- | -------- | -------- | -------- | -------- | -------- | -------- |
| 44       |          |          |          |          |          |          | 1        |
| 45       | 2        | 3        | 4        | 5        | 6        | 7        | 8        |
| 46       | 9        | 10       | 11       | 12       | 13       | 14       | 15       |
| 47       | 16       | 17       | 18       | 19       | 20       | 21       | 22       |
| 48       | 23       | 24       | 25       | 26       | 27       | 28       | 29       |
| 49       | 30       |          |          |          |          |          |          |

| Dezember | Dezember | Dezember | Dezember | Dezember | Dezember | Dezember | Dezember |
| Kw       | Mo       | Di       | Mi       | Do       | Fr       | Sa       | So       |
| -------- | -------- | -------- | -------- | -------- | -------- | -------- | -------- |
| 49       |          | 1        | 2        | 3        | 4        | 5        | 6        |
| 50       | 7        | 8        | 9        | 10       | 11       | 12       | 13       |
| 51       | 14       | 15       | 16       | 17       | 18       | 19       | 20       |
| 52       | 21       | 22       | 23       | 24       | 25       | 26       | 27       |
| 53       | 28       | 29       | 30       | 31       |          |          |          |

| Januar | Januar | Januar | Januar | Januar | Januar | Januar | Januar |
| Kw     | Mo     | Di     | Mi     | Do     | Fr     | Sa     | So     |
| ------ | ------ | ------ | ------ | ------ | ------ | ------ | ------ |
| 1      |        |        | 1      | 2      | 3      | 4      | 5      |
| 2      | 6      | 7      | 8      | 9      | 10     | 11     | 12     |
| 3      | 13     | 14     | 15     | 16     | 17     | 18     | 19     |
| 4      | 20     | 21     | 22     | 23     | 24     | 25     | 26     |
| 5      | 27     | 28     | 29     | 30     | 31     |        |        |

| Februar | Februar | Februar | Februar | Februar | Februar | Februar | Februar |
| Kw      | Mo      | Di      | Mi      | Do      | Fr      | Sa      | So      |
| ------- | ------- | ------- | ------- | ------- | ------- | ------- | ------- |
| 5       |         |         |         |         |         | 1       | 2       |
| 6       | 3       | 4       | 5       | 6       | 7       | 8       | 9       |
| 7       | 10      | 11      | 12      | 13      | 14      | 15      | 16      |
| 8       | 17      | 18      | 19      | 20      | 21      | 22      | 23      |
| 9       | 24      | 25      | 26      | 27      | 28      | 29      |         |

| März | März | März | März | März | März | März | März |
| Kw   | Mo   | Di   | Mi   | Do   | Fr   | Sa   | So   |
| ---- | ---- | ---- | ---- | ---- | ---- | ---- | ---- |
| 9    |      |      |      |      |      |      | 1    |
| 10   | 2    | 3    | 4    | 5    | 6    | 7    | 8    |
| 11   | 9    | 10   | 11   | 12   | 13   | 14   | 15   |
| 12   | 16   | 17   | 18   | 19   | 20   | 21   | 22   |
| 13   | 23   | 24   | 25   | 26   | 27   | 28   | 29   |
| 14   | 30   | 31   |      |      |      |      |      |

| April | April | April | April | April | April | April | April |
| Kw    | Mo    | Di    | Mi    | Do    | Fr    | Sa    | So    |
| ----- | ----- | ----- | ----- | ----- | ----- | ----- | ----- |
| 14    |       |       | 1     | 2     | 3     | 4     | 5     |
| 15    | 6     | 7     | 8     | 9     | 10    | 11    | 12    |
| 16    | 13    | 14    | 15    | 16    | 17    | 18    | 19    |
| 17    | 20    | 21    | 22    | 23    | 24    | 25    | 26    |
| 18    | 27    | 28    | 29    | 30    |       |       |       |

| Mai | Mai | Mai | Mai | Mai | Mai | Mai | Mai |
| Kw  | Mo  | Di  | Mi  | Do  | Fr  | Sa  | So  |
| --- | --- | --- | --- | --- | --- | --- | --- |
| 18  |     |     |     |     | 1   | 2   | 3   |
| 19  | 4   | 5   | 6   | 7   | 8   | 9   | 10  |
| 20  | 11  | 12  | 13  | 14  | 15  | 16  | 17  |
| 21  | 18  | 19  | 20  | 21  | 22  | 23  | 24  |
| 22  | 25  | 26  | 27  | 28  | 29  | 30  | 31  |

| Juni | Juni | Juni | Juni | Juni | Juni | Juni | Juni |
| Kw   | Mo   | Di   | Mi   | Do   | Fr   | Sa   | So   |
| ---- | ---- | ---- | ---- | ---- | ---- | ---- | ---- |
| 23   | 1    | 2    | 3    | 4    | 5    | 6    | 7    |
| 24   | 8    | 9    | 10   | 11   | 12   | 13   | 14   |
| 25   | 15   | 16   | 17   | 18   | 19   | 20   | 21   |
| 26   | 22   | 23   | 24   | 25   | 26   | 27   | 28   |
| 27   | 29   | 30   |      |      |      |      |      |

| Juli | Juli | Juli | Juli | Juli | Juli | Juli | Juli |
| Kw   | Mo   | Di   | Mi   | Do   | Fr   | Sa   | So   |
| ---- | ---- | ---- | ---- | ---- | ---- | ---- | ---- |
| 27   |      |      | 1    | 2    | 3    | 4    | 5    |
| 28   | 6    | 7    | 8    | 9    | 10   | 11   | 12   |
| 29   | 13   | 14   | 15   | 16   | 17   | 18   | 19   |
| 30   | 20   | 21   | 22   | 23   | 24   | 25   | 26   |
| 31   | 27   | 28   | 29   | 30   | 31   |      |      |

| August | August | August | August | August | August | August | August |
| Kw     | Mo     | Di     | Mi     | Do     | Fr     | Sa     | So     |
| ------ | ------ | ------ | ------ | ------ | ------ | ------ | ------ |
| 31     |        |        |        |        |        | 1      | 2      |
| 32     | 3      | 4      | 5      | 6      | 7      | 8      | 9      |
| 33     | 10     | 11     | 12     | 13     | 14     | 15     | 16     |
| 34     | 17     | 18     | 19     | 20     | 21     | 22     | 23     |
| 35     | 24     | 25     | 26     | 27     | 28     | 29     | 30     |
| 36     | 31     |        |        |        |        |        |        |

| September | September | September | September | September | September | September | September |
| Kw        | Mo        | Di        | Mi        | Do        | Fr        | Sa        | So        |
| --------- | --------- | --------- | --------- | --------- | --------- | --------- | --------- |
| 36        |           | 1         | 2         | 3         | 4         | 5         | 6         |
| 37        | 7         | 8         | 9         | 10        | 11        | 12        | 13        |
| 38        | 14        | 15        | 16        | 17        | 18        | 19        | 20        |
| 39        | 21        | 22        | 23        | 24        | 25        | 26        | 27        |
| 40        | 28        | 29        | 30        |           |           |           |           |

| Oktober | Oktober | Oktober | Oktober | Oktober | Oktober | Oktober | Oktober |
| Kw      | Mo      | Di      | Mi      | Do      | Fr      | Sa      | So      |
| ------- | ------- | ------- | ------- | ------- | ------- | ------- | ------- |
| 40      |         |         |         | 1       | 2       | 3       | 4       |
| 41      | 5       | 6       | 7       | 8       | 9       | 10      | 11      |
| 42      | 12      | 13      | 14      | 15      | 16      | 17      | 18      |
| 43      | 19      | 20      | 21      | 22      | 23      | 24      | 25      |
| 44      | 26      | 27      | 28      | 29      | 30      | 31      |         |

| November | November | November | November | November | November | November | November |
| Kw       | Mo       | Di       | Mi       | Do       | Fr       | Sa       | So       |
| -------- | -------- | -------- | -------- | -------- | -------- | -------- | -------- |
| 44       |          |          |          |          |          |          | 1        |
| 45       | 2        | 3        | 4        | 5        | 6        | 7        | 8        |
| 46       | 9        | 10       | 11       | 12       | 13       | 14       | 15       |
| 47       | 16       | 17       | 18       | 19       | 20       | 21       | 22       |
| 48       | 23       | 24       | 25       | 26       | 27       | 28       | 29       |
| 49       | 30       |          |          |          |          |          |          |

| Dezember | Dezember | Dezember | Dezember | Dezember | Dezember | Dezember | Dezember |
| Kw       | Mo       | Di       | Mi       | Do       | Fr       | Sa       | So       |
| -------- | -------- | -------- | -------- | -------- | -------- | -------- | -------- |
| 49       |          | 1        | 2        | 3        | 4        | 5        | 6        |
| 50       | 7        | 8        | 9        | 10       | 11       | 12       | 13       |
| 51       | 14       | 15       | 16       | 17       | 18       | 19       | 20       |
| 52       | 21       | 22       | 23       | 24       | 25       | 26       | 27       |
| 53       | 28       | 29       | 30       | 31       |          |          |          |

Das Jahr 1936 bietet den Nationalsozialisten gleich mit zwei großen internationalen Sportereignissen die Gelegenheit, das Deutsche Reich nach außen glänzend zu präsentieren. Die Olympischen Winterspiele in Garmisch-Partenkirchen, bei denen erstmals ein Fackellauf durchgeführt wird, und insbesondere die Olympischen Sommerspiele in Berlin werden auch entsprechend propagandistisch ausgeschlachtet. Die perfekte Inszenierung wird aus Sicht der Nazis nicht einmal dadurch getrübt, dass mit Jesse Owens ein Afroamerikaner erfolgreichster Athlet der Spiele wird. Immerhin wird mit dem Deutschen Reich zum ersten Mal eine andere Nation als die Vereinigten Staaten erfolgreichste Nation bei Olympischen Sommerspielen.
Innenpolitisch wird die Unterdrückung und Verfolgung von Juden und anderen Minderheiten konsequent fortgesetzt und außenpolitisch wird immer unverhohlener der Krieg vorbereitet. Adolf Hitler kündigt die Verträge von Locarno und lässt die Wehrmacht im entmilitarisierten Rheinland einmarschieren, ein aggressiver Akt, dem Frankreich und Großbritannien keinen nennenswerten Widerstand entgegensetzen. Mit dem faschistischen Italien Benito Mussolinis, das gerade Äthiopien überrannt und die Kolonie Italienisch-Ostafrika gegründet hat, wird die Achse Berlin-Rom geschlossen, mit dem Japanischen Kaiserreich der gegen die Sowjetunion gerichtete Antikominternpakt.
In Spanien bricht inzwischen der Bürgerkrieg aus. Die faschistische Falange und die nationale Rechte im Militär unter Francisco Franco versucht mit einem Putsch an die Macht zu gelangen, stößt jedoch auf unerwartet starke Gegenwehr der republikanischen Regierung. Nachdem Internationale Brigaden – Freiwilligenverbände bestehend aus Angehörigen zahlreicher europäischer und amerikanischer Nationen – die Republik bei ihrem Abwehrkampf unterstützen, entsendet das Deutsche Reich die Legion Condor zur Unterstützung der Faschisten, eine willkommene Generalprobe für die Kriegstauglichkeit der deutschen Streitkräfte.
Die britische Monarchie wird Ende des Jahres von einem Skandal erschüttert. König Edward VIII. gibt seiner Beziehung mit der in Scheidung lebenden Bürgerlichen Wallis Simpson den Vorzug und dankt ab. Sein Bruder Albert folgt ihm als George VI. auf den Thron nach.
Die kulturellen Höhepunkte des Jahres sind die Uraufführung von Sergei Prokofjews musikalischem Märchen Peter und der Wolf, Margaret Mitchells Roman Vom Winde verweht, die International Surrealist Exhibition in London, sowie die Premiere von Charlie Chaplins satirischem Stummfilm Modern Times.
Sportlich wird das perfekte Jahr für das Deutsche Reich durch den Sieg Max Schmelings im Boxen gegen den bisher ungeschlagenen Joe Louis ausgerechnet in New York „abgerundet“. Und dem Österreicher Sepp „Bubi“ Bradl gelingt der erste Sprung eines Menschen mit Skiern über 100 Meter.

## Ereignisse

### Politik und Weltgeschehen

#### Spanischer Bürgerkrieg
- 16. Februar: Das am 15. Januar von mehreren linken und liberalen Parteien gegründete Wahlbündnis Frente Popular gewinnt die Parlamentswahlen in Spanien. Premierminister Manuel Azaña bildet eine Regierung.
- 13. Mai: Nach der Wahl Manuel Azañas zum Präsidenten wird Augusto Barcia Trelles interimistisch Ministerpräsident. Am 16. Mai übernimmt Santiago Casares Quiroga das Amt.

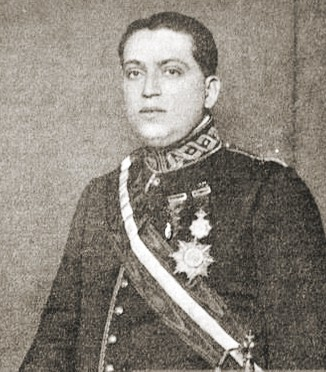
José Calvo Sotelo

- 13. Juli: Der spanische Oppositionspolitiker José Calvo Sotelo wird von Angehörigen der Guardia de Asalto und der Zivilgarde ermordet.

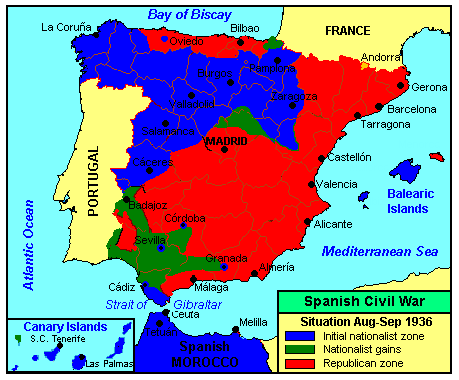
Spanien in den ersten Monaten des Bürgerkriegs

- 17. Juli: Mit einem Militärputsch der nationalen Rechten unter General Emilio Mola und Francisco Franco in Spanisch-Marokko beginnt der bis 1939 dauernde Spanische Bürgerkrieg.
- 19. Juli: Santiago Casares Quiroga tritt als Ministerpräsident zurück. Ihm folgt Diego Martínez Barrio ins Amt, der allerdings schon nach drei Stunden von José Giral Pereira abgelöst wird.
- 19. Juli bis 16. August: Die Belagerung von Gijón endet mit der Einnahme der Stadt durch anarchistische Milizen. Die verteidigenden spanischen Armeesoldaten und Offiziere der Guardia Civil, die sich dem Franco-Aufstand angeschlossen haben, werden nach dem Ende der Kämpfe hingerichtet.
- 19. Juli bis 16. Oktober: Bei der Belagerung von Oviedo hält die Stadtgarnison unter dem Befehl von Oberst Antonio Aranda Mata, die sich gegen die Zweite Spanische Republik erhoben hat, der Belagerung der Regierungstruppen bis zum Eintreffen der nationalistischen Truppen stand.

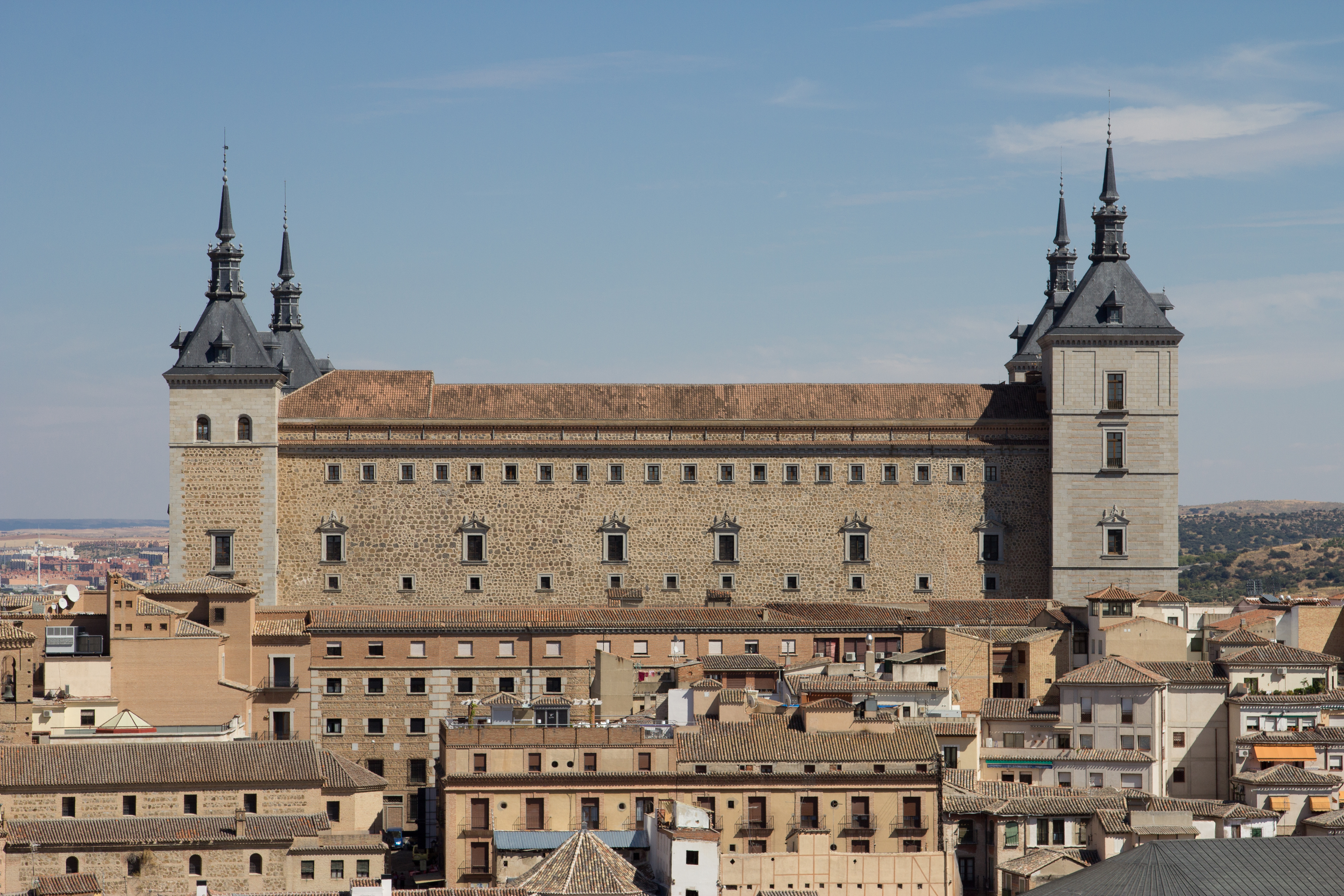
Der Alcázar von Toledo

- 21. Juli: José Moscardó, Militärgouverneur der Provinz Toledo, ruft in Toledo das Kriegsrecht aus. Am nächsten Tag beginnen republikanische Einheiten mit der Belagerung des Alcázars von Toledo.

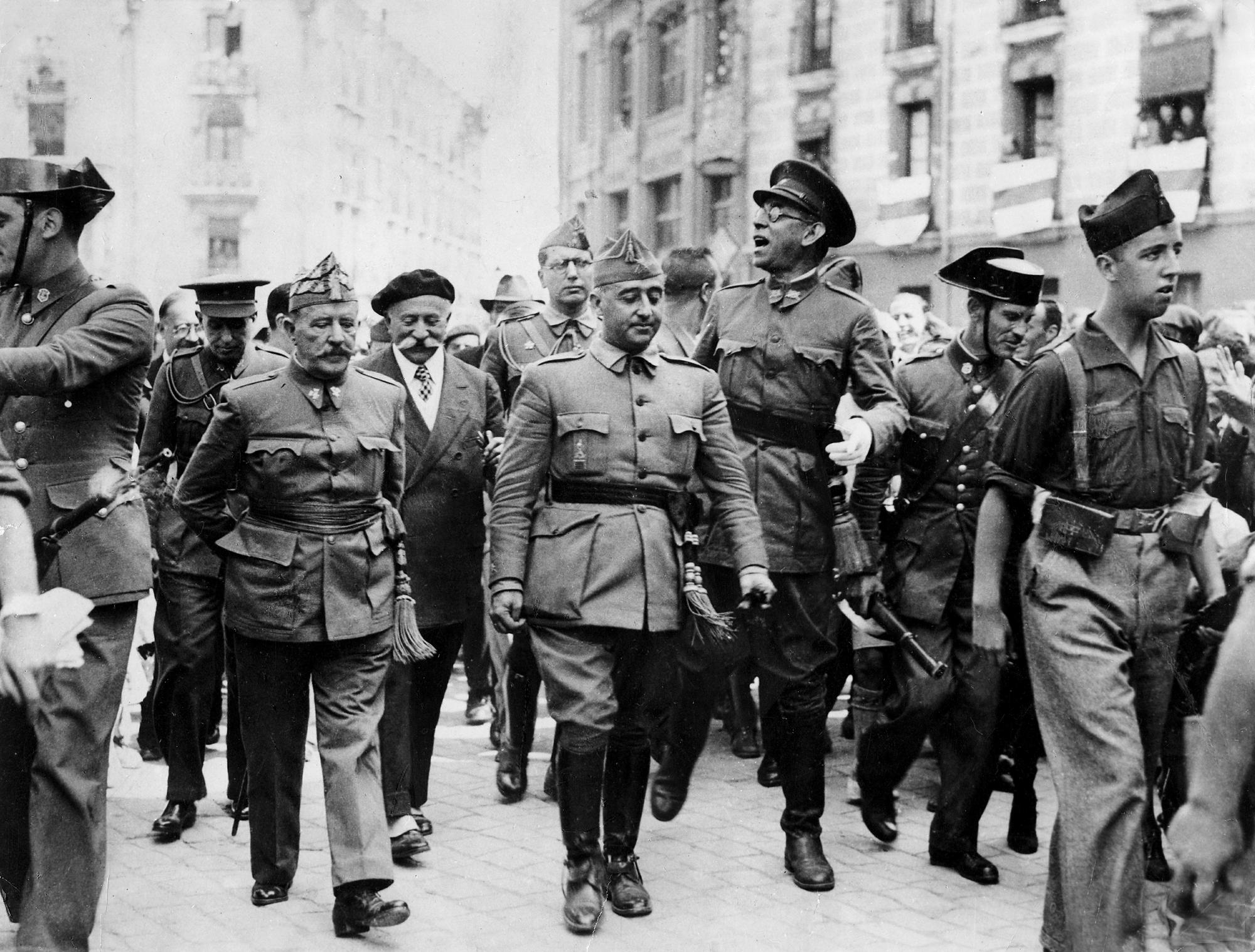
Mola und Franco in Burgos, August 1936

- 24. Juli: In Burgos rufen die Nationalisten unter General Mola eine Gegenregierung aus.
- 7. August: Die nationalistische Armee erobert Almendralejo.
- 10./11. August: Die Nationalisten unter Juan Yagüe siegen in der Schlacht von Mérida.
- 11. August: Während der Offensive von Guipúzcoa erobern Nationalisten die alte baskische Hauptstadt Tolosa.
- 13. August: Beim Angriff von Francos Luftwaffe auf ein republikanisches Kriegsschiff kommen erstmals deutsche Soldaten in Spanien zum Einsatz.

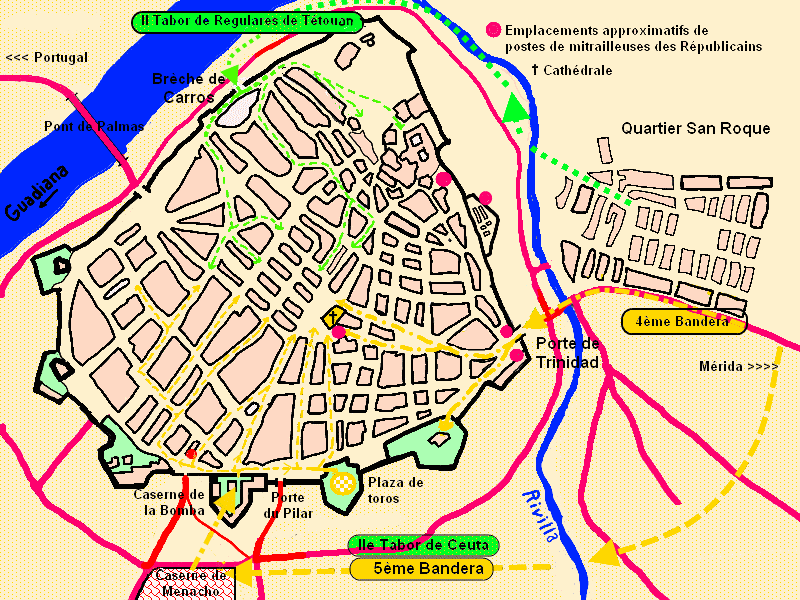
Belagerung von Badajoz

- 14. August: In der Schlacht von Badajoz gelingt den Truppen Francisco Francos einer der ersten größeren Siege im Spanischen Bürgerkrieg und die Eroberung der Stadt Badajoz.
- 16. August bis 4. September: Die Schlacht um Mallorca, eine amphibische Landung der republikanischen Armee, um die Insel Mallorca wieder unter die Kontrolle der Zweiten Spanischen Republik zu bringen, scheitert nach anfänglichen Erfolgen. Insgesamt gibt es auf beiden Seiten mindestens 1.500 Gefallene.
- 17. bis 21. August: Der Sieg in der Schlacht in der Sierra Guadalupe ist ein großer Schritt für die Nationalisten unter Juan Yagüe auf dem Marsch nach Madrid. Am 21. August fällt Guadalupe in die Hände von Major Antonio Castejón Espinosa. Am 27. August treffen sich die drei nationalistischen Truppenteile in Navalmoral und beginnen mit den ersten Luftangriffen auf Madrid.

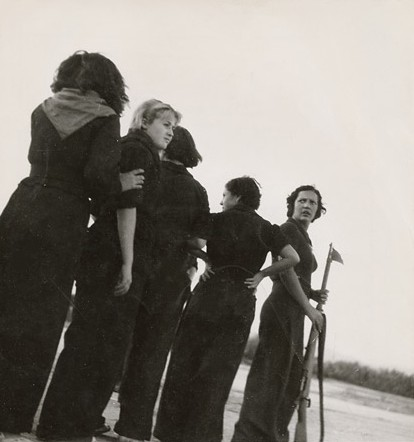
Frauen im Spanischen Bürgerkrieg 1936, Fotografie von Gerda Taro

- September: Die drei Anarchistinnen Lucía Sánchez Saornil, Mercedes Comaposada und Amparo Poch y Gascón gründen gemeinsam mit anderen Frauen die anarchafeministische Organisation Mujeres Libres. Der basisdemokratischen Organisation gehören zeitweise über 20.000 Frauen an, die sich zivilgesellschaftlich engagieren, aber auch an der Front gegen die Franquisten kämpfen.
- 3. September: Republikanische Milizen versuchen bei Talavera de la Reina den Marsch der Nationalisten auf Madrid aufzuhalten. Die Schlacht von Talavera de la Reina endet mit einer Niederlage der Republikaner und leitet wenig später die Belagerung von Madrid ein.

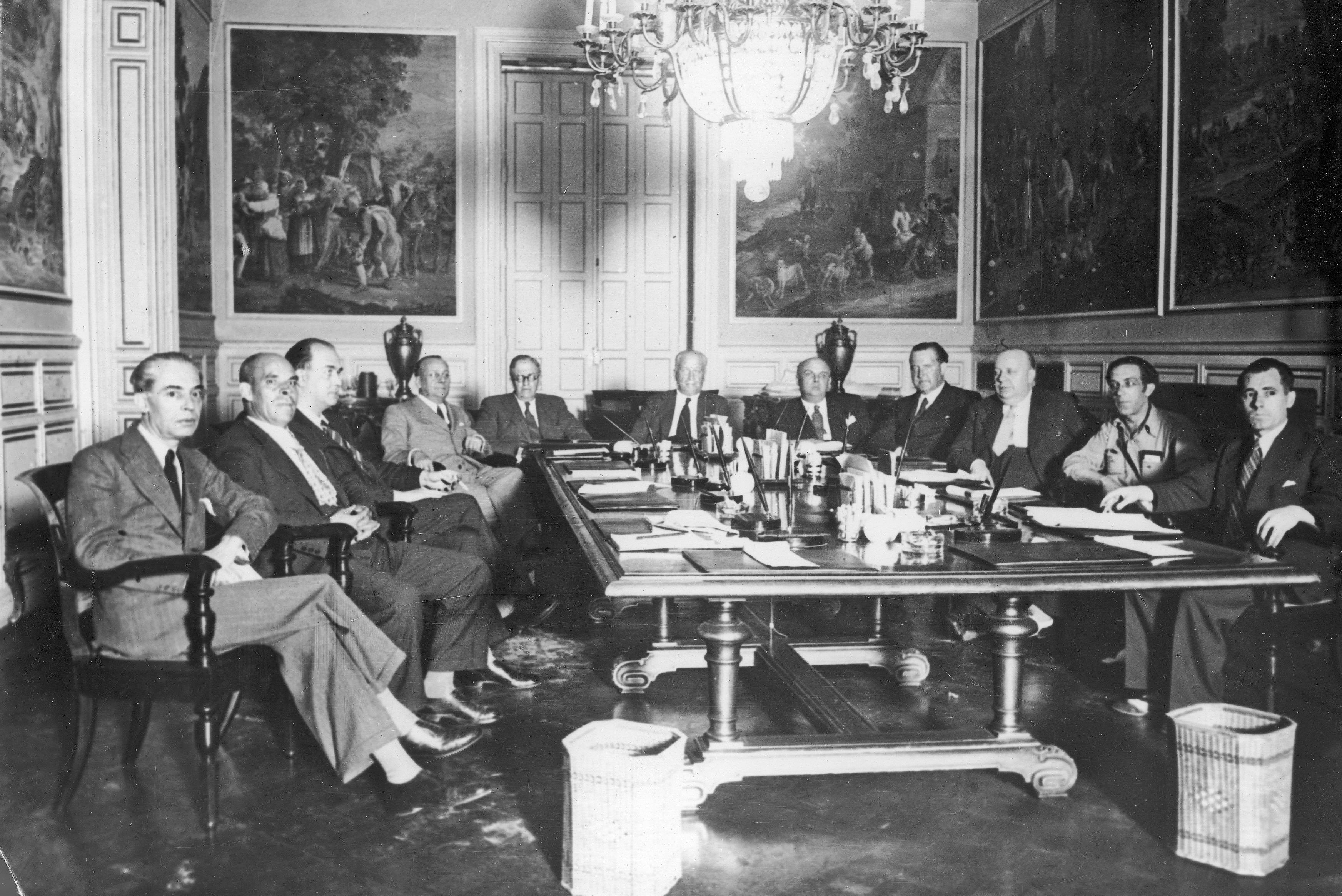
Kabinett Largo Caballero, Sept. 1936

- 4. September: Francisco Largo Caballero wird zum Ministerpräsidenten der Republik ernannt.
- 23. September: Die Nationalisten erobern San Sebastian im Baskenland und beenden damit die Offensive von Guipúzcoa.
- 26. September: Nationalistische Truppen treffen nördlich von Toledo ein. Die Republikaner brechen daraufhin die aussichtslos gewordene Belagerung des Alcázars von Toledo ab.
- 28. September: Nationalistische Truppen erobern im Spanischen Bürgerkrieg Toledo und befreien die eingeschlossenen Verteidiger des Alcázars. Mehr als 200 zurückgebliebene Republikaner werden massakriert.
- 29. September: Die spanischen Nationalisten ernennen General Francisco Franco zum Staatschef und militärischen Oberbefehlshaber.
- 9. Oktober: Nach einem Beschluss der Komintern vom 3. August werden mit Unterstützung Stalins die ersten Internationalen Brigaden zugunsten der Republikanischen Regierung aufgestellt. Militärischer Befehlshaber der XI. Internationalen Brigade wird Manfred Stern. Am 12. Oktober erreichen die ersten 650 Freiwilligen mit dem Dampfer Ciudad de Barcelona den Hafen von Alicante, wo sie in drei Bataillone aufgeteilt werden und direkt nach Madrid marschieren.

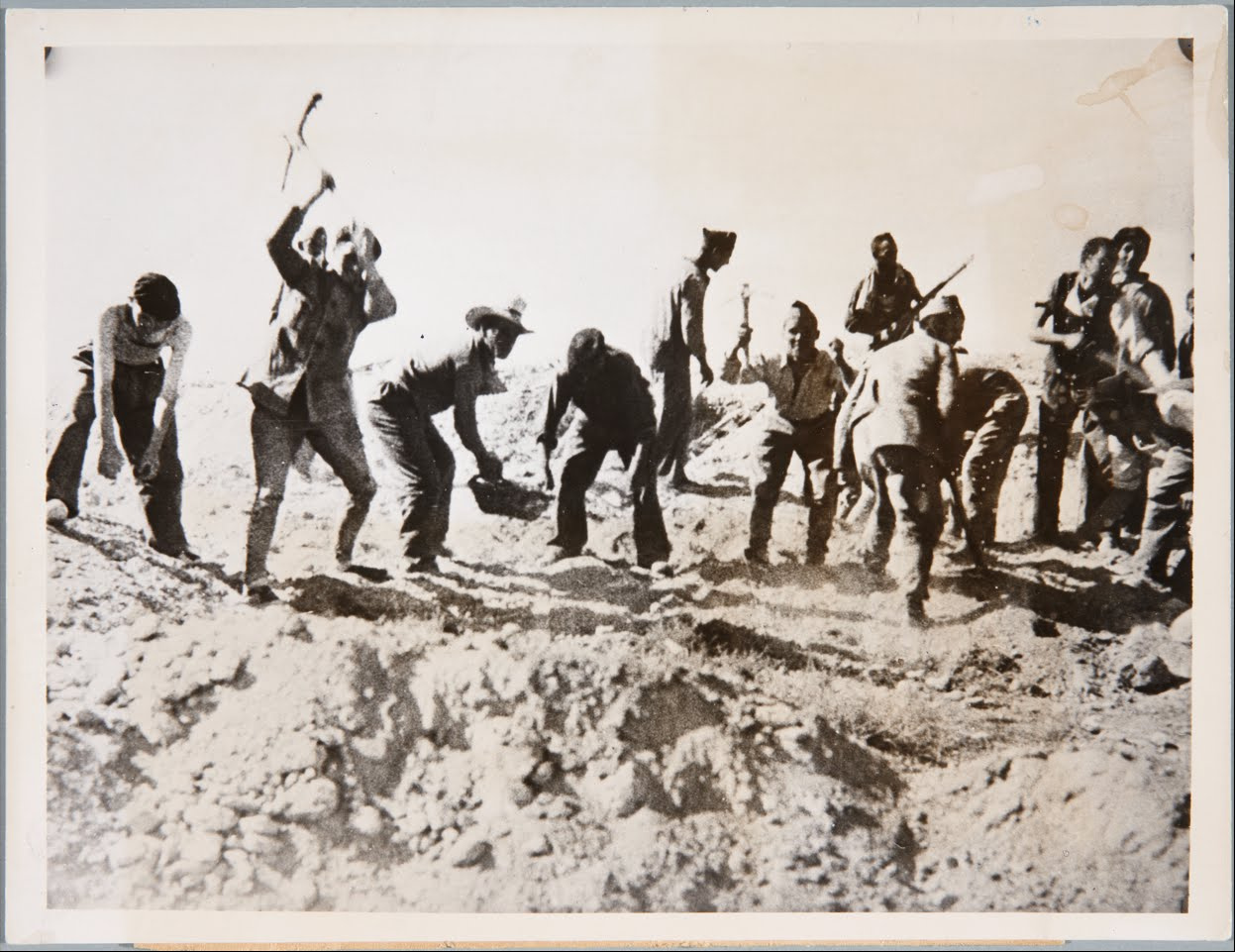
Milizionäre bereiten die Verteidigung von Madrid 1936 vor.

- 16. Oktober: Mit der gesetzlichen Integration der nach dem Putsch ad hoc entstandenen Volksmilizen in die reguläre Armee entsteht die Volksarmee Ejército Popular de la República.
- Oktober: Die Belagerung von Madrid durch Franco-Truppen beginnt.
- 25. Oktober: Vom spanischen Hafen Cartagena werden auf Befehl der republikanischen Regierung über 500 t Gold, ca. dreiviertel der Goldreserven der spanischen Nationalbank, einer der größten Goldschätze weltweit, nach Odessa in die UdSSR verbracht, um sie vor dem Zugriff der Nationalisten zu schützen.
- Anfang November: Die deutsche „Legion Condor“ greift in den Spanischen Bürgerkrieg ein
- 20. November: Der Anführer der faschistischen Partei Falange, José Antonio Primo de Rivera, wird von den Republikanern hingerichtet. Sein Nachfolger wird Francisco Franco. Von Anhängern des Franquismus wird dieser Tag bis heute als 20-N begangen.

#### Deutsches Reich
- 1. Januar: Nur noch Mitglieder der Hitlerjugend sollen in Deutschland für die Beamtenlaufbahn zugelassen werden.
- 7. März: Deutschland kündigt die Verträge von Locarno. Truppen der Wehrmacht besetzen das entmilitarisierte Rheinland (Rheinlandbesetzung). Großbritannien verweigert Frankreich Unterstützung für eine militärische Rückeroberung, womit diese unterbleibt.
- 16. März: Rudolf Heß verbietet als „Stellvertreter des Führers“ allen studierenden Angehörigen der NSDAP die Mitgliedschaft bei einer Studentenverbindung.

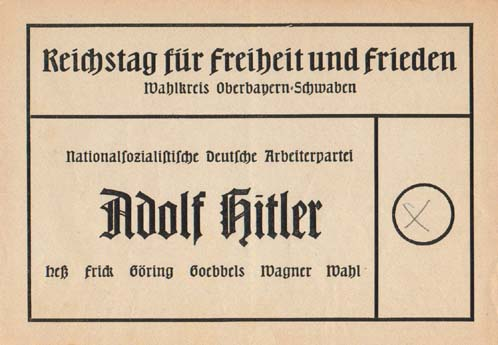
Stimmzettel zur Reichstagswahl

- 29. März: Die Reichstagswahl 1936 findet zugleich mit der Volksabstimmung zur Rheinlandbesetzung statt. Zugelassen für diese Scheinwahl ist nur eine Einheitsliste der NSDAP. Juden und sogenannte Jüdische Mischlinge sind nach dem Reichsbürgergesetz erstmals von der Wahl ausgeschlossen. Die Wahl bringt ebenso wie die Abstimmung – wie vom NS-Regime vorgesehen – eine deutliche Zustimmung.
- 17. Juni: Der Erlass über die Einsetzung eines Chefs der Deutschen Polizei im Reichsministerium des Innern liefert die rechtliche Grundlage für die institutionelle Verklammerung des NSDAP-Parteiamtes Reichsführer SS mit dem des neu eingeführten staatlichen Amtes eines Chefs der Deutschen Polizei und ist damit vorläufiger Höhepunkt der bereits weit fortgeschrittenen Verschmelzung des SS-Apparats mit der Polizei der Weimarer Republik zu einem Instrument totaler und willkürlicher Führergewalt.
- 3. Juli: Der Künstler und Journalist Štefan Lux erschießt sich während einer Generalversammlung des Völkerbundes vor versammeltem Plenum, um auf die Judenverfolgung im Deutschen Reich aufmerksam zu machen.
- 11. Juli: Im Juliabkommen zwischen Deutschland und Österreich anerkennt die deutsche Reichsregierung die volle Souveränität des Bundesstaates Österreich und bekundet, weder die Absicht noch den Willen zu haben, sich in die inneren österreichischen Verhältnisse einzumengen; Österreich etwa zu annektieren oder anzuschließen. Das Abkommen ist Folge der Annäherung Hitlerdeutschlands an das faschistische Italien, das bisher eine außenpolitische Stütze Österreichs dargestellt hat, sowie des Bestrebens Österreichs, die Aufhebung der Tausend-Mark-Sperre zu erreichen. Noch im Tagesverlauf des 11. Juli wurden vom österreichischen Bundespräsidenten Wilhelm Miklas auf Vorschlag von Kanzler Kurt Schuschnigg die beiden Deutschen Edmund Glaise von Horstenau zum Minister ohne Geschäftsbereich und Guido Schmidt zum Staatssekretär des Außenministeriums ernannt.
- 26. August: Hitler befiehlt in seiner Denkschrift zum Vierjahresplan, die Armee müsse in vier Jahren „einsatzfähig“ und die Wirtschaft „kriegsfähig“ sein.
- 18. September: Die Militärparade auf der Großenengliser Platte ist Teil der militärischen Vorbereitung für die Mobilmachung im Deutschen Reich. Die Parade zwischen Großenenglis und Udenborn ist die größte Militärparade von Gerätetypen im Schwalm-Eder-Kreis nach dem Ersten Weltkrieg und gleichzeitig eine Machtdemonstration der Nationalsozialisten in Europa. Ihre politische Bedeutung wird durch die Anwesenheit von Adolf Hitler unterstrichen.
- 20. September: Der Runderlass zur Neuordnung der Reichskriminalpolizei beseitigt die organisatorische Selbständigkeit der Kriminalpolizei der deutschen Länder und unterstellt sie einem zentralen und einheitlichem Vollzugsdienst der Reichskriminalpolizei. Mit Erlass vom 10. Oktober 1936 wird zusätzlich die Reichszentrale zur Bekämpfung der Homosexualität und der Abtreibung gegründet. Dieser Erlass wird nicht im Reichsministerialblatt der inneren Verwaltung (RMBliV) veröffentlicht, aber an alle Staats- und Kriminalpolizeistellen übermittelt.
- 25. Oktober: Die Annäherung Italiens und Deutschlands wird vertraglich bekräftigt (Achse Rom-Berlin).
- 18. November: Der Kreuzkampf im Oldenburger Münsterland beginnt.
- 25. November: Abschluss des Antikomintern-Paktes zwischen Deutschland und Japan
- 1. Dezember: Die Hitlerjugend (HJ) wird per Gesetz zur „Staatsjugend“ erklärt.

#### Italien/Abessinienkrieg
- 21. bis 24. Januar: Erste Tembienschlacht
- 27. bis 29. Februar: In der Zweiten Tembienschlacht kommt es zur völligen Vernichtung der äthiopischen Verbände.
- 31. März: Die Schlacht von Mai Ceu, in der die Italiener Kriegsverbrechen durch den massiven Abwurf von Senfgas (Lost) begehen, entscheidet den Italienisch-Abessinischen Krieg endgültig zu Gunsten Italiens.
- 5. Mai: Italienische Truppen ziehen in Addis Abeba ein und beenden damit militärisch den Italienisch-Äthiopischen Krieg.
- 9. Mai: Der Abessinienkrieg findet in der Annexion Äthiopiens durch das faschistische Italien seinen Abschluss. Die Kolonie Italienisch-Ostafrika wird gegründet, König Viktor Emanuel III. wird zum Kaiser von Äthiopien proklamiert.

#### Österreich
- 17. Februar: Der Tod von Wilhelm Berliner, Generaldirektor des österreichischen Phönix-Lebensversicherungskonzerns, löst den Phönix-Skandal in Österreich aus. Sein Nachfolger Eberhard Reininghaus erfährt am 28. Februar, dass keine Mittel für die Lohnauszahlungen vorhanden sind.
- 16. März: Vor dem Wiener Landesgericht beginnt der „Große Sozialistenprozess“, ein Hochverratsprozess gegen 28 Mitglieder der nach dem austrofaschistischen Verbot der Sozialdemokratischen Arbeiterpartei im Untergrund agierenden Revolutionären Sozialisten. Federführender Verteidiger ist Heinrich Steinitz. Aufgrund des internationalen Medieninteresses fallen die Urteile am 24. März verhältnismäßig milde aus. Die Hauptangeklagten Karl Hans Sailer und Maria Emhart, für die der Staatsanwalt die Todesstrafe beantragt hat, werden zu 20 bzw. 18 Monaten Haft, Bruno Kreisky zu 12 Monaten Kerker verurteilt. Franz Jonas wird freigesprochen.

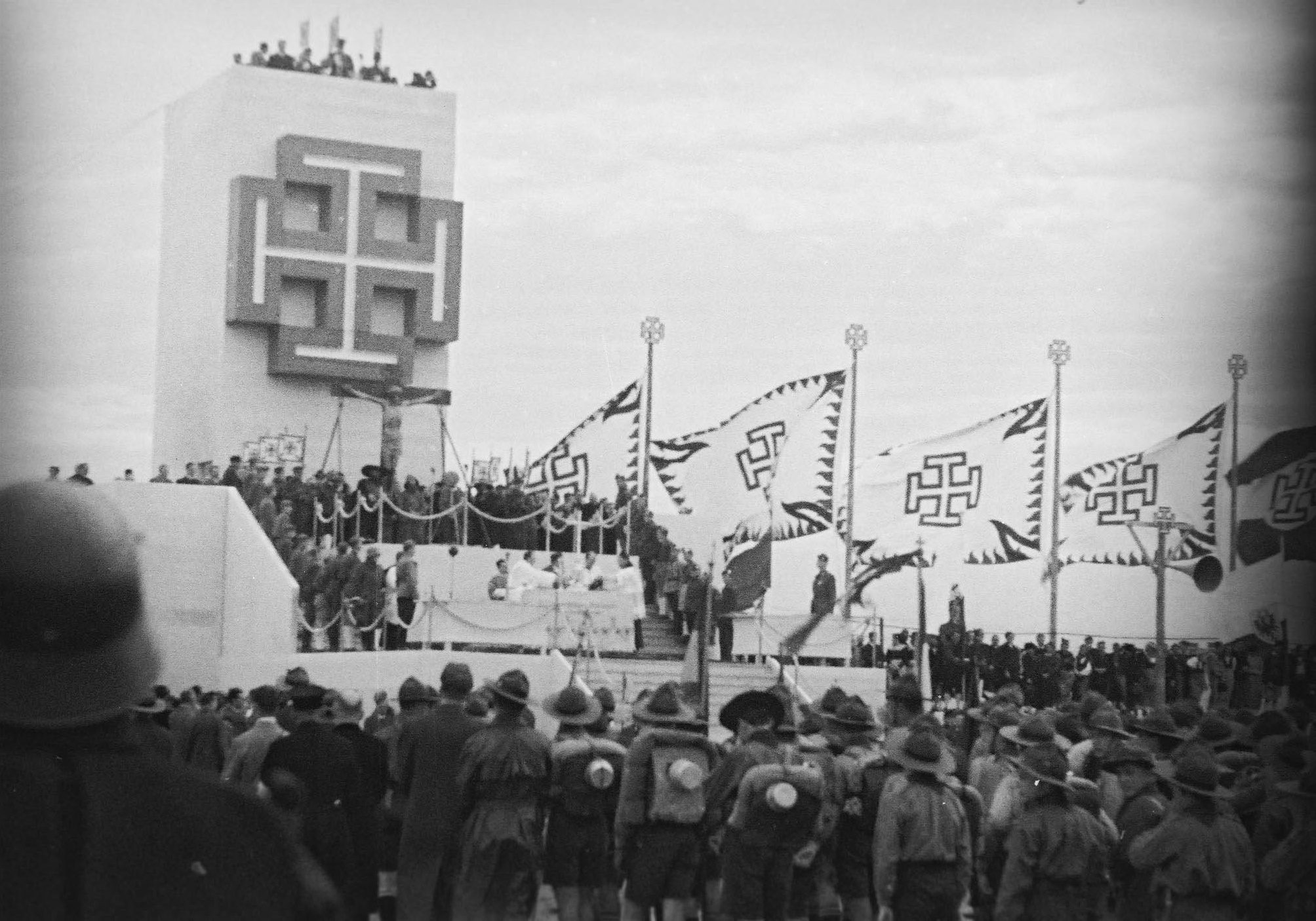
Tribüne beim Frontappell der Vaterländischen Front auf dem Exerzierplatz Schmelz in Wien am 18. Oktober

- 15. Mai: Kanzler Kurt Schuschnigg löst Ernst Rüdiger Starhemberg als Frontführer der Einheitspartei Vaterländische Front ab.
- 11. Juli: Der Ständestaat schließt das Juliabkommen mit dem Deutschen Reich. Am selben Tag ernennt Bundespräsident Wilhelm Miklas die beiden betont-nationalen (großdeutsch orientierte Nicht-Nationalsozialisten) Edmund Glaise von Horstenau zum Minister ohne Geschäftsbereich und Guido Schmidt zum Staatssekretär des Außenministeriums. Die deutsche Tausend-Mark-Sperre wird aufgehoben.
- 10. Oktober: Die Heimwehrverbände werden aufgelöst und in die Frontmiliz überführt.

#### Schweiz
- 1. Januar: Albert Meyer wird Bundespräsident der Schweiz.
- 4. Februar: Gustloff-Affäre: Wilhelm Gustloff, Landesgruppenleiter in der NSDAP-Auslandsorganisation in der Schweiz, wird von dem jüdischen Medizinstudenten David Frankfurter erschossen, woraufhin Gustloff von den Nationalsozialisten zum „Blutzeugen“ hochstilisiert wird.

#### Griechenland
- 26. Januar: Die Parlamentswahl in Griechenland führt zu instabilen Verhältnissen. Die Anhänger des exilierten Eleftherios Venizelos erhalten etwa gleich viele Sitze wie seine Gegner, die Kommunisten sind mit 15 Abgeordneten als dritte Partei das „Zünglein an der Waage“.
- 12. April: Ministerpräsident Konstantinos Demertzis stirbt nach wenigen Monaten im Amt an einem Herzinfarkt. König Georg II. ernennt daraufhin den Monarchisten Ioannis Metaxas zu dessen Nachfolger, obwohl seine Partei nur sieben Sitze im Parlament hat. Die Regierung von Metaxas wird mit weitreichenden legislativen Befugnissen ausgestattet und soll nur provisorisch zur Stabilisierung der Lage fungieren, ein Parlamentsausschuss dient zur Kontrolle.

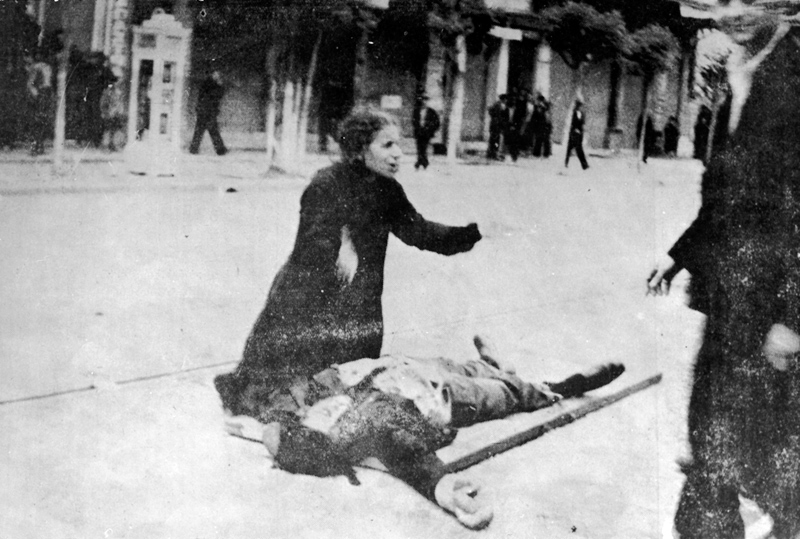
Trauernde Mutter in Thessaloniki

- 9. Mai: Ein Streik der Tabakarbeiter in Thessaloniki wird blutig niedergeschlagen. 12 Menschen werden getötet, rund 300 verletzt, als die Polizei das Feuer auf die Arbeiter eröffnet. Am nächsten Tag veröffentlicht die kommunistische Parteizeitung Rizospastis ein Foto von einem Toten und seiner Mutter, die mitten auf der Odos Egnatia um ihn trauert. Unter dem Eindruck dieses Fotos schreibt der Lyriker Giannis Ritsos den Gedichtszyklus Epitaphios.
- 4. August: Der griechische Regierungschef General Ioannis Metaxas entlässt das Parlament, annulliert die Verfassung und begründet den diktatorischen „Neuen Staat“ (Neon Kratos). Er stößt dabei kaum auf Widerstand, nur Georgios Papandreou und die kommunistische Partei stellen sich offen gegen Metaxas, was dieser mit Verfolgungen und der Gründung von Lagerinseln beantwortet.
- Bei einer Bücherverbrennung wird unter anderem der Epitaphios von Ritsos öffentlich verbrannt. Metaxas führt aber auch einen Mindestlohn und den 8-Stunden-Tag in Griechenland ein.

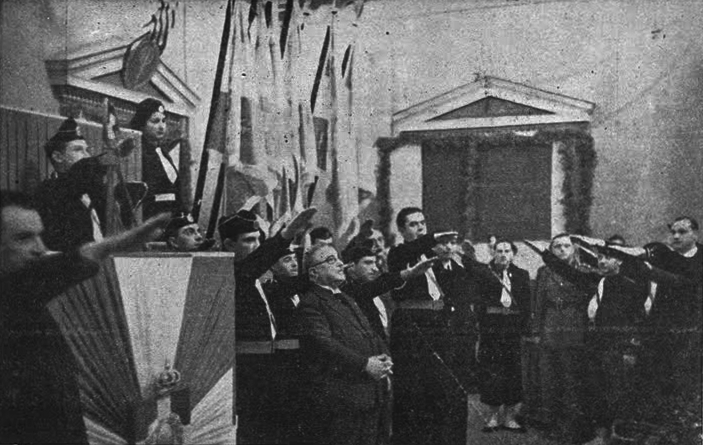
Angehörige der Jugendorganisation EON huldigen Ioannis Metaxas (Mitte, ohne erhobenen Arm) mit dem „römischen Gruß“

- 7. November: Die Jugendorganisation Ethniki Organosis Neoleas (EON) wird ins Leben gerufen.

#### Sowjetunion

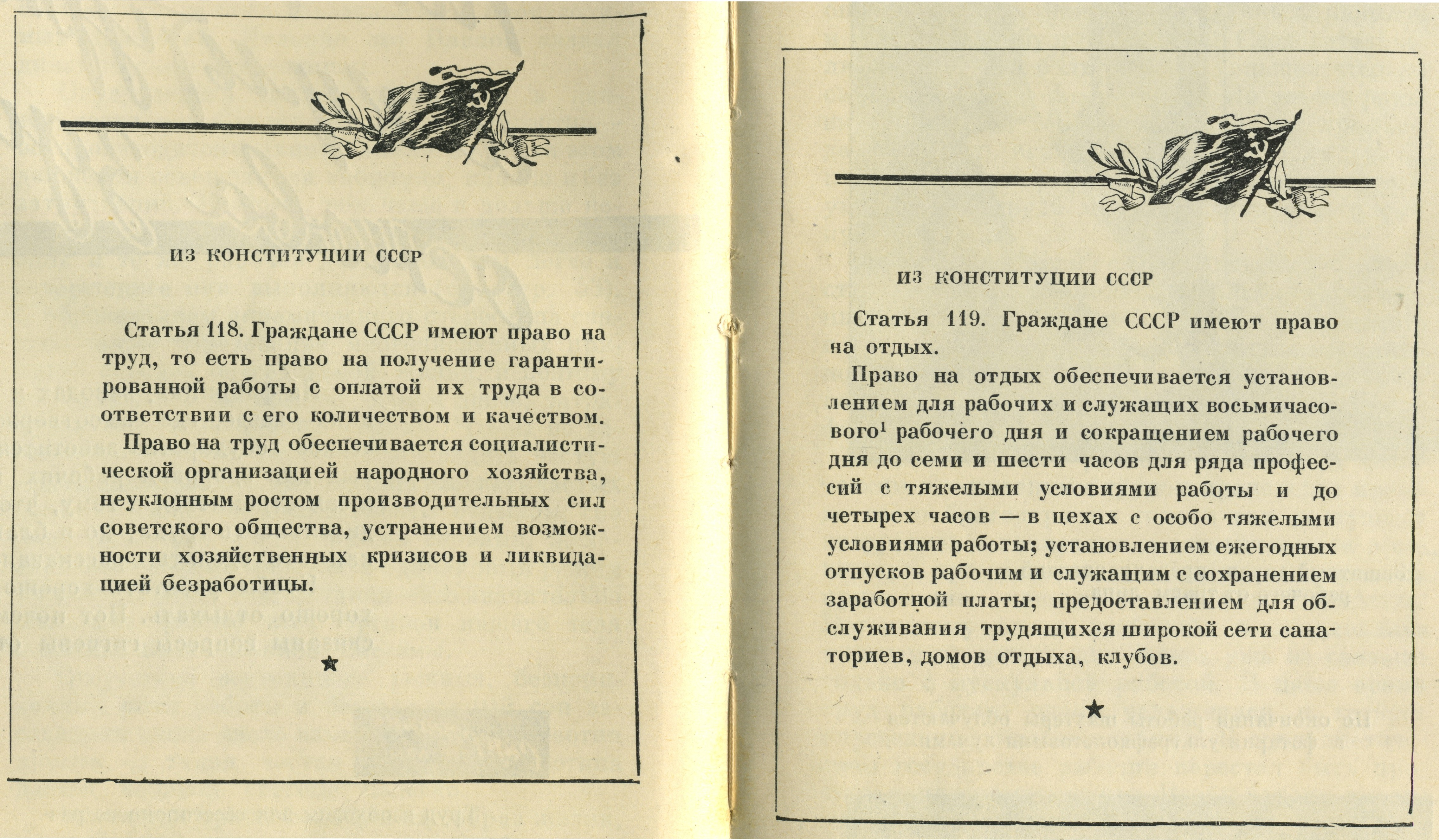
Auszug aus der Verfassung von 1936

- 5. Dezember: In der Sowjetunion wird eine stalinistische Verfassung verabschiedet. Sie tritt an die Stelle der sowjetischen Verfassung von 1924.
  - Die Kasachische Autonome Sozialistische Sowjetrepublik wird aus der RSFSR ausgegliedert und unter dem Namen Kasachische Sozialistische Sowjetrepublik eine eigenständige Unionsrepublik.
  - Die Karakalpakische Autonome Sozialistische Sowjetrepublik wird in die Usbekische Sozialistische Sowjetrepublik eingegliedert.

#### Weitere Ereignisse in Europa
- 16. Februar: Front von Morges
- 20. Juli: Der Vertrag von Montreux gibt der Türkei die volle Souveränität über die Dardanellen, das Marmarameer und den Bosporus zurück, die nach dem Ersten Weltkrieg unter internationaler Kontrolle gestellt wurden, und regelt den freien Schiffsverkehr durch diese Gewässer.
- 31. August: Radio Praha, der Auslandssender des tschechoslowakischen Rundfunks, geht auf Sendung. In den Jahren bis 1939 gilt der Prager Sender als wichtige propagandafreie Informationsquelle aus Mitteleuropa.
- 10. Dezember: Eduard VIII. verzichtet mit His Majesty’s Declaration of Abdication Act 1936 zugunsten der Beziehung zu seiner bürgerlichen und geschiedenen Lebensgefährtin Wallis Simpson auf die britische Krone. Sein Nachfolger wird sein Bruder Albert als Georg VI.
- António de Oliveira Salazar gründet in Portugal die Legião Portuguesa, eine Freiwilligenorganisation nach dem Vorbild der deutschen SA, sowie die Jugendorganisation Mocidade Portuguesa. Die beiden Organisationen werden mit einiger Begeisterung aufgenommen und verankern das autoritäre System des Estado Novo in der Bevölkerung.

#### Vereinigte Staaten von Amerika
- 3. November: Der amtierende US-Präsident Franklin D. Roosevelt wird bei der Präsidentschaftswahl in den Vereinigten Staaten für eine zweite Amtszeit wiedergewählt. Mit deutlicher Mehrheit schlägt er den Republikaner Alf Landon.
- Dem Nye Committee in den USA werden die Mittel entzogen.

#### Lateinamerika
- 1. April: Der mexikanische Staatspräsident Lázaro Cárdenas del Río schickt Plutarco Elías Calles, den letzten im Land befindlichen General mit diktatorischen Ambitionen, in die Verbannung.

#### China
- Ende Februar: Bailingmiao-Aufstand
- 12. Dezember: Der Warlord Zhang Xueliang kidnappt den Kuomintang-Führer Chiang Kai-shek bei einem Truppenbesuch. Der Zwischenfall von Xi’an endet mit der Freilassung Chiangs nach zwei Wochen.

#### Weitere internationale Ereignisse

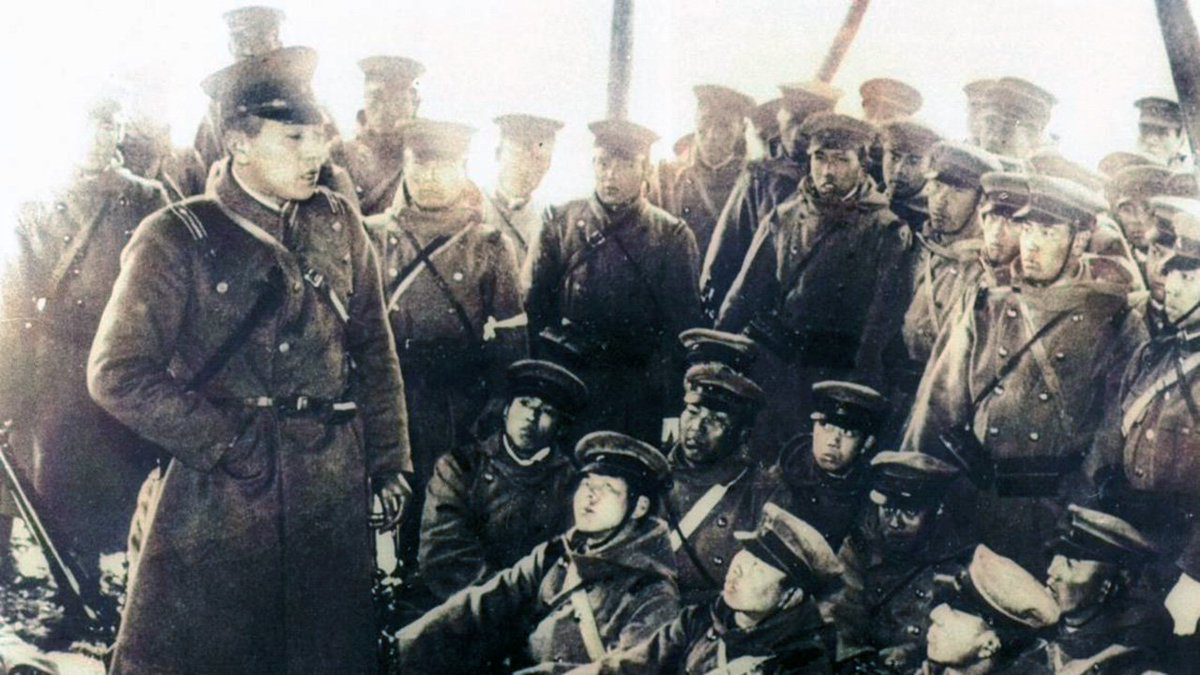
Aufständische Truppen am 26. Februar

- 26. Februar: Während eines Putschversuchs in Tokio durch Angehörige der Partei Kōdō-ha besetzen 1.400 Offiziere das Parlament, das Kriegsministerium und die Hauptquartiere der Polizei. Der Aufstand wird bis zum 29. Februar niedergeschlagen.
- 19. April: Der Tod von sechs protestierenden Arabern in Jaffa durch britische Polizisten gibt dem arabischen Aufstand gegen die britische Mandatsmacht Auftrieb.

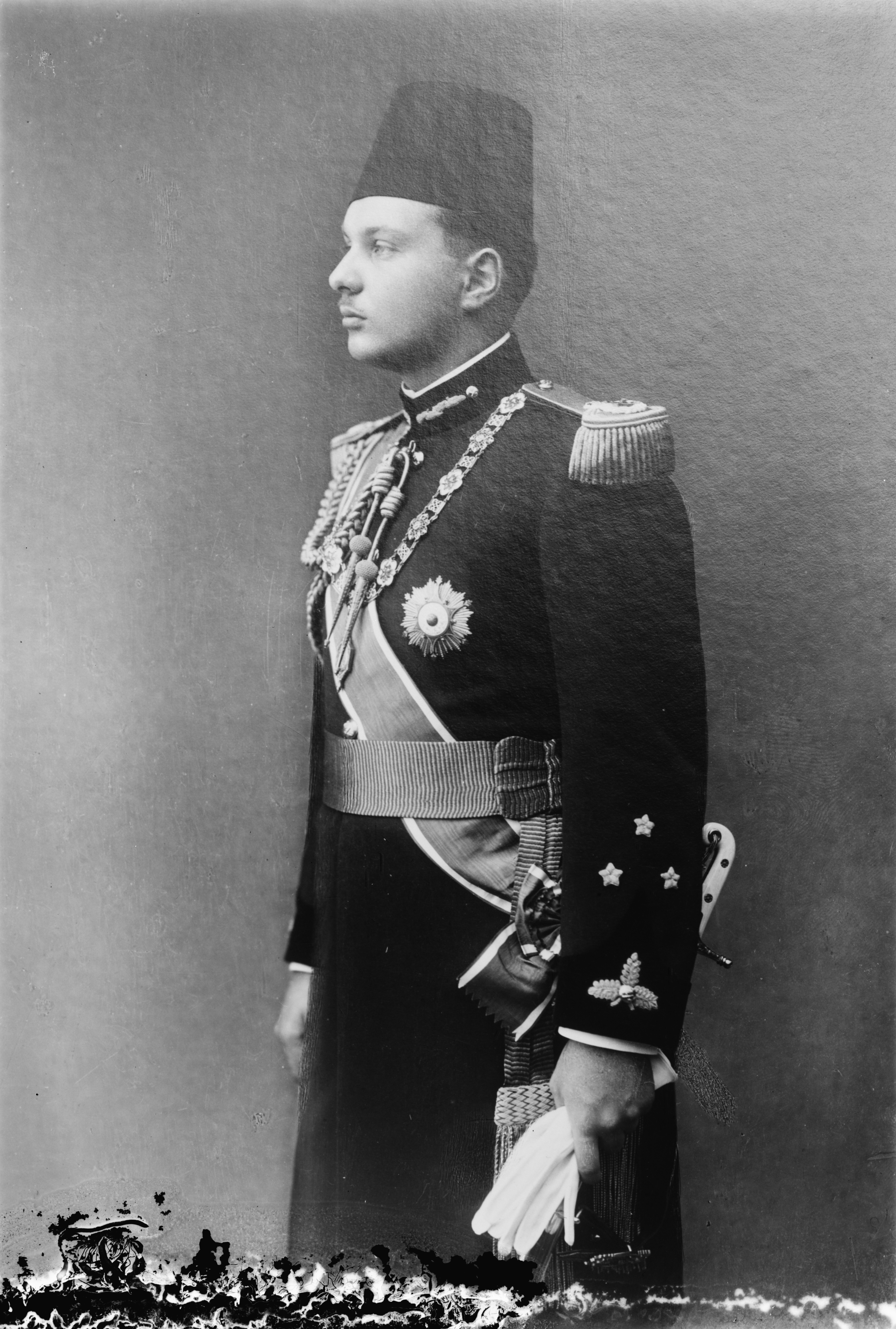
Faruq I.

- 28. April: Mit dem Tod seines Vaters Fu'ād I. wird der 16-jährige Faruq neuer König von Ägypten. Er befindet sich zu diesem Zeitpunkt zur Offiziersausbildung an der Militärakademie Woolwich in London. Für den Herrscher übernimmt ein Jahr lang ein Regentschaftsrat die Vormundschaft.
- 19. Juni/31. August: Der Native Trust and Land Act bestimmt, dass die Reservatsflächen, die der schwarzen Bevölkerung im Natives Land Act von 1913 zugeteilt worden sind, von 7,13 % (9.709.586 Hektar) auf ungefähr 13,6 % der Gesamtfläche von Südafrika zu vergrößern sind. Der Anteil der schwarzen Bevölkerung an der Gesamtbevölkerung des Landes beträgt zu diesem Zeitpunkt rund 61 %.
- 26. August: Durch einen britisch-ägyptischen Bündnisvertrag wird die militärische Besetzung durch die Briten auf die Suezkanalzone beschränkt.

#### Internationale Konferenzen und Verträge
- 6. November: Zweite Londoner Flottenkonferenz: Das Londoner U-Boot-Protokoll regelt international, dass U-Boote gegenüber Handelsschiffen völkerrechtlich den Bestimmungen für Überwasserschiffe gleichgestellt sind.
- 1. Dezember: Die Inter-American Conference for the Maintenance of Peace (Inneramerikanische Konferenz zur Erhaltung des Friedens) beginnt auf US-amerikanische Initiative in Buenos Aires.
- 23. Dezember: In Buenos Aires wird das multilaterale Übereinkommen über den Bau des Schnellstraßennetzes Panamericana unterzeichnet.

### Wirtschaft

#### Geldwirtschaft
- 25. September: Die Regierungen von Frankreich, England und den USA schließen das Tripartite-Abkommen zur Festlegung fester Wechselkurse zwischen dem Dollar, dem Pfund und dem Franc um den Abwertungswettlauf zu beenden.
- 26. September: Belgien schließt sich dem Tripartite-Abkommen an.
- 21. November: Die Niederlande und die Schweiz schließen sich dem Tripartite-Abkommen vom 25. September an.

#### Internationale Ausstellungen
- 15. Februar: Die I.G. Farben warten bei der Internationalen Automobil-Ausstellung in Berlin mit dem ersten Autoreifen aus dem Kautschukersatz Buna auf.

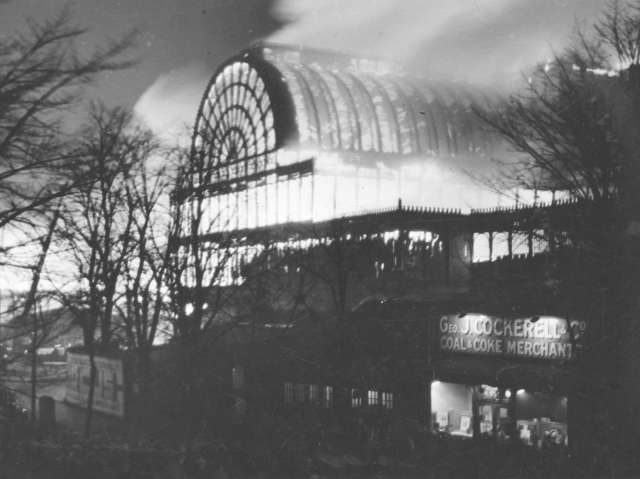
Brand des Crystal Palace

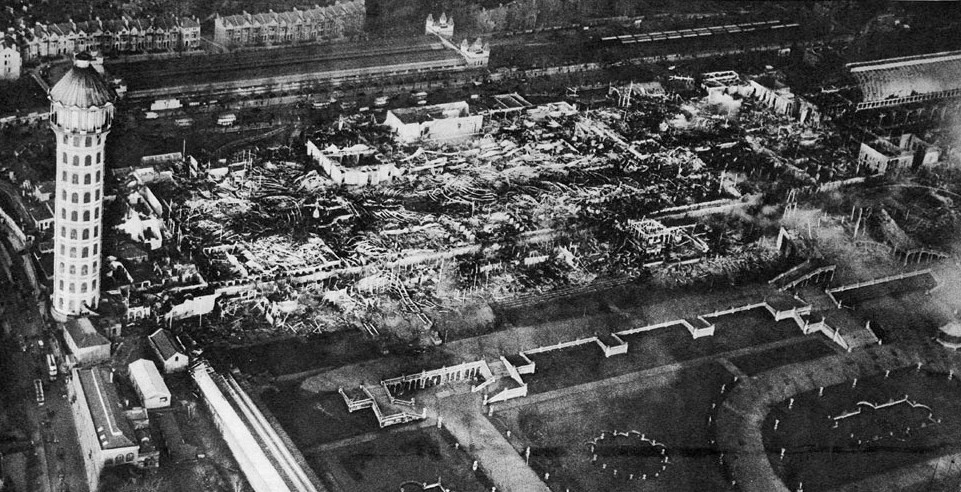
Nach dem Feuer

- 30. November: Der Londoner Kristallpalast (Crystal Palace), ein gläsernes Ausstellungsgebäude aus dem Jahr 1851, wird durch einen Brand zerstört.

#### Patente und Unternehmensgründungen
- 18. Februar: Das United States Patent Office erteilt Frank A. Redford ein Design Patent für eine Gebäudeform, das zum Entstehen der Wigwam Motels führt.
- 5. März: Die Motorenfabrik Humboldt-Deutz aus Köln übernimmt den Nutzfahrzeugbauer Magirus aus Ulm. Auf diese Fusion geht die nach dem Zweiten Weltkrieg auf dem Markt etablierte Marke Magirus-Deutz zurück, die zeitweise der zweitgrößte Nutzfahrzeughersteller Deutschlands ist und zwischen 1975 und 1983 in IVECO aufgeht.
- 22. Mai: In Dublin wird die irische Fluggesellschaft Aer Lingus gegründet.
- 10. Juni: In Moskau wird das Unternehmen Sojusmultfilm gegründet, das Trickfilme produziert. Das Unternehmen entwickelt sich zum bedeutendsten Animationsfilmstudio der Sowjetunion.
- 23. November: Die erste Ausgabe des fotojournalistischen Magazins Life erscheint in den USA.
- In Stockholm gründen Wilhelm Klingspor und Robert von Horn die Risikokapital-Beteiligungsgesellschaft Kinnevik.

#### Verkehr

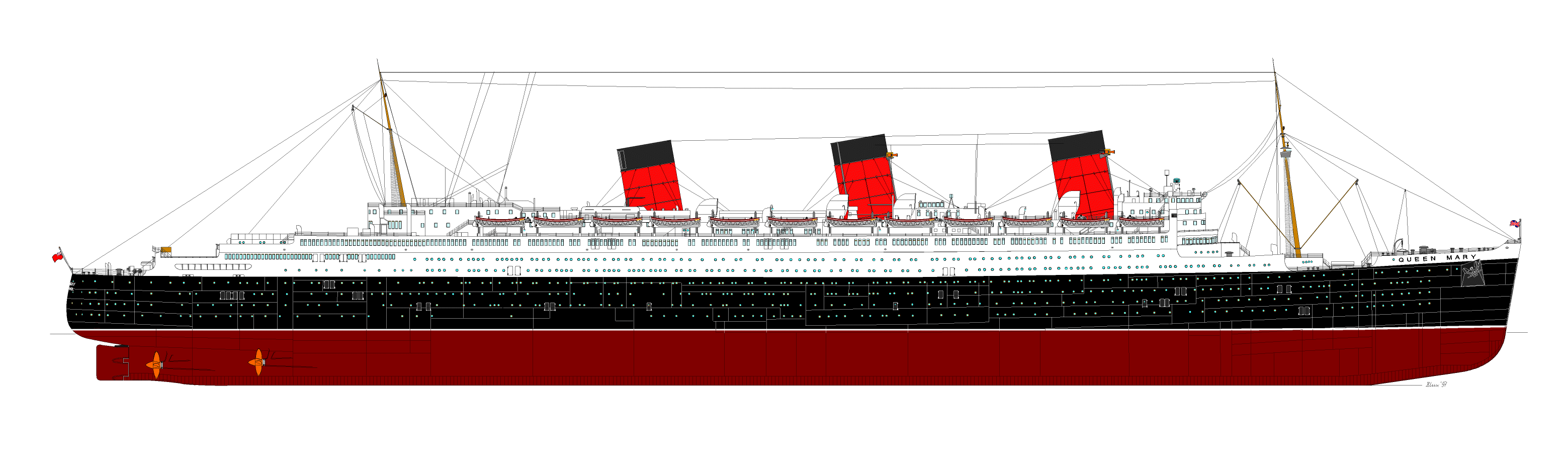
RMS Queen Mary

- 27. Mai: Die Jungfernfahrt der Queen Mary findet von Southampton über Cherbourg nach New York City statt.
- 16. Juni: Die Waalbrücke Nijmegen wird nach fünfjähriger Bauzeit eröffnet. Sie ersetzt die bisherige Fähre.
- 21. November: Das Schkeuditzer Kreuz wird als erstes Autobahnkreuz Europas in Betrieb genommen.

#### Sonstiges
- 17. Februar: Nach dem Tod von Wilhelm Berliner kommt es zum Phönix-Skandal in Österreich.
- 26. Oktober: Der erste Generator des errichteten Hoover Dam liefert in den Vereinigten Staaten die erste Energie in das Stromnetz.
- 2. November: Die landesweit sendende Rundfunkanstalt Canadian Broadcasting Corporation (CBC) beginnt ihr Programm.
- Die Lex Stahlverein ermöglicht die Reprivatisierung der Vereinigten Stahlwerke (Vestag) in Deutschland.
- Der erste Diesel-PKW geht in Serie.
- Die Lebkuchen-Spezialität Dominostein wird von Herbert Wendler erfunden.

### Wissenschaft und Technik

#### Luftfahrt und Verkehr

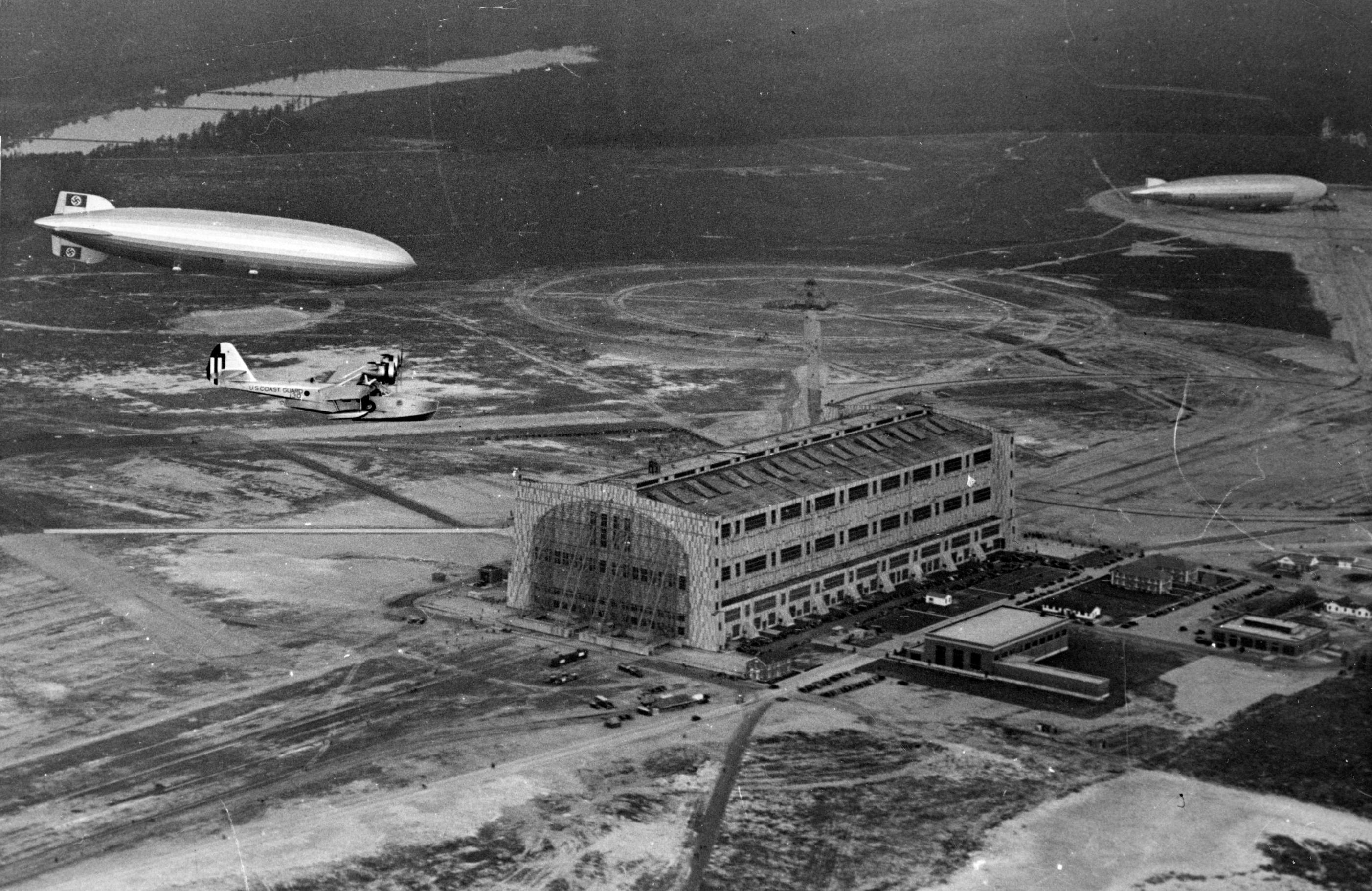
Die Hindenburg erreicht Lakehurst

- 4. März: Die LZ 129 Hindenburg, das größte jemals gebaute Luftfahrzeug, hat ihre Jungfernfahrt mit 85 Personen von Friedrichshafen über Meersburg zurück nach Friedrichshafen. Die drei Stunden dauernde Fahrt über 180 Kilometer wird von Ernst A. Lehmann, Hans von Schiller und Hugo Eckener geführt. Am 19. März wird das Starrluftschiff an die Deutsche Zeppelin-Reederei (DZR) abgeliefert. Die erste kommerzielle Passagierfahrt in Richtung USA startet am Abend des 6. Mai um 21:30 Uhr in Frankfurt und endet nach der Rekordzeit von 61,5 Stunden am 9. Mai um 6:10 Uhr am Ankermast von Lakehurst. Bis Ende des Jahres fährt die Hindenburg zehnmal in die USA und siebenmal nach Brasilien und befördert rund 1.600 Menschen.
- 11. Mai: Die Reichsbahn stellt mit einer Lok der Baureihe 05 einen Geschwindigkeitsweltrekord für Dampfloks auf. Die Lok erreicht eine Geschwindigkeit von 200,4 km/h.
- 8. Juli: Zum ersten Mal landet ein Flugzeug, eine Ju 52, auf dem Flug- und Luftschiffhafen Rhein-Main, der damit offiziell eröffnet wird. Am 14. Juli landet mit LZ 127 Graf Zeppelin erstmals ein Luftschiff auf dem neuen Flughafen.
- Juli: Der deutsche Oberingenieur und Erfinder Engelbert Zaschka veröffentlicht eine der ersten in deutscher Sprache verfassten Schriften über das Wesen des Hubschraubers mit dem Titel Drehflügelflugzeuge. Trag- und Hubschrauber.
- 5. September: Mit einer Bruchlandung in Neuschottland endet der erste Alleinflug über den Atlantik in Ost-West-Richtung der Pilotin Beryl Markham.
- 24. November: Maurice Claisse erreicht mit einem Breguet-Koaxialhubschrauber „Gyroplane-Laboratoire“ eine Flughöhe von 158 Metern: Weltrekord.

#### Technische Errungenschaften

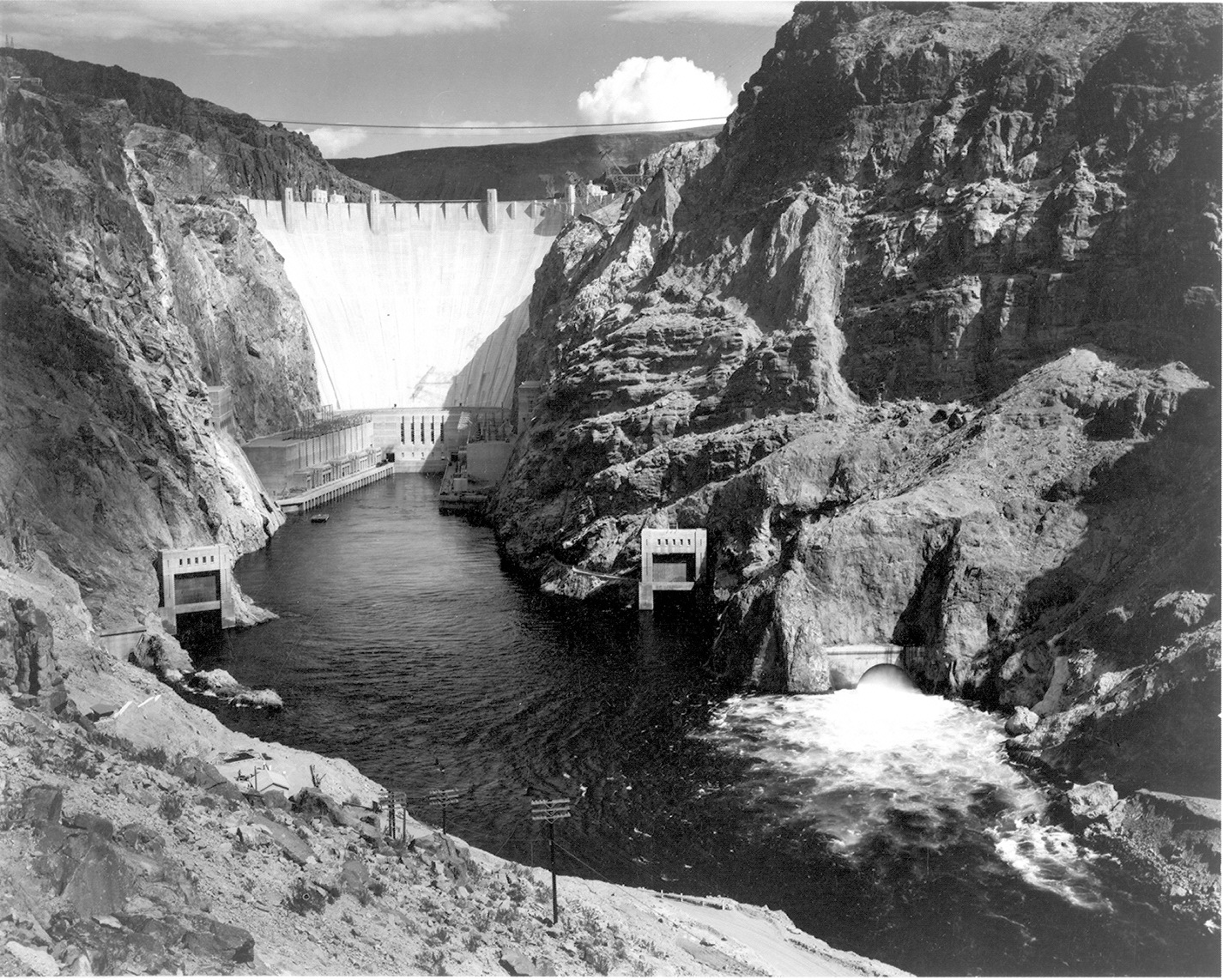
Hoover Dam (1942)

- 1. März: Der Hoover Dam wird nach seiner Fertigstellung der US-Regierung formell übergeben. Der erste Generator liefert am 26. Oktober Strom.
- 5. Oktober: Der Rügendamm zwischen Stralsund und der Insel Rügen wird eröffnet.
- Der Bau der Wesertalsperre bei Eupen in Belgien beginnt.
- Emil Lumbeck entwickelt das nach ihm benannte handwerkliche Verfahren zur Klebebindung von Büchern und wird damit zum Wegbereiter des Taschenbuchs.

#### Sonstiges
- 20. Mai: In Oslo wird das Frammuseum eröffnet. Das Museum widmet sich der Geschichte der norwegischen Polarforschungsreisen, insbesondere den drei großen norwegischen Polarforschern Fridtjof Nansen, Otto Sverdrup und Roald Amundsen. Den Mittelpunkt des Museums bildet das Forschungsschiff Fram.
- 22. Juni: An der Universität Wien ermordet der ehemalige Student Hans Nelböck seinen Hochschullehrer Moritz Schlick. Der Wiener Kreis, in dem Logischer Empirismus als ein philosophischer Ansatz diskutiert wird, endet mit Schlicks Tod.

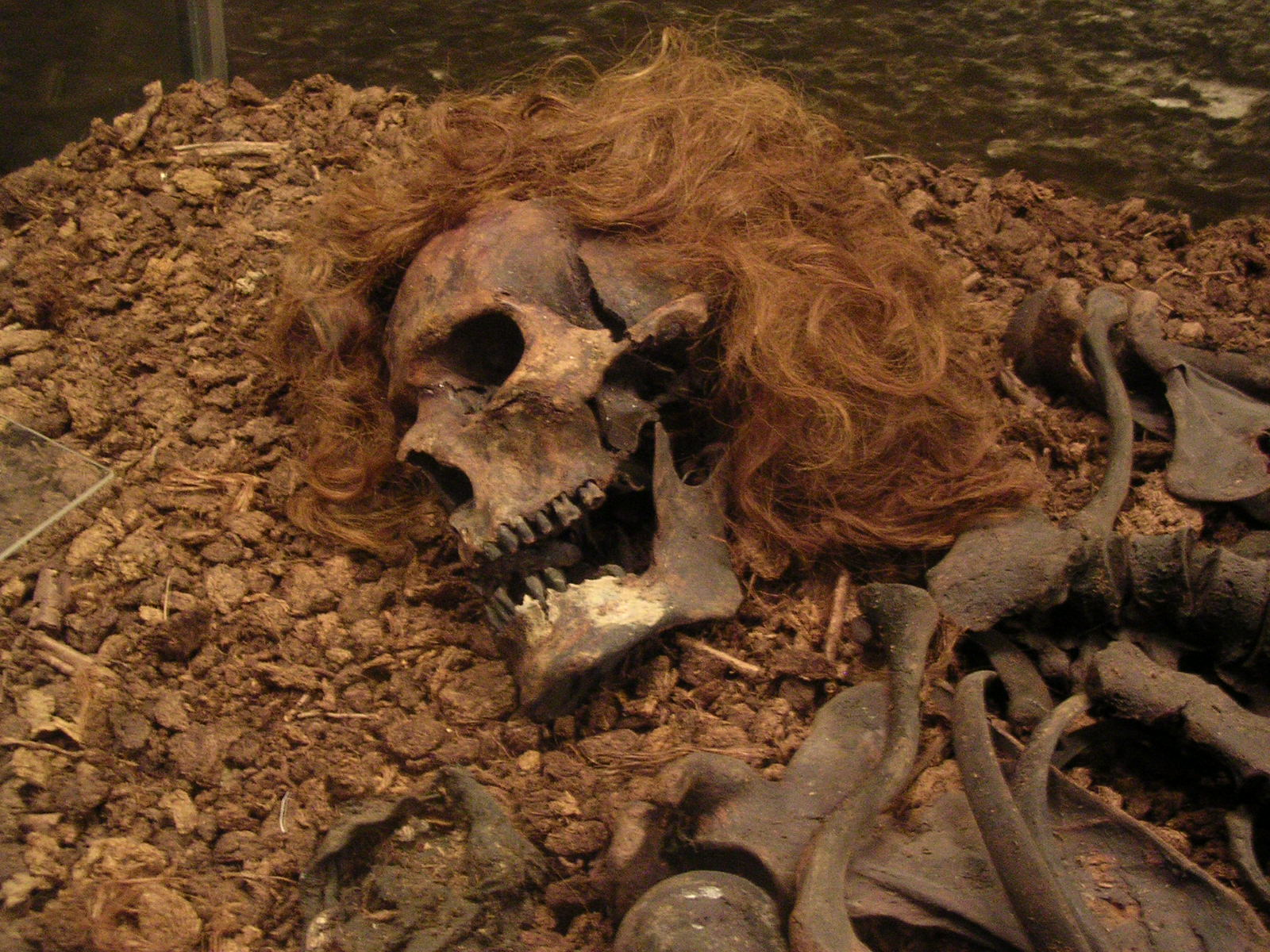
Schädel mit Haaren des Bockstensmannes

- 22. Juni: Mit dem Bockstensmann wird im Südwesten Schwedens eine aus dem 14. Jahrhundert stammende Moorleiche mit nahezu vollständig erhaltener Kleidung gefunden.
- Die Stoffwechselerkrankung Mukoviszidose wird von dem Schweizer Guido Fanconi entdeckt.
- John Maynard Keynes’ The General Theory of Employment, Interest and Money (Allgemeine Theorie der Beschäftigung, des Zinses und des Geldes) erscheint in Großbritannien.
- Zweite Deutsch-Österreichische Alpenvereinsexpedition in den Peruanischen Anden

### Kultur

#### Bildende Kunst
- 11. Juni: In den 'New Burlington Galleries' in London beginnt die Kunstausstellung International Surrealist Exhibition, die dem britischen Publikum Werke des Surrealismus präsentiert. 64 Künstler aus 14 Ländern zeigen ihre Arbeiten. Die Ausstellung wird von André Breton eröffnet. Bis zum 4. Juli sehen die sehr erfolgreiche Ausstellung täglich ca. 1000 Besucher.
- Gründung der American Abstract Artists in New York City.

#### Film
- 5. Februar: Charlie Chaplins satirischer Stummfilm Modern Times hat in New York Premiere. Der Film, der eine Satire auf den Taylorismus in der Arbeitswelt darstellt, wird zu einem von Chaplins erfolgreichsten Werken.

#### Literatur

Logo der frühen Phantom-Comics

#### Musik und Theater
- 4. Januar: Das US-amerikanische Magazin The Billboard veröffentlicht erstmals auf der Welt eine Hitparade beliebter Musiktitel.

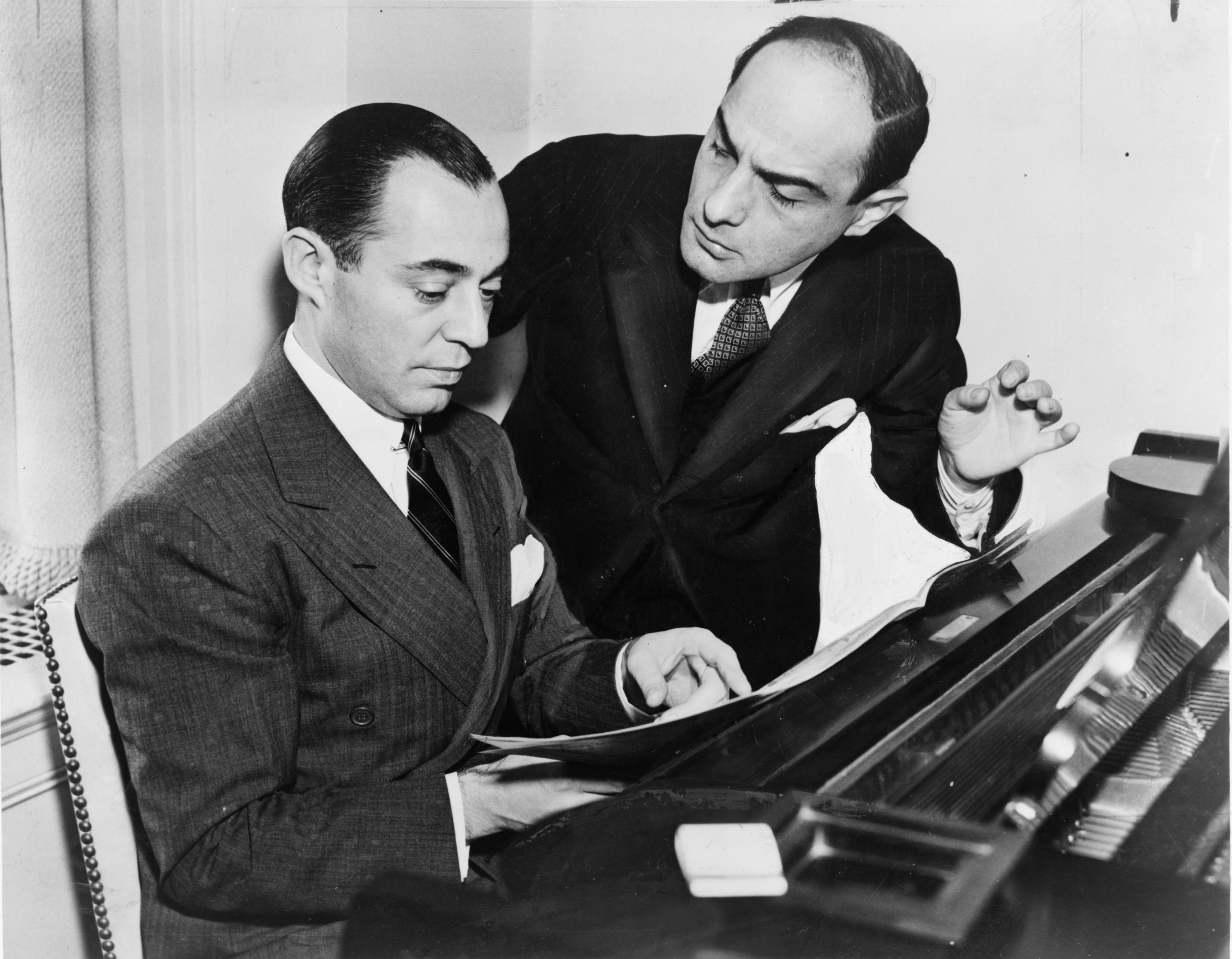
Rodgers und Hart

- 11. April: Das Musical On Your Toes von Richard Rodgers mit Musiktexten von Lorenz Hart hat seine Uraufführung am Broadway im Imperial Theatre. Rodgers und Hart unternehmen mit dem in Zusammenarbeit mit George Abbott entstandenen Book musical erstmals den Versuch, Ballett als handlungstragenden Teil im Stückaufbau zu verwenden. Die Choreographie stammt von George Balanchine.
- 19. April: Das Violinkonzert von Alban Berg wird nach dem Tod des Komponisten unter der Leitung von Hermann Scherchen auf dem Musikfest im Palau de la Música Catalana in Barcelona uraufgeführt.
- 2. Mai: Das musikalische Märchen Peter und der Wolf von Sergei Prokofjew wird nach der Rückkehr des Komponisten in die Sowjetunion uraufgeführt, angeregt von Natalija Saz, der künstlerischen Leiterin des Moskauer Zentralen Kindertheaters, um Kinder mit den Instrumenten des Sinfonieorchesters vertraut zu machen. Das Stück erregt nur geringe Aufmerksamkeit.
- 26. Mai: Die Oper Doktor Johannes Faust von Hermann Reutter wird an den Städtischen Bühnen in Frankfurt am Main unter der Regie von Walter Felsenstein uraufgeführt. Das Libretto stammt von Ludwig Andersen alias Ludwig Strecker dem Jüngeren. Es basiert auf dem alten Puppenspiel Doktor Faust in der Fassung von Karl Simrock.
- 27. Juli: Im nächtlich erleuchteten Park des Nymphenburger Schlosses findet erstmals die Nacht der Amazonen statt.
- 9. Oktober: Unter dem Titel Auf der grünen Wiese wird an der Volksoper Wien die österreichische Fassung der tschechischen Operette Na tý louce zelený von Jara Beneš uraufgeführt.
- 15. November: Die Uraufführung der Oper Enoch Arden oder der Möwenschrei von Ottmar Gerster findet in Düsseldorf statt.
- 6. Dezember: Die Oper Schwarzer Peter von Norbert Schultze wird an der Hamburgischen Staatsoper uraufgeführt.
- 26. Dezember: Das neu gegründete Israel Philharmonic Orchestra gibt, geleitet von Arturo Toscanini sein erstes Konzert.
- 31. Dezember: Die Uraufführung der Operette Liebe in der Lerchengasse von Arno Vetterling findet in Magdeburg statt.
- Johannes Kuhlo führt den 1. Reichsposaunentag.
- Das Lied Franklin D. Roosevelt’s Back Again erscheint nach Roosevelt’s Wahlsieg bei der Präsidentenwahl am 3. November.

### Gesellschaft
- 16. Januar: Der US-amerikanische Serienmörder Albert Fish wird auf dem elektrischen Stuhl hingerichtet. Die Anzahl seiner Opfer ist unbestimmt, man vermutet 16 oder mehr Menschen.
- 21. Mai: In Tokio wird Abe Sada von Polizisten festgenommen. In ihrer Handtasche befinden sich die abgetrennten Genitalien ihres Geliebten, den sie drei Tage zuvor beim erotischen Spiel stranguliert hat. Der Fall erregt nationales Aufsehen.

### Religion
- 26. Juni: Mit der Enzyklika Vigilanti cura (Mit wachsamer Sorge) „über die Lichtspiele“ weist Papst Pius XI. darauf hin, dass der Film auch für die religiöse Bildung ein ernst zu nehmendes Hilfsmittel ist.

### Katastrophen
- 17. April: Beim Engländerunglück sterben 5 englische Schüler auf einer Schwarzwaldwanderung.
- 26. Mai: Beim Fährunglück von Nové Mlýny ertrinken 31 Kinder aus Rakwitz.

### Sport
- 6. Februar: Eröffnung der IV. Olympischen Winterspiele in Garmisch-Partenkirchen, Deutschland
- 15. März: Sepp „Bubi“ Bradl gelingt der erste Sprung eines Menschen mit Skiern über 100 m.
- 13. April bis 13. September: Austragung der 4. Grand-Prix-Europameisterschaft
- 19. Juni: Durch einen Knockout (K. o.) in der 12. Runde besiegt Max Schmeling in New York den bis dahin ungeschlagenen Amerikaner Joe Louis.
- 1. August: Eröffnung der XI. Olympischen Sommerspiele in Berlin und zugleich Eröffnung des neugebauten Olympiastadions
- 14. August: Unter dem Einfluss der Georgischen Eisenbahn entsteht in Tiflis der Fußballverein Lokomotive Tiflis.
- 13. September: Bernd Rosemeyer gewinnt die Grand-Prix-Europameisterschaft.
- 22. Oktober: Der Krefelder Willi Münstermann gründet den Krefelder Eislaufverein.
- 11. Dezember: Der Liechtensteinische Skiverband wird gegründet.
- Der VfB Leipzig gewinnt nach einem 2:1 gegen den FC Schalke 04 den Tschammerpokal.

### Nobelpreise
| Preis                                     | Person                            | Land                                                       | Begründung für die Preisvergabe | Bild                            |
| ----------------------------------------- | --------------------------------- | ---------------------------------------------------------- | --- | ------------------------------- |
| Nobelpreis für Physik                     | Victor Franz Hess (1883–1964)     | Österreich                                                 | „für die Entdeckung der kosmischen Strahlung“ | Victor Franz Hess               |
| Nobelpreis für Physik                     | Carl David Anderson (1905–1991)   | Vereinigte Staaten                                         | „für die Entdeckung des Positrons“ |                                 |
| Nobelpreis für Chemie                     | Peter Debye (1884–1966)           | Niederlande                                                | „für seine Beiträge zu unserer Kenntnis der Molekularstrukturen durch seine Forschungen über Dipolmomente, über die Beugung von Röntgenstrahlen und an Elektronen in Gasen“ | Petrus Josephus Wilhelmus Debye |
| Nobelpreis für Physiologie oder Medizin   | Henry Hallett Dale (1875–1968)    | Vereinigtes Königreich                                     | „für ihre Entdeckungen bei der chemischen Übertragung der Nervenimpulse“ (Dalesches Prinzip)                                                                                | Henry Hallett Dale              |
| Nobelpreis für Physiologie oder Medizin   | Otto Loewi (1873–1961)            | Österreich (geboren in Frankfurt am Main, Deutsches Reich) | „für ihre Entdeckungen bei der chemischen Übertragung der Nervenimpulse“ (Dalesches Prinzip)                                                                                | Otto Loewi                      |
| Nobelpreis für Literatur (verliehen 1937) | Eugene O’Neill (1888–1953)        | Vereinigte Staaten                                         | „für seine von Kraft, Ehrlichkeit und starkem Gefühl sowie von selbständiger Auffassung des Tragischen geprägte dramatische Dichtung“                                       | Eugene O’Neill                  |
| Friedensnobelpreis                        | Carlos Saavedra Lamas (1878–1959) | Argentinien                                                | Präsident der Völkerbundversammlung und Vermittler im Konflikt zwischen Paraguay und Bolivien (1935)                                                                        | Carlos Saavedra Lamas           |

### Fields-Preise
| Preis        | Person                      | Land                         | Begründung für die Preisvergabe | Bild         |
| ------------ | --------------------------- | ---------------------------- | --- | ------------ |
| Fields-Preis | Lars V. Ahlfors (1907–1996) | Finnland, Vereinigte Staaten | Methoden zur Erforschung der Riemannschen Flächen der zu ganzen und meromorphen Funktionen inversen Funktionen (Funktionentheorie)   | Lars Ahlfors |
| Fields-Preis | Jesse Douglas (1897–1965)   | Vereinigte Staaten           | Arbeiten zum Plateau-Problem (Variationsrechnung, Theorie der Minimalflächen). Wurde bei der Verleihung von Norbert Wiener vertreten |              |

## Geboren

### Januar
- 01. Januar: Hans Schenk, deutscher Speerwerfer und Speerwurftrainer († 2006)
- 02. Januar: Iván Eröd, österreichischer Komponist, Pianist und Universitätslehrer († 2019)
- 02. Januar: Paul Freeman, US-amerikanischer Dirigent († 2015)
- 02. Januar: Maria Gąsienica Bukowa-Kowalska, polnische Skilangläuferin († 2020)
- 02. Januar: Claus T. Helmig, deutscher Baseballspieler († 2016)
- 02. Januar: Josef Huchler, deutscher Politiker und Unternehmer († 2007)
- 02. Januar: Roger Miller, US-amerikanischer Country-Sänger und Songwriter († 1992)
- 03. Januar: Raúl Garello, argentinischer Bandoneonist, Orchesterleiter und Bandoneonist († 2016)
- 03. Januar: Roberto Gomes Guimarães, brasilianischer römisch-katholischer Bischof († 2025)
- 04. Januar: Mario Ambrosino, italienischer Schauspieler, Bühnen- und Kostümbildner
- 04. Januar: Christoph Bantzer, deutscher Schauspieler
- 04. Januar: Jean-Paul Flachsmann, Schweizer Politiker († 2001)
- 05. Januar: John Bridges, britischer Automobilrennfahrer († 1998)
- 05. Januar: Aylâ Neusel, deutsche Hochschul- und Frauenpolitikerin
- 06. Januar: Darlene Hard, US-amerikanische Tennisspielerin († 2021)
- 06. Januar: Julio María Sanguinetti, Journalist, Politiker und Staatspräsident von Uruguay
- 07. Januar: Amiri Mangashti, iranischer Gewichtheber († 2021)
- 08. Januar: Jyotindra Nath Dixit, indischer Diplomat († 2005)
- 08. Januar: Robert May, australischer Physiker, Zoologe und Präsident der Royal Society († 2020)
- 08. Januar: Erwin Porzner, deutscher Handballspieler und Handballtrainer
- 09. Januar: Georg Bamberg, deutscher Politiker und MdB († 2023)
- 09. Januar: Philip John Kennedy Burton, britischer Ornithologe und Tierillustrator († 2023)
- 09. Januar: Klaus-Dieter Uelhoff, deutscher Politiker und MdB
- 10. Januar: Stephen E. Ambrose, US-amerikanischer Historiker und Biograf († 2002)
- 10. Januar: Robert Woodrow Wilson, US-amerikanischer Physiker
- 11. Januar: Eva Hesse, deutsch-US-amerikanische Künstlerin († 1970)
- 11. Januar: Peter Rohs, deutscher Philosoph
- 12. Januar: Émile Lahoud, libanesischer Staatspräsident
- 12. Januar: Raimonds Pauls, lettischer Komponist
- 13. Januar: Karl Dietrich, Schweizer Verkehrsingenieur († 2007)
- 13. Januar: Wolfgang Kaiser, Schweizer Polymerwissenschaftler und Hochschullehrer
- 13. Januar: Edward Rell Madigan, US-amerikanischer Politiker († 1994)
- 14. Januar: Thomas Briccetti, US-amerikanischer Komponist, Pianist und Dirigent († 1999)
- 14. Januar: H. G. Francis, deutscher Science-Fiction-Autor († 2011)
- 14. Januar: Reiner Klimke, deutscher Dressurreiter und Politiker († 1999) Reiner Klimke
- 16. Januar: Peter Bares, deutscher Organist und bedeutender Komponist für Kirchenmusik († 2014)
- 16. Januar: Tinus Bosselaar, niederländischer Fußballspieler († 2018)
- 18. Januar: Hugh Anderson, neuseeländischer Motorradrennfahrer
- 19. Januar: Peter Abraham, deutscher Schriftsteller († 2015)
- 19. Januar: Rainer Brandt, deutscher Schauspieler und Synchronsprecher († 2024)
- 19. Januar: Radovan Radović, jugoslawischer Basketballspieler († 2022)
- 19. Januar: Willie „Big Eyes“ Smith, US-amerikanischer Blues-Musiker († 2011)
- 20. Januar: Edward Feigenbaum, US-amerikanischer Informatiker
- 20. Januar: Frances Shand Kydd, Mutter von Diana, Princess of Wales († 2004)
- 22. Januar: Vartan Achkarian, armenisch-katholischer Weihbischof († 2012)
- 22. Januar: Ong Teng Cheong, singapurischer Politiker († 2002)
- 22. Januar: Juliette Mayniel, französische Schauspielerin († 2023)
- 22. Januar: Alan J. Heeger, US-amerikanischer Chemiker und Physiker
- 23. Januar: Jerry Kramer, US-amerikanischer American-Football-Spieler
- 23. Januar: Horst Mahler, deutscher Rechtsanwalt und Gründungsmitglied der RAF († 2025)
- 23. Januar: Joachim Pukaß, deutscher Schauspieler und Synchronsprecher
- 24. Januar: Jack Scott, kanadischer Country-Pop- und Rockabilly-Musiker († 2019)
- 25. Januar: Karel Adriaan Deurloo, niederländischer reformierter Pfarrer und Alttestamentler († 2019)
- 27. Januar: Wolfgang Böhmer, Ministerpräsident des Landes Sachsen-Anhalt († 2025)
- 27. Januar: Henri Grandsire, französischer Automobilrennfahrer und Schauspieler
- 27. Januar: Manfred Molzberger, deutscher Leichtathlet († 2003)
- 27. Januar: Samuel Chao Chung Ting, US-amerikanischer Physiker
- 28. Januar: Alan Alda, US-amerikanischer Schauspieler
- 28. Januar: Ismail Kadare, albanischer Schriftsteller († 2024)
- 29. Januar: Heinz Angstwurm, deutscher Neurologe und Hochschullehrer
- 29. Januar: Patrick Caulfield, britischer Pop-Art Künstler († 2005)
- 29. Januar: James Jamerson, US-amerikanischer Bassist († 1983)
- 29. Januar: Eva-Maria Geisler, deutsch-österreichische Malerin und Grafikerin († 2005)
- 29. Januar: Joaquín Peiró, spanischer Fußballspieler und -trainer († 2020)
- 30. Januar: Ladislav Falta, tschechoslowakischer Sportschütze († 2021)
- 30. Januar: Horst Jankowski, deutscher Jazzpianist und Bandleader († 1998)
- 31. Januar: Roland Hoffmann, deutscher Baseballspieler und -trainer († 2022)
- 31. Januar: Hiroshi Hoshina, japanischer Komponist und Dirigent
- 31. Januar: Arnold Vitarbo, US-amerikanischer Sportschütze († 2022)

### Februar
- 01. Februar: Andreina Ardizzone Emeri, italienische Politikerin, Frauenrechtlerin und Anwältin († 1985)
- 01. Februar: Klaus Held, deutscher Philosoph († 2023)
- 01. Februar: Serge Korber, französischer Filmregisseur († 2022)
- 01. Februar: Sigram Schindler, deutscher Hochschullehrer und Unternehmer († 2025)
- 01. Februar: Manfred Schott, deutscher Schauspieler, Synchronsprecher († 1982)
- 02. Februar: Hermann Ament, deutscher Prähistoriker
- 02. Februar: Wolfgang Wiester, Richter des Bundesverfassungsgerichts († 2016)
- 05. Februar: Horst Fascher, deutscher Manager und Musikpromoter
- 05. Februar: Norma Thrower, australische Leichtathletin und Olympionikin
- 06. Februar: Obed Asamoah, ghanaischer Politiker
- 07. Februar: William Bennett, britischer Flötist († 2022)
- 07. Februar: Manfred Hermanns, deutscher Sozialwissenschaftler
- 07. Februar: Héctor Moni, argentinischer Ruderer († 2022)
- 08. Februar: Elisabeth Orth, österreichische Schauspielerin († 2025)
- 09. Februar: Robert Bartholomew, US-amerikanischer Gewichtheber († 2021)
- 09. Februar: Georg Kardinal Sterzinsky, Erzbischof von Berlin († 2011)
- 11. Februar: Martin Mußgnug, deutscher Jurist und Politiker († 1997)
- 11. Februar: Burt Reynolds, US-amerikanischer Schauspieler († 2018) Burt Reynolds, 1991

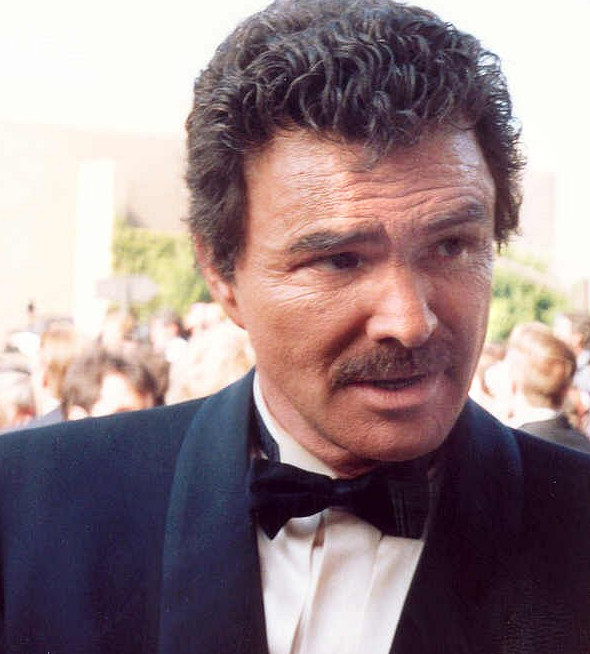
Burt Reynolds, 1991

- 12. Februar: Joe Don Baker, US-amerikanischer Schauspieler († 2025)
- 12. Februar: Benjamin Ben Eliezer, israelischer Militär und Politiker († 2016)
- 12. Februar: Fang Lizhi, chinesischer Astrophysiker († 2012)
- 12. Februar: Martial Raysse, französischer Künstler des Nouveau Réalisme
- 13. Februar: Hiroshi Sakagami, japanischer Schriftsteller († 2021)
- 14. Februar: David Yonggi Cho, koreanischer christlicher Evangelist († 2021)
- 14. Februar: Joan O’Brien, US-amerikanische Schauspielerin und Sängerin († 2025)
- 15. Februar: Manfred Bopp, deutscher Fußballspieler († 2006)
- 15. Februar: Hansjürgen Verweyen, deutscher Fundamentaltheologe († 2023)
- 16. Februar: Dieter Ahrendt, deutscher Fußballspieler
- 16. Februar: Herbert Anton, deutscher Literaturwissenschaftler († 2023)
- 16. Februar: Carl Icahn, US-amerikanischer Multi-Milliardär
- 16. Februar: Eliahu Inbal, israelischer Dirigent
- 16. Februar: Joe Frank Harris, US-amerikanischer Politiker
- 16. Februar: Pino Solanas, argentinischer Filmemacher († 2020)
- 17. Februar: Johann Attenberger, deutscher Motorradrennfahrer († 1968)
- 17. Februar: Jim Brown, US-amerikanischer American-Football-Spieler († 2023)
- 17. Februar: José Luis Serna Alzate IMC, kolumbianischer Altbischof († 2014)
- 18. Februar: Jean M. Auel, US-amerikanische Schriftstellerin
- 19. Februar: Sieglinde Ahrens, deutsche Organistin und Hochschullehrerin
- 19. Februar: Klaus Bartels, deutscher Altphilologe († 2020)
- 19. Februar: Jürgen Voß, deutscher Chemiker
- 20. Februar: Mohammed Taki Abdoulkarim, Präsident der Komoren († 1998)
- 20. Februar: Lars Arnesson, schwedischer Fußballspieler und -trainer († 2023)
- 20. Februar: Larry Hovis, US-amerikanischer Schauspieler und Sänger († 2003)
- 20. Februar: Shigeo Nagashima, japanischer Baseballspieler und -manager († 2025)
- 21. Februar: László Bárczay, ungarischer Schachgroßmeister († 2016)
- 21. Februar: Traudl Oberhorner, deutsche Volksschauspielerin
- 22. Februar: John Michael Bishop, US-amerikanischer Virologe
- 22. Februar: Ádám Bodor, ungarischsprachiger rumänischer Schriftsteller
- 22. Februar: Eduardo Cabrera, kubanischer Pianist, Arrangeur und Bandleader († 2002)
- 22. Februar: Karol Divín, slowakischer Eiskunstläufer († 2022)
- 22. Februar: Ernie K-Doe, US-amerikanischer Sänger († 2001)
- 23. Februar: Federico Luppi, argentinischer Schauspieler († 2017)
- 24. Februar: Klaus Eickhoff, deutscher evangelischer Theologe, Evangelist, Gemeindeberater und Autor († 2022)
- 24. Februar: Armin Halle, deutscher Journalist, Moderator und Medientrainer († 2023)
- 24. Februar: Mohamed Maouche, algerisch-französischer Fußballspieler und -trainer
- 24. Februar: Rut Speer, deutsche Journalistin und Fernsehmoderatorin († 2019)
- 25. Februar: Rolf Lyssy, Schweizer Filmemacher
- 26. Februar: José Kardinal da Cruz Policarpo, Patriarch von Lissabon († 2014)
- 26. Februar: Adem Demaçi, albanischer Schriftsteller und Unabhängigkeitskämpfer († 2018)
- 26. Februar: Philippe Farjon, französischer Automobilrennfahrer († 2021)
- 27. Februar: Johannes Kaiser, deutscher Leichtathlet († 1996)
- 27. Februar: Peter Krause, deutscher Rechtswissenschaftler († 2023)
- 27. Februar: Roger Michael Kardinal Mahony, Erzbischof von Los Angeles
- 27. Februar: Virginia Maskell, britische Schauspielerin († 1968)
- 29. Februar: Henri Richard, kanadischer Eishockeyspieler († 2020)
- 29. Februar: Sharon Webb, US-amerikanische Schriftstellerin († 2010)

### März
- 01. März: Ursula von Brockdorff, deutsche Politikerin und Sozialministerin von Schleswig-Holstein († 1989)
- 01. März: Václav Sloup, tschechoslowakischer bzw. tschechischer Schauspieler († 2014)
- 01. März: Georgina Spelvin, US-amerikanische Pornodarstellerin
- 02. März: Buell Neidlinger, US-amerikanischer Kontrabassist, Cellist und Hochschullehrer († 2018)
- 04. März: Jay Chevalier, US-amerikanischer Rockabilly-Musiker († 2019)
- 04. März: Jim Clark, britischer Automobilrennfahrer († 1968) Jim Clark

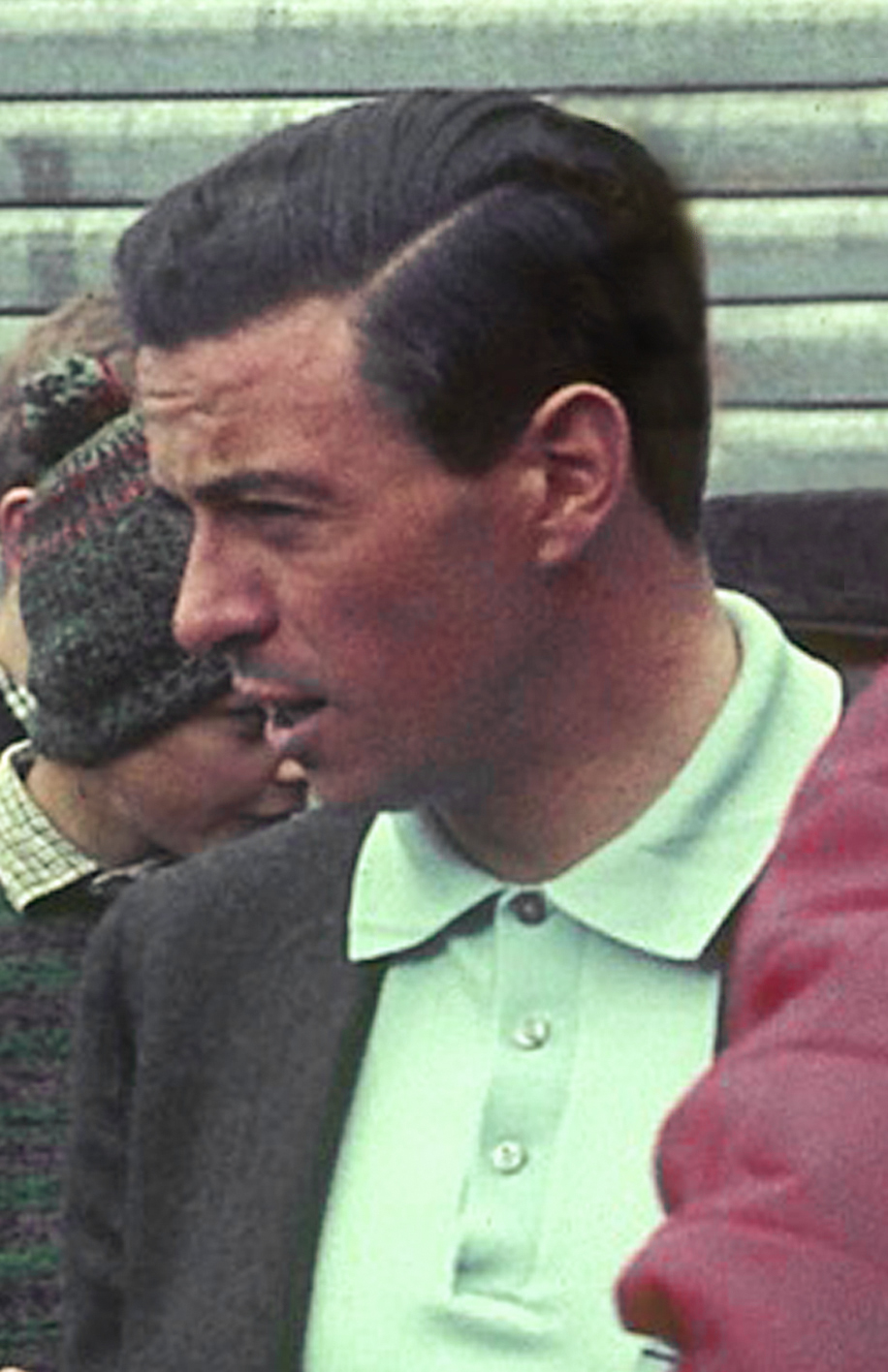
Jim Clark

- 04. März: Aribert Reimann, deutscher Komponist und Pianist († 2024)
- 05. März: Max Asam, deutscher General († 2015)
- 05. März: Canaan Banana, methodistischer Priester und erster Präsident von Simbabwe († 2003)
- 05. März: Manfred Lepa, deutscher Richter am Bundesgerichtshof
- 06. März: Jorge Abbondanza, uruguayischer Kulturjournalist, Kritiker und Künstler († 2020)
- 06. März: Elmar Schloter, deutscher Organist und Dirigent († 2011)
- 07. März: Loren Acton, US-amerikanischer Physiker und Astronaut
- 07. März: Bruno Müller-Oerlinghausen, deutscher Facharzt für Pharmakologie, Toxikologie und Klinische Pharmakologie
- 07. März: Georges Perec, französischer Schriftsteller († 1982)
- 07. März: Julio Terrazas Sandoval, Erzbischof von Santa Cruz de la Sierra († 2015)
- 08. März: Wilhelm Pahls, deutscher Evangelist
- 08. März: Martin Scharfe, deutscher Volkskundler († 2025)
- 09. März: Gerhard Ammann, österreichischer Politiker († 2004)
- 09. März: Mickey Gilley, US-amerikanischer Country-Sänger und Pianist († 2022)
- 10. März: Sepp Blatter, Präsident des Weltfußballverbandes FIFA
- 10. März: Samuel Danishefsky, US-amerikanischer Chemiker
- 10. März: Karl-Bernhard Schmitz, Richter am Bundesgerichtshof
- 11. März: Harald zur Hausen, Mediziner und Nobelpreisträger († 2023) Harald zur Hausen 2010

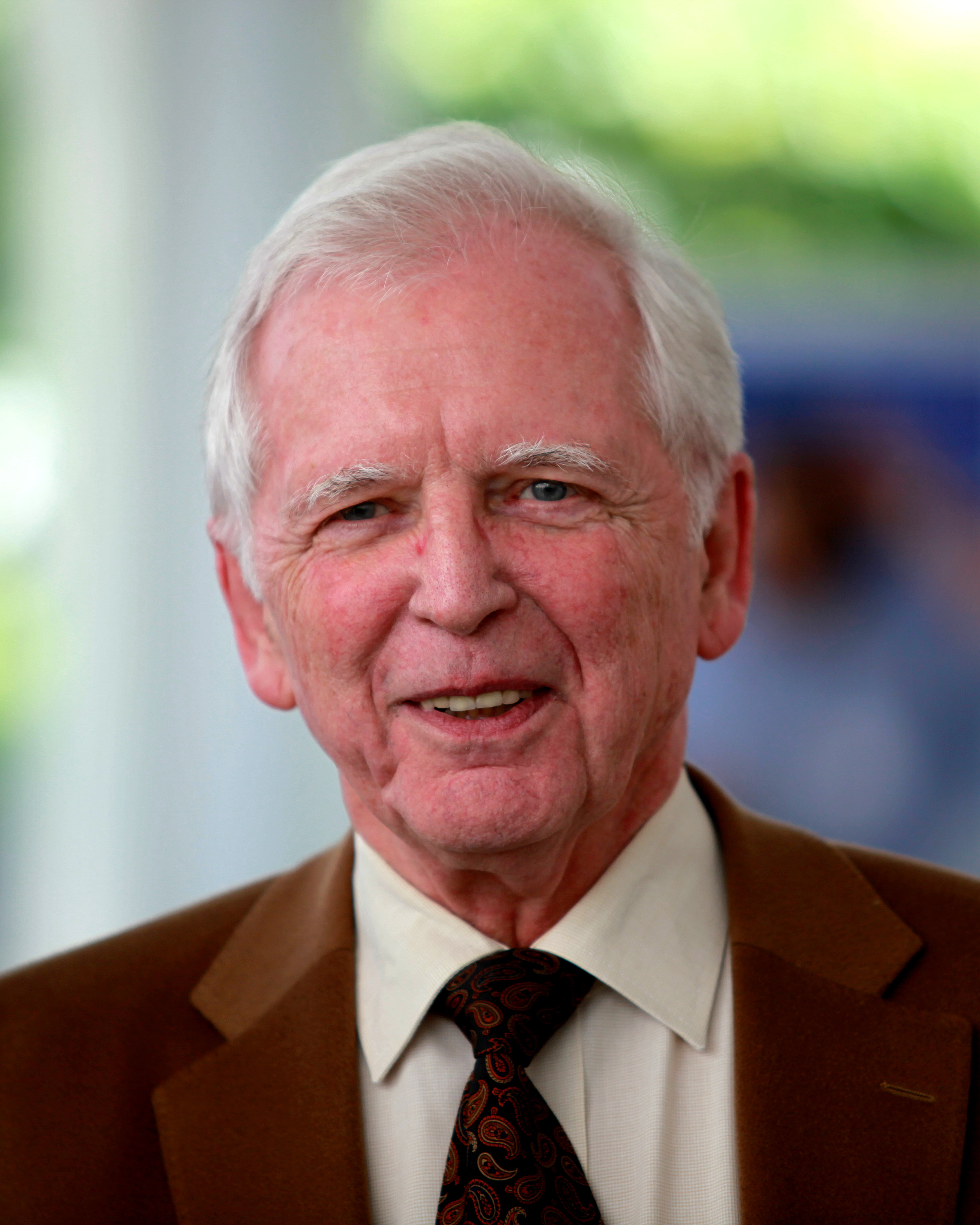
Harald zur Hausen 2010

- 11. März: Antonin Scalia, US-amerikanischer Jurist und Beisitzender Richter am Supreme Court († 2016)
- 12. März: Eddie Sutton, US-amerikanischer Basketballtrainer († 2020)
- 13. März: Lothar Ahrendt, Minister des Inneren der DDR
- 13. März: Ingrid Reschke, deutsche Filmregisseurin († 1971)
- 13. März: Michał Wesołowski, polnischer Pianist und Musikpädagoge
- 15. März: Alexander Bernstein, britischer Politiker († 2010)
- 15. März: Paul Fierlinger, US-amerikanischer Animator und Regisseur († 2025)
- 15. März: Francisco Ibáñez, spanischer Comiczeichner († 2023)
- 15. März: Don Sundquist, US-amerikanischer Politiker, Gouverneur von Tennessee († 2023)
- 15. März: Hans Süper, Komiker aus Köln (Colonia Duett) († 2022)
- 16. März: Alois Albrecht, deutscher römisch-katholischer Priester und Liedtexter, ehemaliger Generalvikar und Domdekan des Bamberger Kaiserdoms († 2022)
- 16. März: Rafe de Crespigny, australischer Sinologe
- 16. März: Elisabeth Volkmann, deutsche Schauspielerin, Komikerin und Synchronsprecherin († 2006)
- 17. März: Hanna Harnisch, deutsche Sprachwissenschaftlerin und Hochschullehrerin
- 17. März: Jürgen Hentsch, deutscher Schauspieler († 2011)
- 17. März: Anatoli Iwanow, sowjetischer bzw. russischer Schauspieler († 2000)
- 17. März: Ladislav Kupkovič, slowakischer Komponist, Dirigent und Hochschullehrer († 2016)
- 17. März: Klaus Lohmann, deutscher Politiker
- 17. März: Ken Mattingly, US-amerikanischer Astronaut († 2023)
- 18. März: Frederik Willem de Klerk, südafrikanischer Politiker, Präsident († 2021) Frederik Willem de Klerk, 2012

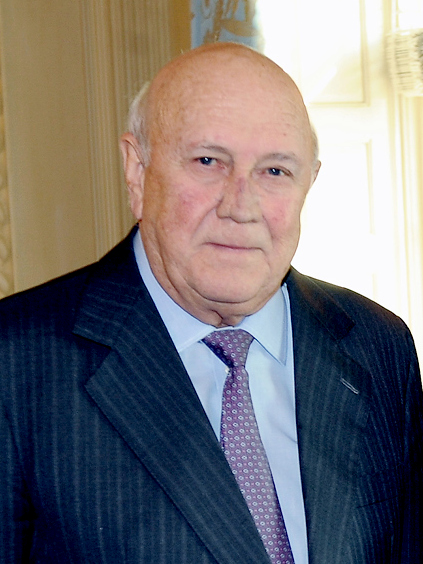
Frederik Willem de Klerk, 2012

- 18. März: Anthony Nash, britischer Bobfahrer († 2022)
- 19. März: Ursula Andress, Schweizer Schauspielerin
- 19. März: Eduard Gufeld, ukrainischer Schachspieler († 2002)
- 19. März: Heinrich Neisser, österreichischer Politiker
- 20. März: Marie Daveluy, kanadische Sängerin und Musikpädagogin
- 20. März: Johanna Lüttge, deutsche Leichtathletin († 2022)
- 20. März: Lee Perry, jamaikanischer Musikproduzent († 2021)
- 21. März: Mike Westbrook, britischer Jazzmusiker
- 22. März: Hans Burghart, deutscher Arzt († 2020)
- 22. März: Roger Whittaker, britischer Sänger und Liedermacher († 2023) Roger Whittaker, 1976

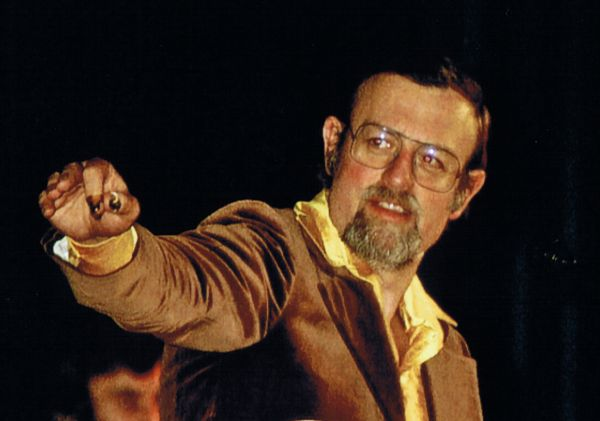
Roger Whittaker, 1976

- 23. März: Wolfgang Fritz Haug, deutscher Philosoph
- 23. März: Rudolf Köppler, deutscher Politiker († 2025)
- 23. März: Jannis Kounellis, griechischer Künstler († 2017)
- 24. März: Peter B. Bensinger, US-amerikanischer Regierungsbeamter († 2025)
- 24. März: Maciej Giertych, polnischer Forstwissenschaftler und Politiker
- 24. März: Alex Olmedo, US-amerikanischer Tennisspieler († 2020)
- 24. März: David Suzuki, kanadischer Wissenschaftsmoderator und Umweltaktivist
- 25. März: Giora Feidman, argentinischer Klarinettist
- 25. März: Carl Kaufmann, deutscher Leichtathlet († 2008)
- 26. März: Luz María Aguilar, mexikanische Schauspielerin
- 26. März: Heribert Göttelmann, deutscher Generalmajor des Heeres
- 26. März: Éder Jofre, brasilianischer Boxer († 2022)
- 26. März: Jürgen Meyer, deutscher Politiker, MdB, Universitätsprofessor und Rechtsanwalt
- 26. März: Erich Urbanner, österreichischer Komponist und Musikpädagoge
- 27. März: Leonore Ackermann, deutsche Politikerin
- 27. März: Malcolm Goldstein, US-amerikanischer Komponist, Violinist und Improvisationsmusiker
- 27. März: Otmar Issing, deutscher Ökonom
- 28. März: Veronika Fitz, deutsche Volksschauspielerin († 2020)
- 28. März: Jürgen Lodemann, deutscher Schriftsteller
- 28. März: Amancio Ortega, spanischer Textilunternehmer
- 28. März: Mario Vargas Llosa, peruanischer Schriftsteller († 2025)
- 28. März: Erika Zwierlein-Diehl, deutsche Klassische Archäologin († 2025)
- 29. März: Andree Anderson, US-amerikanische Eiskunstläuferin
- 29. März: Renato Arlati, Schweizer Schriftsteller († 2005)
- 29. März: Danny Marino, italienischer, vorwiegend in Deutschland tätiger Chanson- und Schlagersänger sowie Liedtexter († 2003)
- 29. März: Joseph P. Teasdale, US-amerikanischer Politiker († 2014)
- 30. März: Walter Augustin, deutscher Politiker († 2020)
- 30. März: Erwin J. Haeberle, deutscher Sexualwissenschaftler († 2021)
- 31. März: Hans Wilhelm Gäb, deutscher Automobilmanager und Tischtennisspieler († 2025)
- 31. März: Marge Piercy, US-amerikanische Schriftstellerin und Feministin
- 31. März: Aung Thwin, myanmarischer Bildhauer

### April
- 01. April: William Cox, australischer Jurist und Richter
- 01. April: Jean-Pascal Delamuraz, Schweizer Politiker (FDP) († 1998)
- 01. April: Öldsiisaichany Erdene-Otschir, mongolischer Ringer († 2017)
- 03. April: Scott LaFaro, US-amerikanischer Musiker († 1961)
- 03. April: Jimmy McGriff, US-amerikanischer Blues-, Soul- und Jazz-Organist († 2008)
- 04. April: Hans Grodotzki, deutscher Leichtathlet
- 05. April: Ronnie Bucknum, US-amerikanischer Automobilrennfahrer († 1992)
- 06. April: Jean-Pierre Changeux, Professor für molekulare Neurobiologie
- 06. April: Fernando Masone, italienischer Polizeichef († 2003)
- 06. April: Manfred Schoof, deutscher Jazztrompeter
- 06. April: Jaroslav Zeman, tschechischer Komponist († 2022)
- 07. April: Bert Breuer, deutscher Maschinenbauingenieur († 2023)
- 08. April: Reinhold Aman, deutscher Chemieingenieur und Hochschullehrer († 2019)
- 08. April: Klaus Löwitsch, deutscher Schauspieler († 2002)
- 09. April: John Archer, englischer Fußballtorhüter († 1987)
- 09. April: Valerie Solanas, US-amerikanische Feministin († 1988)
- 09. April: Frauke Stein, deutsche Prähistorikerin und Mittelalterarchäologin († 2023)
- 11. April: Jürgen Molsen, deutscher Brigadegeneral († 2025)
- 11. April: Jocy de Oliveira, brasilianische Pianistin und Komponistin
- 11. April: Benito Rigoni, italienischer Bobfahrer († 2021)
- 11. April: Jimmy Sabater, US-amerikanischer Musiker und Songwriter († 2012)
- 12. April: Tony Earl, US-amerikanischer Politiker († 2023)
- 12. April: Frankétienne, haitianischer Schriftsteller († 2025)
- 13. April: José Rosinski, französischer Automobilrennfahrer und Journalist († 2011)
- 14. April: Joan Bradshaw, US-amerikanische Schauspielerin
- 14. April: Ivan Kardinal Dias, indischer Kurienkardinal († 2017)
- 14. April: Edison Pérez Núñez, peruanischer Fußballschiedsrichter
- 14. April: Robert Scheer, US-amerikanischer Journalist
- 15. April: Albert Darboven, deutscher Unternehmer
- 15. April: Petre Ivănescu, rumänischer Handballspieler und -trainer († 2022)
- 15. April: Raymond Poulidor, französischer Radrennfahrer († 2019)
- 15. April: Héctor Quintanar, mexikanischer Komponist († 2013)
- 16. April: Dieter Adler, deutscher Sportjournalist († 2024)
- 16. April: William Robinson, australischer Maler und Lithograf
- 17. April: Wibke von Bonin, deutsche Kulturhistorikerin
- 17. April: Siegfried Schmidt-Joos, deutscher Musik- und Kulturjournalist († 2025)
- 17. April: Hilde Schramm, deutsche Erziehungswissenschaftlerin und Politikerin
- 17. April: Urs Wild, Schweizer Chemiker († 2022)
- 17. April: Zhang Miman, chinesische Paläontologin
- 19. April: Bernhard Klee, deutscher Dirigent und Pianist
- 20. April: Hilmar Ahnert, deutscher Fußballspieler
- 20. April: Pat Roberts, US-amerikanischer Politiker
- 20. April: Heinz Schleußer, deutscher Gewerkschafter und Politiker († 2000)
- 21. April: Jakob Adlhart, österreichischer Architekt († 2021)
- 22. April: C. D. B. Bryan, US-amerikanischer Autor und Journalist († 2009)
- 22. April: Glen Campbell, US-amerikanischer Country-Sänger († 2017)
- 22. April: Michael Höltzel, deutscher Hornist und Musikprofessor († 2017)
- 23. April: Adelheid Duvanel, Schweizer Schriftsteller († 1996)
- 23. April: Pál Gömöry, ungarischer Regattasegler († 2021)
- 23. April: Lutz Jürgen Heinrich, deutsch-österreichischer Wirtschaftswissenschaftler († 2022)
- 22. April: Dieter Kronzucker, deutscher Journalist und Moderator
- 23. April: Peter Horst Neumann, deutscher Lyriker, Essayist und Literaturwissenschaftler († 2009)
- 23. April: Roy Orbison, US-amerikanischer Country- und Rock-Sänger († 1988)
- 23. April: Bruno Thost, deutsch-österreichischer Schauspieler († 2019)
- 24. April: Akwasi Afrifa, Staatschef von Ghana († 1979)
- 24. April: Jill Ireland, englische Schauspielerin und Produzentin († 1990)
- 24. April: Kåre Kolberg, norwegischer Komponist und Organist († 2014)
- 25. April: Henck Alphonsus Eugène Arron, surinamischer Politiker († 2000)
- 26. April: Klaus Jepsen, deutscher Schauspieler und Synchronsprecher († 2005)
- 26. April: Carson Parks, US-amerikanischer Sänger und Texter († 2005)
- 26. April: Heinz Vollmar, deutscher Fußballspieler († 1987)
- 27. April: Hans Selmair, deutscher Gastroenterologe († 2022)
- 28. April: Arnold Esch, deutscher Historiker
- 28. April: Klaus Seybold, deutscher evangelischer Pfarrer und Alttestamentler († 2011)
- 29. April: Wiktor Agejew, sowjetischer Wasserballspieler († 2023)
- 29. April: Frieder Burda, deutscher Kunstsammler († 2019)
- 29. April: Zubin Mehta, indischer Dirigent
- 29. April: Alejandra Pizarnik, argentinische Dichterin († 1972)
- 29. April: Lane Smith, US-amerikanischer Schauspieler († 2005)

### Mai
- 02. Mai: Norma Aleandro, argentinische Schauspielerin
- 02. Mai: Tom Andersen, norwegischer Psychiater und Psychotherapeut († 2007)
- 02. Mai: Joseph Arnaouti, syrischer Patriarchal
- 02. Mai: Helga Brauer, deutsche Schlagersängerin († 1991)
- 02. Mai: Engelbert, britisch-US-amerikanischer Schlagersänger
- 03. Mai: Jon Idigoras, Gründer der baskischen Separatisten-Partei Herri Batasuna († 2005)
- 06. Mai: Kazimierz Gierżod, polnischer Pianist und Musikpädagoge († 2018)
- 06. Mai: Jörg Lehne, deutscher Bergsteiger († 1969)
- 07. Mai: Jürgen Höhne, deutscher Laiendarsteller († 2015)
- 07. Mai: Hans Neunhoeffer, deutscher Chemiker und Hochschullehrer († 2018)
- 07. Mai: Tony O’Reilly, irischer Rugbyspieler und Unternehmer († 2024)
- 07. Mai: Howard Rovics, US-amerikanischer Komponist, Pianist und Musikpädagoge
- 07. Mai: Jimmy Ruffin, US-amerikanischer Soulsänger († 2014)
- 08. Mai: Henning Frederichs, deutscher Komponist, Dirigent und Musikpädagoge († 2003)
- 08. Mai: Kazuo Koike, japanischer Mangaka († 2019)
- 08. Mai: James R. Thompson, US-amerikanischer Politiker († 2020)
- 09. Mai: Albert Finney, britischer Schauspieler und Produzent († 2019)
- 09. Mai: Glenda Jackson, britische Schauspielerin und Politikerin († 2023)
- 09. Mai: Ulrich Kienzle, deutscher Journalist († 2020)
- 10. Mai: Manfred Riedel, deutscher Philosoph († 2009)
- 11. Mai: Carla Bley, US-amerikanische Musikerin und Komponistin († 2023)
- 11. Mai: Georg Eberl, deutscher Eishockeyspieler († 2023)
- 11. Mai: Inge Fuhrmann, deutsche Sprinterin
- 12. Mai: Klaus Doldinger, deutscher Musiker, Komponist und Saxophonist Klaus Doldinger, 2009

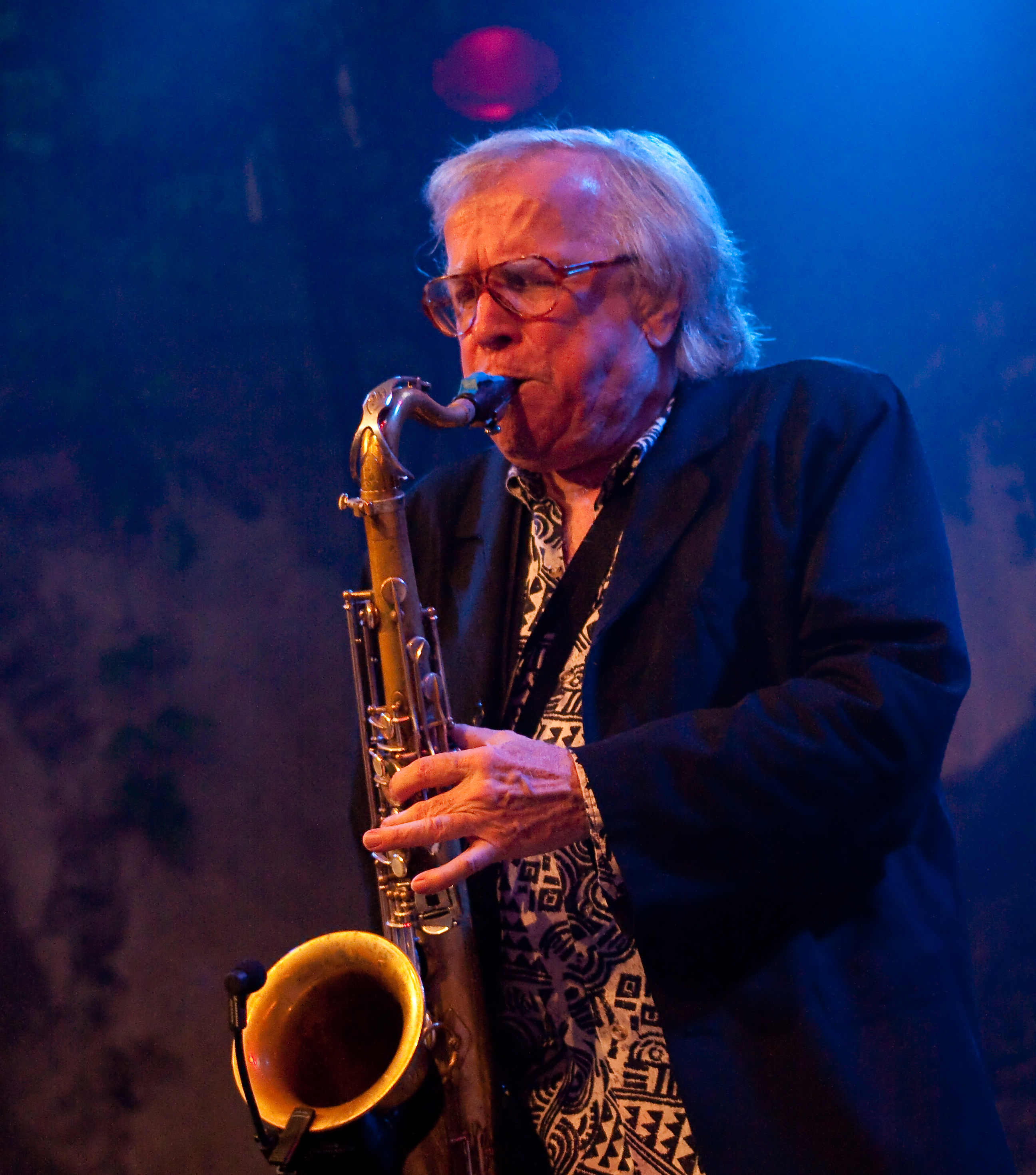
Klaus Doldinger, 2009

- 12. Mai: Guillermo Endara Galimany, Jurist, Politiker und Staatspräsident von Panama († 2009)
- 12. Mai: Frank Stella, US-amerikanischer Maler und Bildhauer († 2024)
- 14. Mai: Bobby Darin, US-amerikanischer Popmusiker († 1973)
- 14. Mai: Charlie Gracie, US-amerikanischer Rockabilly-Musiker († 2022)
- 14. Mai: Robert Klymasz, kanadischer Ethnologe und Volksliedforscher († 2024)
- 14. Mai: Richard John Neuhaus, kanadischer und US-amerikanischer lutherischer Theologe, römisch-katholischer Priester und Autor († 2009)
- 14. Mai: Götz Dieter Plage, deutscher Naturfilmer († 1993)
- 14. Mai: Billy Sprowls, mexikanischer Automobilrennfahrer († 2024)
- 15. Mai: Jean Balissat, Schweizer Komponist und Professor († 2007)
- 15. Mai: Wally Deane, US-amerikanischer Rockabilly-Musiker († 1986)
- 15. Mai: Wavy Gravy, US-amerikanischer Aktivist, Hippie, Clown und Autor
- 15. Mai: Ralph Steadman, britischer Autor, Illustrator, Cartoonist und Karikaturist
- 16. Mai: Karl Kardinal Lehmann, Bischof von Mainz und Vorsitzender der Deutschen Bischofskonferenz († 2018) Karl Lehmann, 2007

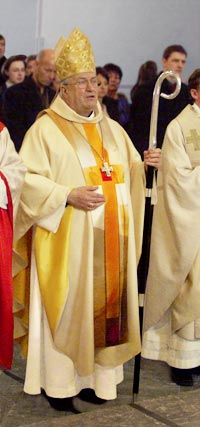
Karl Lehmann, 2007

- 16. Mai: Manfred Stolpe, deutscher Politiker († 2019)
- 17. Mai: Philippe Boesmans, belgischer Komponist und Organist († 2022)
- 17. Mai: Lars Gustafsson, schwedischer Schriftsteller († 2016)
- 17. Mai: Dennis Hopper, US-amerikanischer Schauspieler und Filmemacher († 2010) Dennis Hopper, 2008

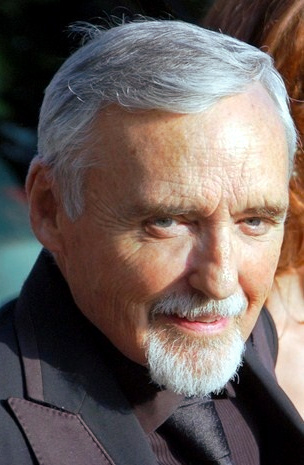
Dennis Hopper, 2008

- 17. Mai: Károly Klimó, ungarischer Maler und Graphiker
- 18. Mai: Melanio Asensio, spanischer Leichtathlet († 2021)
- 20. Mai: Heinz Dehne, deutscher Chemiker und Hochschullehrer († 2017)
- 20. Mai: Gerhard Paul, Redemptorist und Autor Neuer Geistlicher Lieder († 1994)
- 20. Mai: Anthony Zerbe, US-amerikanischer Schauspieler
- 21. Mai: Günter Blobel, deutscher Biomediziner († 2018)
- 21. Mai: Jacques Grelley, französischer Unternehmer und Automobilrennfahrer († 2014)
- 22. Mai: M. Scott Peck, US-amerikanischer Psychiater, Psychotherapeut und Schriftsteller († 2005)
- 22. Mai: Eckard Wimmer, Virologe und Biochemiker
- 23. Mai: Herbert Demetz, italienischer Automobilrennfahrer († 1965)
- 23. Mai: Charles Kimbrough, US-amerikanischer Schauspieler und Synchronsprecher († 2023)
- 24. Mai: Samy Molcho, israelischer Pantomime
- 24. Mai: Werner von Moltke, deutscher Leichtathlet († 2019)
- 25. Mai: Tom T. Hall, US-amerikanischer Countrymusiker († 2021)
- 25. Mai: Waldemar Pappusch, deutscher Handballspieler und -trainer († 2024)
- 25. Mai: Willfried Penner, deutscher Politiker
- 25. Mai: Ely Tacchella, Schweizer Fußballspieler († 2017)
- 27. Mai: Louis Gossett Jr., US-amerikanischer Schauspieler († 2024)
- 28. Mai: Gitta Nickel, deutsche Regisseurin († 2023)
- 28. Mai: Betty Shabazz, Witwe von Malcolm X († 1997)
- 29. Mai: Josef Deimer, deutscher Politiker
- 29. Mai: Wyn Hoop, deutscher Schlagersänger
- 29. Mai: Wjatscheslaw Owtschinnikow, russischer Komponist († 2019)
- 29. Mai: Klaus Winter, deutscher Jurist († 2000)
- 30. Mai: Peter Dehoust, deutscher Publizist und Herausgeber († 2020)
- 30. Mai: Keir Dullea, US-amerikanischer Schauspieler
- 31. Mai: Carl Heinz Choynski, deutscher Schauspieler
- 31. Mai: Héctor Demarco, uruguayischer Fußballspieler († 2010)
- 31. Mai: Hans-Dieter Schwind, deutscher Jurist und Politiker († 2025)

### Juni
- 01. Juni: Theodor Buhl, deutscher Schriftsteller († 2016)
- 01. Juni: Wilhelm Riehmer, deutscher Brigadegeneral
- 01. Juni: Peter Sodann, deutscher Schauspieler, Regisseur und Intendant († 2024)
- 02. Juni: Wolodymyr Holubnytschyj, ukrainischer Geher und Olympiasieger († 2021)
- 03. Juni: Enric Gensana, spanischer Fußballer († 2005)
- 03. Juni: Heinrich Hugendubel, deutscher Buchhändler († 2005)
- 04. Juni: Yvette Amice, französische Mathematikerin († 1993)
- 04. Juni: Klaus Möbius, deutscher Physiker († 2024)
- 04. Juni: František Tondra, slowakischer Bischof († 2012)
- 05. Juni: Jacques Dewatre, französischer Offizier und Diplomat († 2021)
- 06. Juni: Levi Stubbs, Sänger der Rhythm’n’Blues-Gruppe „The Four Tops“ († 2008)
- 06. Juni: Dwight Winenger, US-amerikanischer Komponist
- 08. Juni: James Darren, US-amerikanischer Sänger, Schauspieler und Regisseur († 2024)
- 08. Juni: Robert Floyd, US-amerikanischer Informatiker († 2001)
- 08. Juni: Kenneth Wilson, US-amerikanischer Physiker († 2013)
- 09. Juni: Filippo Coarelli, italienischer Klassischer Archäologe, Gräzist und Altertumswissenschaftler
- 09. Juni: Jürgen Schmude, deutscher Politiker († 2025)
- 10. Juni: Eugenio Bersellini, italienischer Fußballspieler und -trainer († 2017)
- 10. Juni: Thomas Höpker, deutscher Fotograf († 2024)
- 10. Juni: Wjatschaslau Kebitsch, belarussischer Politiker († 2020)
- 10. Juni: Maria Mägdefrau, deutsche Schauspielerin und Regisseurin
- 11. Juni: Wolfgang Römer, Richter am Bundesgerichtshof
- 12. Juni: Hans Eibl, österreichischer Komponist und Professor († 2019)
- 12. Juni: Jim Wagstaff, US-amerikanischer American-Football-Spieler und -Trainer († 2010)
- 13. Juni: Christian Meyer-Oldenburg, deutschsprachiger Science-Fiction-Autor († 1990)
- 13. Juni: Helena Růžičková, tschechische Schauspielerin († 2004)
- 14. Juni: Wolfgang Behrendt, deutscher Boxer
- 14. Juni: Renaldo Benson, US-amerikanischer Soul- und R&B-Sänger († 2005)
- 14. Juni: Josef Haselbach, Schweizer Komponist und Organist († 2002)
- 14. Juni: Mack Yoho, US-amerikanischer American-Football-Spieler († 2020)
- 15. Juni: Herbert Asbeck, deutscher Schriftsteller († 2019)
- 15. Juni: Claude Brasseur, französischer Filmschauspieler († 2020)
- 15. Juni: Hans-Georg Koppensteiner, deutsch-österreichischer Rechtswissenschaftler († 2025)
- 15. Juni: William Joseph Kardinal Levada, Kurienkardinal († 2019)
- 16. Juni: Lincoln Almond, US-amerikanischer Politiker († 2023)
- 16. Juni: Anthony Olubunmi Kardinal Okogie, Erzbischof von Lagos
- 17. Juni: Ken Loach, britischer Filmregisseur
- 17. Juni: Christine Krohn, Richterin am Bundesgerichtshof
- 17. Juni: Gerhard O. Pfeffermann, deutscher Politiker († 2019)
- 17. Juni: Jude Wanniski, US-amerikanischer politischer Ökonom, Publizist und Journalist († 2005)
- 18. Juni: Ronald Venetiaan, Staatspräsident von Suriname
- 19. Juni: Peter Corterier, deutscher Politiker († 2017)
- 19. Juni: Shirley Goodman, US-amerikanische R&B-Sängerin († 2005)
- 19. Juni: Zacharias Heinesen, färöischer Maler
- 19. Juni: Dušan Martinček, slowakischer Komponist und Musikpädagoge († 2006)
- 21. Juni: Juri Burago, russischer Mathematiker
- 21. Juni: Annick Le Thomas, französische Botanikerin († 2024)
- 22. Juni: Kris Kristofferson, US-amerikanischer Country-Musiker und Schauspieler († 2024)
- 22. Juni: Hermeto Pascoal, brasilianischer Musiker
- 23. Juni: Richard Bach, US-amerikanischer Schriftsteller
- 23. Juni: Paolo Barison, italienischer Fußballspieler und -trainer († 1979)
- 23. Juni: Richard Johnstone, neuseeländischer Radrennfahrer († 2022)
- 23. Juni: Günter Steckkönig, deutscher Automobilrennfahrer
- 23. Juni: Konstantinos Simitis, griechischer Politiker, Ministerpräsident († 2025)
- 25. Juni: Gerhard Andrées, deutscher Maler und Objektkünstler
- 25. Juni: Bacharuddin Jusuf Habibie, indonesischer Politiker, Staatspräsident († 2019)
- 25. Juni: Rexhep Qosja, albanischer Schriftsteller, Literatur- und Kulturwissenschaftler
- 26. Juni: Hal Greer, US-amerikanischer Basketballspieler († 2018)
- 26. Juni: Reinhard Stollreiter, deutscher Chorleiter und Hochschullehrer
- 26. Juni: Jean-Claude Turcotte, Erzbischof von Montréal († 2015)
- 27. Juni: Ayda Ignez Arruda, brasilianische Logikerin und Hochschulprofessorin († 1983)
- 27. Juni: Günter Auerswald, deutscher Radrennfahrer
- 28. Juni: Jesús Alfonso Arreola Pérez, mexikanischer Historiker und Politiker († 2010)
- 28. Juni: Tom Drake, kanadischer Singer-Songwriter, Drehbuchautor und Regisseur († 2008)
- 28. Juni: Gisela Kraft, deutsche Schriftstellerin und literarische Übersetzerin († 2010)
- 28. Juni: Kurt Krenn, österreichischer Bischof († 2014)
- 28. Juni: Heiner Müller-Merbach, deutscher Wirtschaftsinformatiker († 2015)
- 28. Juni: Andrzej Pstrokoński, polnischer Basketballspieler und -trainer († 2022)
- 29. Juni: Kazimierz Braun, polnischer Theaterregisseur, -wissenschaftler und -pädagoge
- 30. Juni: Assia Djebar, algerische Schriftstellerin, Regisseurin, Historikerin und Hochschullehrerin († 2015)
- 30. Juni: Klaus Kutzer, Richter am Bundesgerichtshof († 2025)
- 30. Juni: Wiard Popkes, baptistischer Theologe († 2007)
- 30. Juni: Dave Van Ronk, US-amerikanischer Blues-Musiker († 2002)

### Juli
- 01. Juli: Gerard Soeteman, niederländischer Drehbuchautor († 2025)
- 01. Juli: Bruce J. McFarlane, australischer Wirtschaftswissenschaftler († 2022)
- 01. Juli: Roger Staub, Schweizer Skirennläufer († 1974)
- 02. Juli: Rex Gildo, deutscher Sänger und Schauspieler († 1999) Rex Gildo (1975)

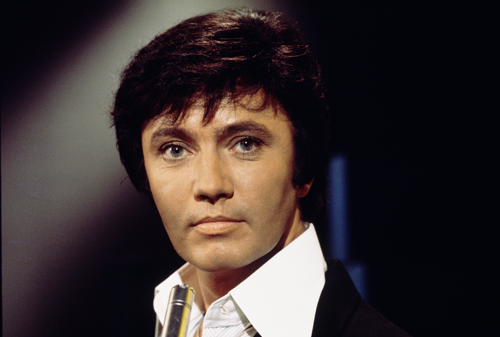
Rex Gildo (1975)

- 02. Juli: Manfred Kluth, deutscher Ruderer († 2010)
- 03. Juli: Leo Wilden, deutscher Fußballspieler († 2022)
- 05. Juli: Piet Fransen, niederländischer Fußballspieler († 2015)
- 05. Juli: Shirley Knight, US-amerikanische Schauspielerin († 2020)
- 05. Juli: James Mirrlees, britischer Ökonom († 2018)
- 05. Juli: George De Peana, guyanischer Leichtathlet und Gewerkschafter († 2021)
- 05. Juli: Richard E. Stearns, amerikanischer Informatiker
- 06. Juli: Stuart H. Pappé, US-amerikanischer Filmeditor
- 06. Juli: Chris White, US-amerikanischer Jazz-Bassist († 2014)
- 07. Juli: Françoise Cotron-Henry, französische Pianistin und Komponistin († 1975)
- 07. Juli: Friedhelm Döhl, deutscher Professor für Komposition († 2018)
- 08. Juli: István Csoboth, deutscher Brigadegeneral des Heeres der Bundeswehr
- 08. Juli: Gabi Novak, jugoslawische bzw. kroatische Pop- und Schlagersängerin († 2025)
- 09. Juli: Helmut Ackermann, deutscher Grafiker und Maler († 2017)
- 10. Juli: O. Chandrasekhar, indischer Fußballspieler († 2021)
- 10. Juli: Silvan Kindle, liechtensteinischer Skirennläufer
- 10. Juli: Lutz Meyer-Goßner, Richter am Bundesgerichtshof
- 11. Juli: Hanns Kneifel, deutscher Schriftsteller († 2012)
- 11. Juli: Smokey Wilson, US-amerikanischer Bluesgitarrist († 2015)
- 13. Juli: Ernst Hirsch, deutscher Kameramann und Regisseur
- 13. Juli: Joan Jonas, US-amerikanische Künstlerin
- 14. Juli: Günther Jansen, MdB, Landesminister in Schleswig-Holstein
- 15. Juli: Jon Morton Aase, US-amerikanischer Pädiater und Morphologe
- 15. Juli: Peter Albert, deutscher Architekt und bildender Künstler
- 15. Juli: Larry Cohen, US-amerikanischer Regisseur, Produzent und Drehbuchautor († 2019)
- 15. Juli: Leo Mazakarini, österreichischer Schriftsteller, Verleger und Schauspieler († 2020)
- 15. Juli: George Voinovich, US-amerikanischer Politiker († 2016)
- 16. Juli: Cornelis Koch, niederländischer Leichtathlet († 2021)
- 16. Juli: Johann Sengstschmid, österreichischer Klangreihenkomponist
- 17. Juli: Nick Brignola, US-amerikanischer Musiker († 2002)
- 17. Juli: Klaus Francke, deutscher Politiker († 2020)
- 17. Juli: Tao Ho, Architekt und Designer aus Hongkong († 2019)
- 18. Juli: Gerd Böttcher, deutscher Schlagersänger und Schauspieler († 1985)
- 18. Juli: Damian Luca, rumänischer Musiker
- 18. Juli: Hermann Wimmer, deutscher Politiker und MdB
- 19. Juli: Wolfgang Böhm, deutscher Agrarwissenschaftler († 2022)
- 19. Juli: Guy Reibel, französischer Komponist, Musikpädagoge und Chorleiter
- 20. Juli: Walter Eichhorn, deutscher Verkehrsflugzeug- und Kunstflugpilot († 2025)
- 20. Juli: Barbara Mikulski, US-amerikanische Politikerin
- 20. Juli: Christian Rode, deutscher Schauspieler und Synchronsprecher († 2018)
- 21. Juli: Taijirō Amazawa, japanischer Dichter, Übersetzer und Literaturwissenschaftler († 2023)
- 21. Juli: Anatoli Andrianow, russischer Mathematiker († 2020)
- 21. Juli: Alain Grée, französischer Kinderbuchautor († 2025)
- 21. Juli: Ursula Schröder-Feinen, deutsche Opernsängerin († 2005)
- 21. Juli: Keiichi Tanaami, japanischer Künstler († 2024)
- 22. Juli: Klaus Bresser, deutscher Journalist, Chefredakteur des ZDF Klaus Bresser (2008)

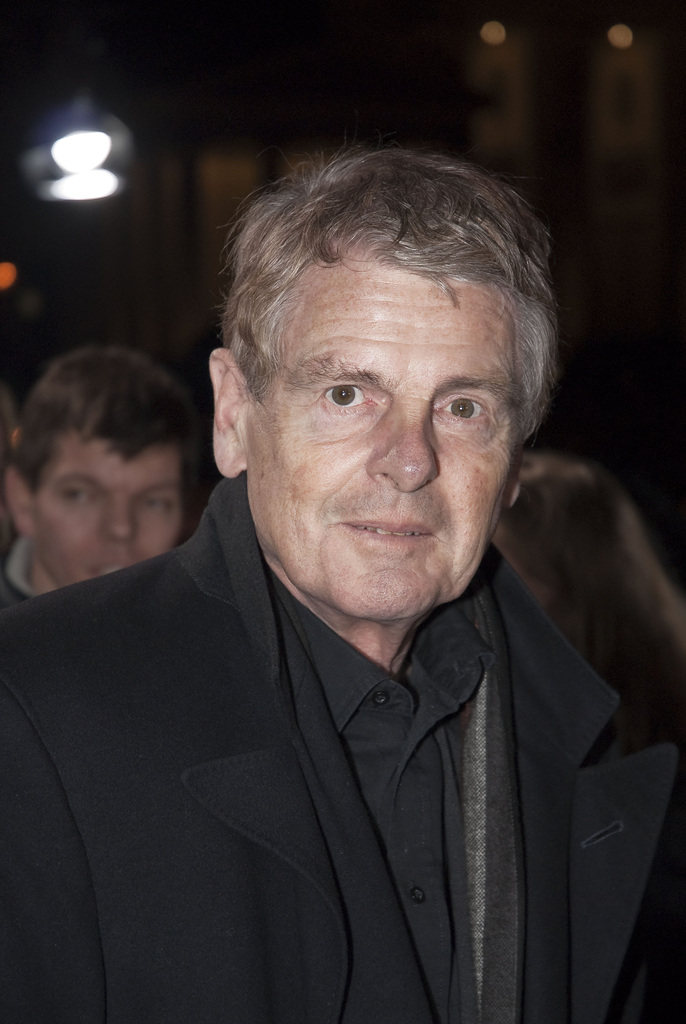
Klaus Bresser (2008)

- 22. Juli: Don Patterson, US-amerikanischer Jazzorganist († 1988)
- 23. Juli: Don Drysdale, US-amerikanischer Baseballspieler († 1993)
- 23. Juli: Christian Tomuschat, Inhaber des Lehrstuhls für öffentliches Recht, Völker- und Europarecht
- 24. Juli: Arthur Brauss, deutscher Schauspieler
- 24. Juli: Ruth Buzzi, US-amerikanische Schauspielerin († 2025)
- 24. Juli: Dan Inosanto, US-amerikanischer Kampfsportler
- 25. Juli: Gerry Ashmore, britischer Automobilrennfahrer († 2021)
- 25. Juli: Karin Johannsen-Bojsen, Schriftstellerin
- 25. Juli: Glenn Murcutt, australischer Architekt
- 25. Juli: Dave Sime, US-amerikanischer Sprinter und Olympiazweiter († 2016)
- 26. Juli: Antonio Mastrogiovanni, uruguayischer Komponist und Musikpädagoge († 2010)
- 27. Juli: Siegbert Alber, deutscher Politiker († 2021)
- 27. Juli: Karin Lenzke, deutsche Hochspringerin
- 28. Juli: Victor Moscoso, US-amerikanischer Künstler
- 28. Juli: Milan Uhde, tschechischer Schriftsteller und Politiker
- 29. Juli: Jean-Charles Capon, französischer Jazzcellist († 2011)
- 29. Juli: Elizabeth Dole, US-amerikanische Politikerin und Senatorin
- 29. Juli: Just Jahn, deutscher Ruderer († 2007)
- 29. Juli: Rolf Presthus, norwegischer konservativer Politiker und Jurist († 1988)
- 30. Juli: Luciana Aigner-Foresti, italienischer Archäologe
- 30. Juli: Lázaro Aristides Betancourt, kubanischer Leichtathlet († 2025)
- 30. Juli: Buddy Guy, US-amerikanischer Bluesmusiker
- 30. Juli: María del Pilar von Spanien, Infantin von Spanien, Herzogin von Badajoz und Schwester König Juan Carlos I. († 2020)
- 30. Juli: Istvàn Zelenka, ungarischer Komponist († 2022)

### August
- 01. August: William D. Hamilton, englischer Biologe († 2000)
- 01. August: Yves Saint Laurent, französischer Modeschöpfer († 2008) Yves Saint Laurent, 1976

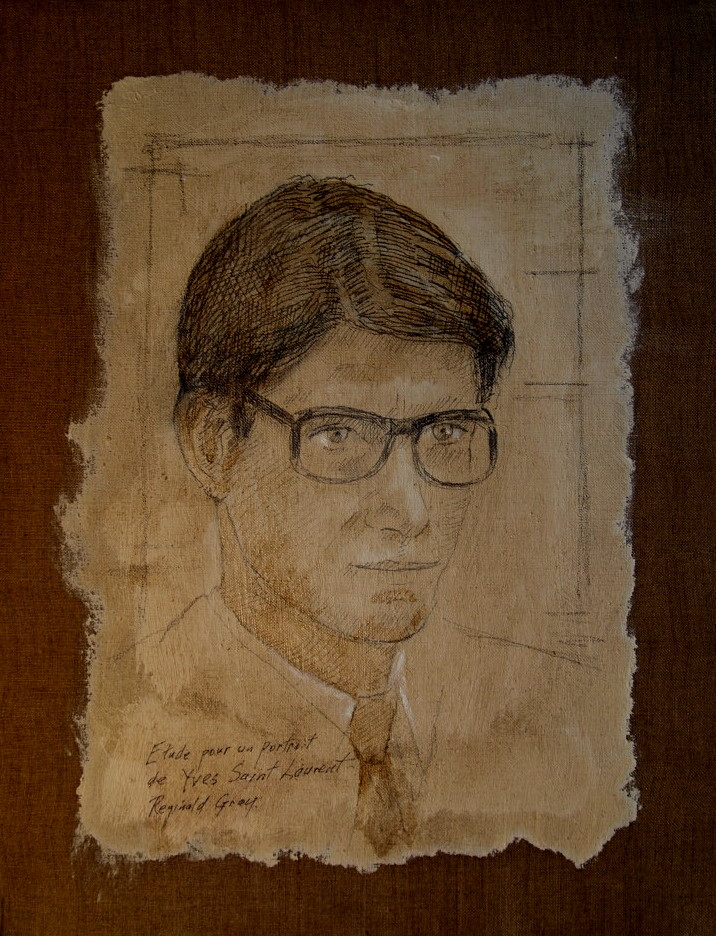
Yves Saint Laurent, 1976

- 01. August: Carl von Württemberg, deutscher Unternehmer († 2022)
- 01. August: Horst Josef Zugehör, Richter am Bundesgerichtshof
- 02. August: André Gagnon, kanadischer Komponist, Pianist, Dirigent und Schauspieler († 2020)
- 02. August: Anthony Payne, britischer Komponist († 2021)
- 03. August: Gösta Ågren, finnlandschwedischer Dichter, Übersetzer und Literaturwissenschaftler († 2020)
- 04. August: Claude Ballot-Léna, französischer Automobilrennfahrer († 1999)
- 04. August: Mani Matter, Schweizer Mundart-Liedermacher und Jurist († 1972)
- 05. August: Joseph Akl, libanesischer Politiker, Jurist und Richter
- 05. August: Gordon Johncock, US-amerikanischer Automobilrennfahrer
- 05. August: Hans Hugo Klein, deutscher Politiker und Richter des Bundesverfassungsgerichts
- 05. August: Gary Winram, australischer Schwimmer († 2022)
- 06. August: Ray Doggett, US-amerikanischer Rockabilly-Musiker, Songschreiber und Produzent († 2002)
- 09. August: Ray Middleton, britischer Geher († 2023)
- 10. August: Barbara von Wulffen, deutsche Autorin († 2021)
- 11. August: Rolf Krenzer, Kinderbuchautor und Musicalkomponist († 2007)
- 12. August: Hermann Anders, deutscher Jazzposaunist
- 12. August: Heinz Anterist, deutscher Rechtsanwalt († 2020)
- 12. August: Iosif Bükössy, rumänischer Fußballspieler und -trainer († 2006)
- 12. August: Margot Eskens, deutsche Schlagersängerin († 2022)
- 12. August: Karl-Ernst Herrmann, deutscher Bühnenbildner und Opernregisseur († 2018)
- 12. August: Rachid Mekhloufi, französisch-algerischer Fußballspieler und -trainer († 2024)
- 12. August: John Poindexter, US-amerikanischer Admiral und Politiker
- 12. August: Gerold Tandler, deutscher Politiker
- 12. August: Jürgen Wohlrabe, deutscher Politiker, Präsident des Berliner Abgeordnetenhauses († 1995)
- 13. August: Günther Heyenn, deutscher Politiker († 2009)
- 13. August: Siegfried Kampl, österreichischer Politiker
- 13. August: Thomas Schamoni, deutscher Filmregisseur und Drehbuchautor († 2014)
- 13. August: Sabina Sesselmann, deutsche Schauspielerin († 1998)
- 13. August: Marcio Veloz Maggiolo, dominikanischer Schriftsteller, Archäologe, Anthropologe, Diplomat und Politiker († 2021)
- 13. August: Vyjayantimala, indische Schauspielerin
- 13. August: Yang Seok-il, japanischer Schriftsteller koreanischer Herkunft († 2024)
- 15. August: Lothar Buchmann, deutscher Fußballspieler und Trainer († 2023)
- 15. August: Mike Henry, US-amerikanischer Schauspieler und American-Football-Spieler († 2021)
- 16. August: Anita Gillette, US-amerikanische Schauspielerin
- 16. August: Carolyn Jennings, US-amerikanische Komponistin und Musikpädagogin
- 17. August: Tsegaye Gabre-Medhin, äthiopischer Schriftsteller († 2006)
- 18. August: Gulzar, indischer Dichter und Filmregisseur
- 18. August: Robert Redford, US-amerikanischer Schauspieler und Regisseur Robert Redford (2005)

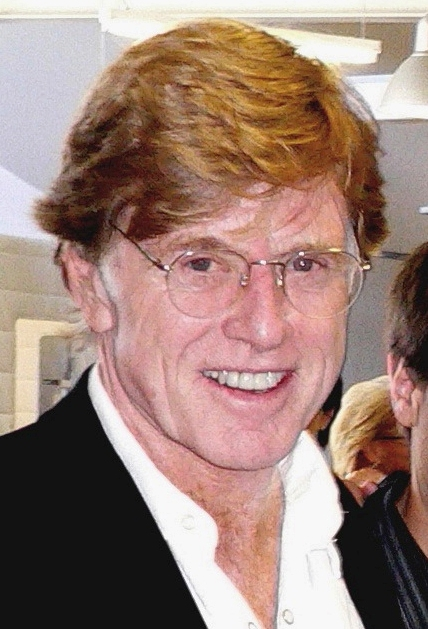
Robert Redford (2005)

- 18. August: Derek Woodman, britischer Motorradrennfahrer
- 20. August: Regine Heinecke, deutsche Malerin, Grafikerin und Illustratorin († 2019)
- 20. August: Alice und Ellen Kessler, deutsche Sängerinnen und Filmschauspielerinnen
- 20. August: David Macdonald, kanadischer Politiker
- 20. August: Felix Meier, Minister für Elektrotechnik und Elektronik der DDR († 2019)
- 20. August: Antonio María Kardinal Rouco Varela, Erzbischof von Madrid
- 20. August: Hideki Shirakawa, japanischer Chemiker, Träger des Chemie-Nobelpreises 2000
- 20. August: Bernhard Wessel, deutscher Fußballspieler († 2022)
- 20. August: Andrzej Zieliński, polnischer Sprinter († 2021)
- 21. August: Wilt Chamberlain, US-amerikanischer Basketballspieler († 1999)
- 21. August: François Pinault, französischer Unternehmer
- 21. August: Klaus Christian Plönzke, deutscher IT-Unternehmer
- 22. August: Karl-Heinz Klostermeier, deutscher Volkswirt und Rundfunkintendant († 2002)
- 22. August: Werner Stengel, deutscher Ingenieur und Achterbahnkonstrukteur
- 23. August: Henry Lee Lucas, US-amerikanischer Serienmörder († 2001)
- 24. August: A. S. Byatt, britische Schriftstellerin († 2023)
- 25. August: Hugh Hudson, britischer Filmregisseur († 2023)
- 26. August: Benedict Anderson, US-amerikanischer Politikwissenschaftler († 2015)
- 27. August: Hans Georg Bertram, deutscher Komponist und Organist († 2013)
- 27. August: Lien Chan, taiwanischer Politiker
- 27. August: Elroy Dietzel, US-amerikanischer Rockabilly-Musiker († 1990)
- 27. August: Philippe Labro, französischer Filmregisseur († 2025)
- 27. August: Hans Scheibner, deutscher Satiriker, Liedermacher und Kabarettist († 2022)
- 28. August: Bert Schneider, österreichischer Motorradrennfahrer († 2009)
- 29. August: Gilbert Amy, französischer Komponist und Dirigent
- 29. August: John McCain, US-amerikanischer Politiker († 2018)
- 29. August: Inga Woronina, sowjetische Eisschnellläuferin († 1966)
- 30. August: Torsten Wolfgramm, deutscher Politiker († 2020)
- 31. August: Holger Obermann, deutscher Fußballtorhüter und Fernsehreporter († 2021)

### September
- 01. September: Herbert Kästner, deutscher Mathematiker, Autor, Herausgeber und Bibliophiler
- 01. September: Clemens Mettler, Schweizer Schriftsteller († 2020)
- 02. September: Ferdinand Fischer (Ferdy Fischer, Ferdinand G. B. Fischer), deutscher Autor
- 02. September: Virginia Joan Bennett, Ehefrau von Edward Kennedy
- 02. September: Klaus Koch, deutscher Jazzmusiker († 2000)
- 02. September: Helmut Werner, deutscher Industriemanager († 2004)
- 03. September: Zine el-Abidine Ben Ali, Präsident von Tunesien (1987–2011) († 2019)
- 03. September: John Olver, US-amerikanischer Politiker († 2023)
- 03. September: Marion Rushing, US-amerikanischer American-Football-Spieler († 2013)
- 04. September: Judea Pearl, amerikanischer Informatiker
- 05. September: John Danforth, US-amerikanischer Jurist, Politiker und Pfarrer
- 06. September: Roger Asmussen, deutscher Politiker († 2015)
- 06. September: Clifford Thornton, US-amerikanischer Jazzposaunist und -trompeter († 1983)
- 07. September: Helga de Alvear, deutsche Kunstsammlerin († 2025)
- 07. September: Buddy Holly, US-amerikanischer Rock-’n’-Roll-Musiker und Komponist († 1959)

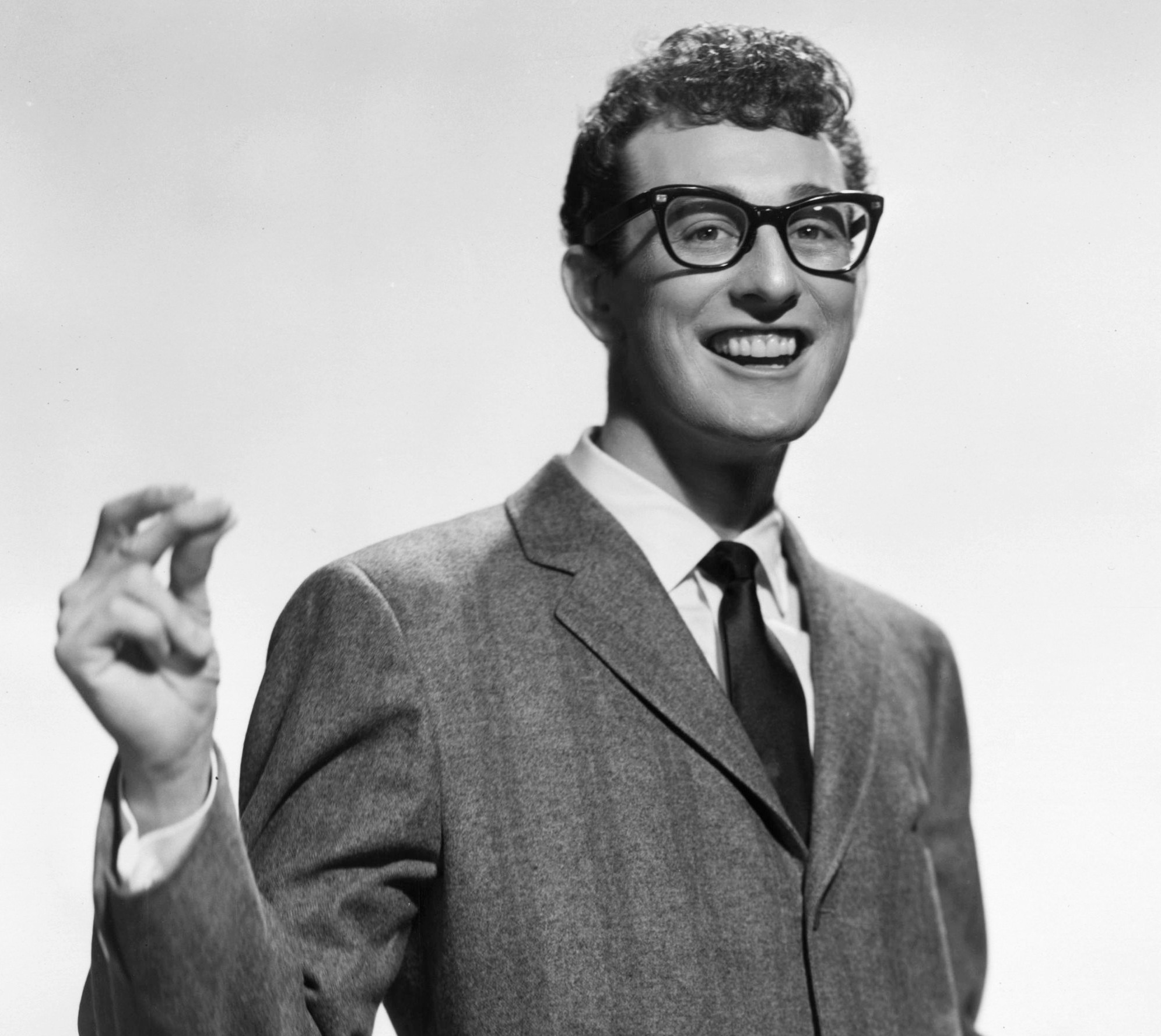
Buddy Holly, 1957

- 07. September: Jean-Yves Tadié, französischer Literaturwissenschaftler
- 08. September: Werner Huß, deutscher Althistoriker († 2023)
- 09. September: Walter Zuber Armstrong, US-amerikanischer Musiker, Komponist, Arrangeur und Hochschullehrer († 1998)
- 09. September: Ute Vinzing, deutsche Opern- und Kammersängerin
- 10. September: André Adam, belgischer Diplomat († 2016)
- 10. September: Peter Lovesey, britischer Krimi-Schriftsteller († 2025)
- 10. September: Wayne Riddell, kanadischer Dirigent, Organist und Musikpädagoge († 2022)
- 11. September: Bill Asprey, englischer Fußballspieler und Trainer († 2025)
- 11. September: Charles Dierkop, US-amerikanischer Schauspieler († 2024)
- 12. September: Wiesław Glos, polnischer Fechter († 2021)
- 13. September: Juozas Ašembergas, litauischer Diplomat und Politiker
- 13. September: Werner Hollweg, deutscher Opernsänger und Opernregisseur († 2007)
- 13. September: Abderrahmane Soukhane, algerisch-französischer Fußballspieler († 2015)
- 14. September: Wolfgang Estorf, deutscher General
- 14. September: Manfred Kock, deutscher Theologe, Ratsvorsitzender der EKD
- 14. September: Walter Koenig, US-amerikanischer Schauspieler
- 14. September: Anatoli Michailow, sowjetischer Leichtathlet († 2022)
- 14. September: Ferid Murad, US-amerikanischer Wissenschaftler und Nobelpreisträger († 2023)
- 14. September: Nicol Williamson, britischer Schauspieler († 2011)
- 15. September: Ashley Cooper, australischer Tennisspieler († 2020)
- 15. September: Heinrich Holl, deutscher Brigadegeneral
- 15. September: Jurij Koch, sorbischer Schriftsteller
- 15. September: Jürgen Timm, deutscher Politiker
- 15. September: Lothar Warneke, deutscher Regisseur und Drehbuchautor († 2005)
- 16. September: Ekkehard Gries, deutscher FDP-Politiker († 2001)
- 16. September: Claus Seibel, deutscher TV-Journalist († 2022)
- 17. September: Urs Frauchiger, schweizerischer Musiktheoretiker, Autor und Cellist († 2023)
- 17. September: Antioco Piseddu, italienischer römisch-katholischer Bischof († 2025)
- 18. September: Ruth Hesse, deutsche Opernsängerin († 2024)
- 18. September: Bahman Nirumand, iranisch-deutscher Germanist und Iranist

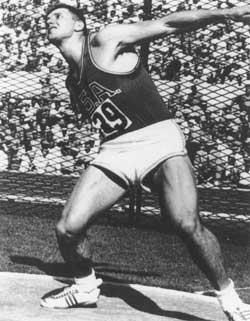
Al Oerter

- 19. September: João Cravinho, portugiesischer Politiker († 2025)
- 19. September: Gene Dinwiddie, US-amerikanischer Blues-Saxophonist († 2002)
- 19. September: Martin Fay, irischer Musiker († 2012)
- 19. September: Jürgen von Gerlach, deutscher Richter
- 19. September: Al Oerter, US-amerikanischer Leichtathlet († 2007)
- 20. September: Paulus Böhmer, deutscher Schriftsteller († 2018)
- 20. September: Andrew Davies, britischer Lehrer, Schriftsteller und Drehbuchautor
- 21. September: Dickey Lee, US-amerikanischer Sänger und Songschreiber
- 21. September: Juri Luschkow, russischer Politiker († 2019)
- 21. September: Sunny Murray, US-amerikanischer Jazzmusiker († 2017)
- 21. September: Jean Pütz, deutscher Wissenschaftsjournalist und Fernsehmoderator
- 23. September: Rink Babka, US-amerikanischer Diskuswerfer († 2022)
- 23. September: Klaus Knall, deutscher Dirigent und Kantor

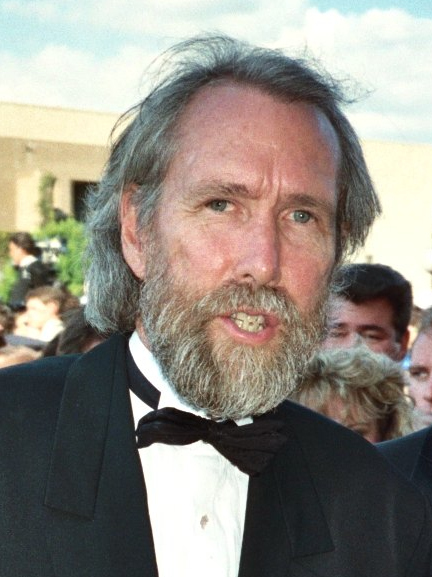
Jim Henson, 1989

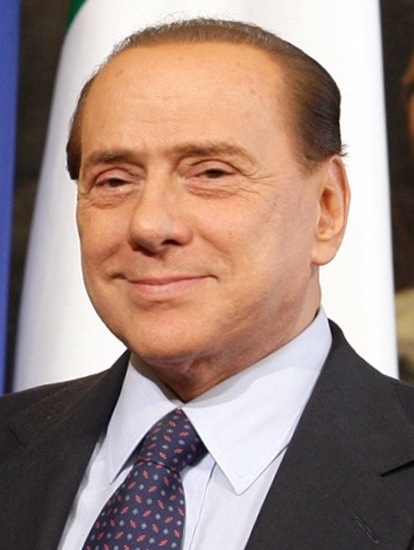
Silvio Berlusconi, 2010

- 23. September: Manfred Tümmler, deutscher Synchronsprecher und Filmschauspieler († 1990)
- 23. September: Peter E. Palmquist, amerikanischer Fotohistoriker und Sammler († 2003)
- 24. September: Jim Henson, US-amerikanischer Regisseur und TV-Produzent († 1990)
- 25. September: Jörg Boström, deutscher Maler und Fotograf († 2025)
- 25. September: August Kühn, deutscher Schriftsteller († 1996)
- 25. September: Moussa Traoré, Präsident von Mali (1968–1991) († 2020)
- 26. September: Winnie Madikizela-Mandela, südafrikanische Politikerin († 2018)
- 29. September: Silvio Berlusconi, italienischer Politiker und Ministerpräsident († 2023)
- 30. September: Flemming Flindt, dänischer Balletttänzer und Choreograph († 2009)
- 30. September: Dieter Heistermann, deutscher Politiker († 2010)

### Oktober
- 01. Oktober: Lea Rosh, deutsche Fernsehjournalistin und Publizistin
- 01. Oktober: Inge Wettig-Danielmeier, deutsche Politikerin
- 02. Oktober: Lutz Zülicke, deutscher Chemiker
- 03. Oktober: Jerzy Gajek, polnischer Pianist und Musikpädagoge († 2017)
- 03. Oktober: Marylu Poolman, niederländische Schauspielerin († 2004)
- 03. Oktober: Steve Reich, US-amerikanischer Komponist
- 04. Oktober: Christopher Alexander, Architekt, Architekturtheoretiker und Buchautor († 2022)
- 04. Oktober: Gunther Arzt, deutscher Rechtswissenschaftler
- 04. Oktober: John Albert Knebel, US-amerikanischer Politiker
- 04. Oktober: Cynthia McLeod, surinamische Schriftstellerin
- 04. Oktober: Gustav Reingrabner, österreichischer evangelisch-lutherischer Theologe († 2025)
- 05. Oktober: Gérard Aygoui, französischer Fußballspieler († 2021)
- 05. Oktober: Richard Blystone, US-amerikanischer Journalist († 2018)
- 05. Oktober: Václav Havel, tschechischer Schriftsteller und Politiker († 2011)
- 05. Oktober: Dietmar Kamper, Philosoph, Schriftsteller und Kultursoziologe († 2001)
- 05. Oktober: Annerose Schmidt, deutsche Pianistin († 2022)
- 06. Oktober: Ephraim Silas Obot, nigerianischer Bischof († 2009)
- 06. Oktober: Paolo Savona, italienischer Wirtschaftswissenschaftler und Politiker
- 07. Oktober: Charles Dutoit, schweizerisch-kanadischer Dirigent
- 07. Oktober: Joanna Glass, kanadische Schriftstellerin
- 07. Oktober: František Oldřich Kinský, tschechisch-argentinischer Adliger († 2009)
- 08. Oktober: Henry König, deutscher Schauspieler († 2025)
- 08. Oktober: Alfons van Gelder, Richter am Bundesgerichtshof
- 09. Oktober: Nicole Croisille, französische Sängerin und Tänzerin († 2025)
- 09. Oktober: Jan Voss, deutscher Künstler
- 10. Oktober: Gerhard Ertl, deutscher Physiker, Nobelpreisträger Gerhard Ertl, 2008

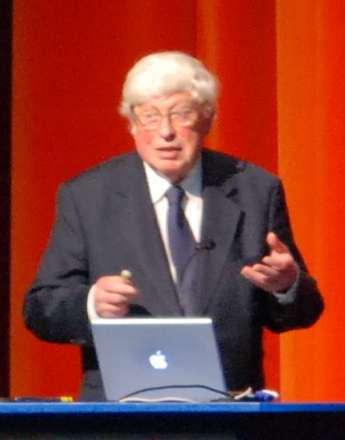
Gerhard Ertl, 2008

- 11. Oktober: Billy Higgins, US-amerikanischer Jazz-Schlagzeuger († 2001)
- 11. Oktober: Jürgen Mittelstraß, deutscher Philosoph
- 11. Oktober: Alberto Vázquez-Figueroa, spanischer Schriftsteller
- 12. Oktober: Inge Brück, deutsche Sängerin
- 12. Oktober: Frederick Nnabuenyi Ugonna, nigerianischer Linguist und Literaturwissenschaftler († 1990)
- 13. Oktober: Shlomo Aronson, israelischer Historiker († 2020)
- 13. Oktober: Hans Joachim Meyer, Minister für Bildung und Wissenschaft der DDR († 2024)
- 13. Oktober: Christine Nöstlinger, österreichische Schriftstellerin († 2018)
- 13. Oktober: Peter Schneck, deutscher Medizinhistoriker († 2018)
- 14. Oktober: Jürg Schubiger, Schweizer Psychologe und Schriftsteller († 2014)
- 15. Oktober: Michel Aumont, französischer Filmschauspieler († 2019)
- 15. Oktober: Ingo Richter, Professor für Pädiatrische Onkologie und Hämatologie, Mitbegründer der SPD in Mecklenburg-Vorpommern
- 16. Oktober: Klaus Ernst, deutscher Soziologe, Hochschullehrer und Diplomat
- 16. Oktober: Gerardo Gandini, argentinischer Komponist († 2013)
- 16. Oktober: Andrei Tschikatilo, sowjetischer Serienmörder († 1994)
- 16. Oktober: Renate Zimmermann, deutsche Organistin
- 18. Oktober: J. C. Moses, US-amerikanischer Jazz-Schlagzeuger († 1977)
- 18. Oktober: Jaime Ortega, Erzbischof von Havanna († 2019)
- 21. Oktober: Heidrun Hegewald, deutsche Malerin und Grafikerin
- 21. Oktober: Mahi Khennane, algerisch-französischer Fußballspieler und -trainer
- 21. Oktober: Barbara Raetsch, deutsche Malerin
- 22. Oktober: Jacques Berndorf, deutscher Journalist und Schriftsteller († 2022)
- 22. Oktober: Peter Cook, britischer Architekt und Autor
- 22. Oktober: Rolf Gleiter, deutscher Chemiker
- 23. Oktober: Jean-Pierre Hanrioud, französischer Automobilrennfahrer
- 22. Oktober: Wolfgang Sieg, deutscher Schriftsteller († 2015)
- 23. Oktober: Philip Kaufman, US-amerikanischer Regisseur und Drehbuchautor
- 23. Oktober: Hans Zehetmair, deutscher CSU-Politiker († 2022)
- 23. Oktober: HP Zimmer, deutscher Maler und Bildhauer († 1992)
- 24. Oktober: Jüri Arrak, estnischer Maler, Graphiker, Kunstschmied und Animationskünstler († 2022)
- 24. Oktober: Friedrich Blumenröhr, Richter am Bundesgerichtshof
- 24. Oktober: Jimmy Dawkins, US-amerikanischer Blues-Gitarrist († 2013)
- 24. Oktober: Rainer Kunad, deutscher Komponist († 1995)
- 24. Oktober: Bill Wyman, englischer Bassist, Mitglied der Rolling Stones
- 25. Oktober: Joaquín Pérez, mexikanischer Reiter († 2011)
- 26. Oktober: Hans Hubert Anton, deutscher Historiker († 2024)
- 26. Oktober: Al Casey, US-amerikanischer Gitarrist († 2006)
- 26. Oktober: Christiane Herzog, Journalistin und Gattin des Bundespräsidenten Roman Herzog († 2000)
- 26. Oktober: György Pauk, ungarischer Violinist († 2024)
- 27. Oktober: Dave Charlton, südafrikanischer Automobilrennfahrer († 2013)
- 28. Oktober: Nikolaus Aidelsburger, deutscher Politiker († 2012)
- 28. Oktober: Horst Antes, deutscher Maler
- 28. Oktober: Charlie Daniels, US-amerikanischer Rockmusiker († 2020)
- 28. Oktober: Carl Davis, US-amerikanischer Komponist († 2023)
- 28. Oktober: Juan Carlos Harriott, argentinischer Polospieler († 2023)
- 28. Oktober: Germán Trajano Pavón Puente, ecuadorianischer römisch-katholischer Bischof († 2025)
- 28. Oktober: Joe Spinell, US-amerikanischer Schauspieler († 1989)
- 30. Oktober: Polina Astachowa, ukrainische Turnerin († 2005)
- 30. Oktober: Dick Vermeil, US-amerikanischer American-Football-Trainer
- 31. Oktober: Michael Landon, US-amerikanischer Schauspieler († 1991) Michael Landon, 1990

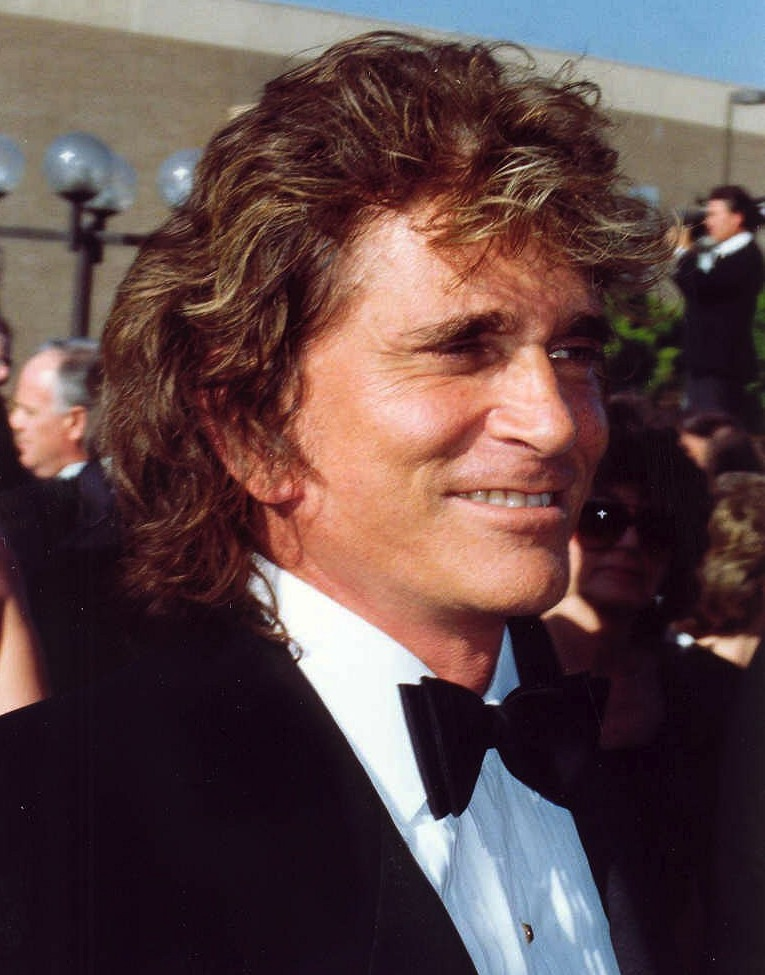
Michael Landon, 1990

- 31. Oktober: Nicolás de Jesús Kardinal López Rodríguez, Erzbischof von Santo Domingo
- 31. Oktober: Gawriil Popow, russischer Politiker, Oberbürgermeister von Moskau
- 31. Oktober: Rüdiger Rogge, Richter am Bundesgerichtshof

### November
- 02. November: Norbert Angermann, deutscher Historiker
- 02. November: Marta Casals Istomin, US-amerikanische Musikerin und Musikpädagogin
- 02. November: Gerhard Grill, deutscher Handballspieler († 2014)
- 02. November: Jack Starrett, US-amerikanischer Schauspieler († 1989)
- 03. November: Roy Emerson, australischer Tennisspieler
- 03. November: Paula Marosi, ungarische Fechterin († 2022)
- 04. November: Egon Evertz, deutscher Unternehmer, Automobilrennfahrer, Musiker und Schachspieler
- 04. November: Didier Ratsiraka, madagassischer Politiker († 2021)
- 05. November: Klaus Enderlein, deutscher Motorradrennfahrer († 1995)
- 05. November: Uwe Seeler, deutscher Fußballspieler und -manager († 2022) Uwe Seeler

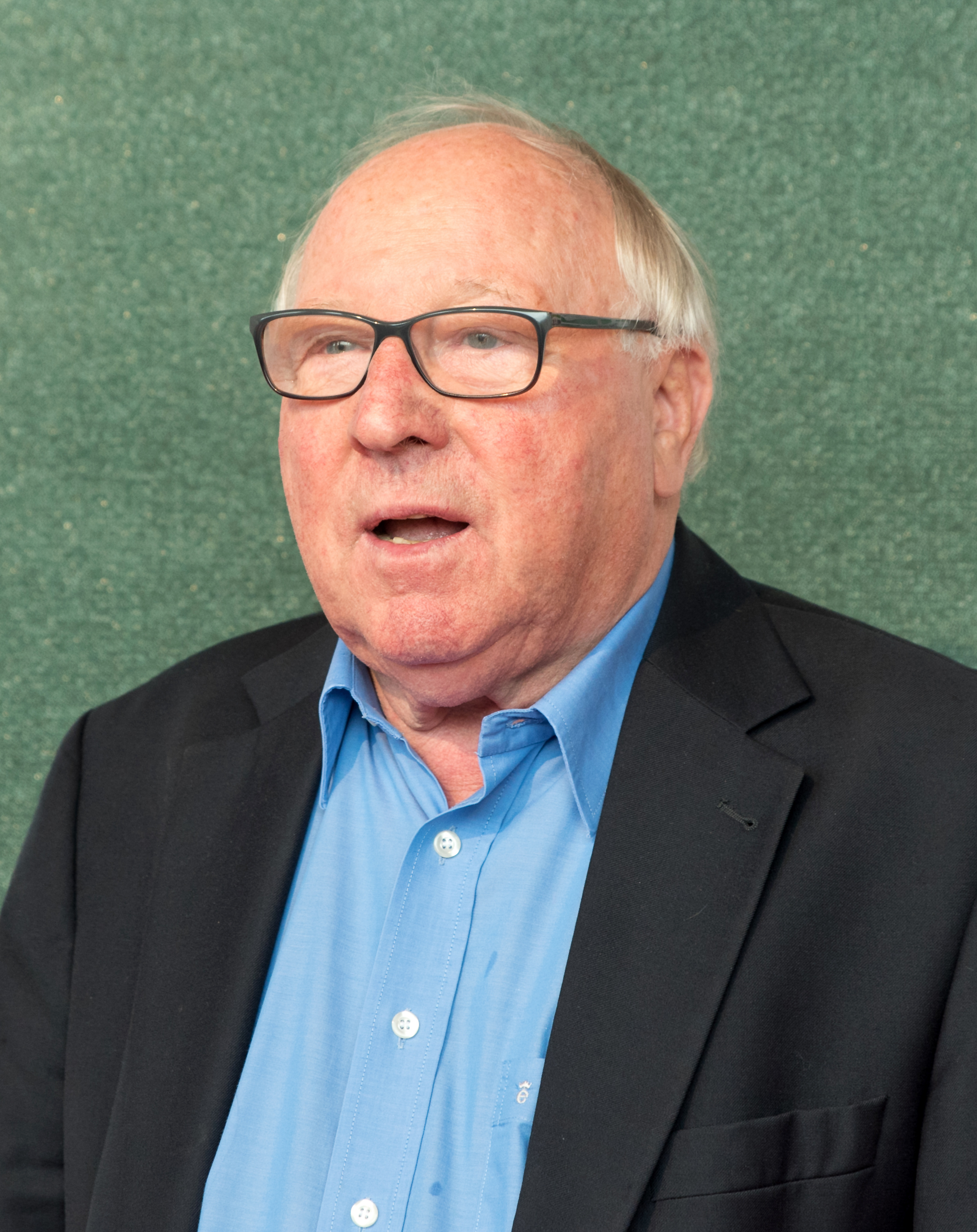
Uwe Seeler

- 06. November: Barbara Heller, deutsche Komponistin und Pianistin
- 06. November: Leonard Pietraszak, polnischer Schauspieler († 2023)
- 06. November: Heinz Rölleke, deutscher Philologe und Erzählforscher († 2023)
- 07. November: Al Attles, US-amerikanischer Basketballspieler und -trainer († 2024)
- 07. November: Guido Carlesi, italienischer Radrennfahrer († 2024)
- 07. November: Tserendonoin Sandschaa, mongolischer Ringer († 2019)
- 07. November: Roger Vangheluwe, belgischer Bischof
- 08. November: Klaus Borrmann, deutscher Forstmann, Heimatforscher und Autor
- 09. November: Conny Freundorfer, deutscher Tischtennisspieler († 1988)
- 09. November: Bob Graham, US-amerikanischer Politiker († 2024)
- 09. November: Michail Tal, lettisch-sowjetischer Schachspieler († 1992)
- 10. November: Claudio Barrientos, chilenischer Boxer († 1982)
- 12. November: Ingrid Holzhüter, deutsche Politikerin († 2009)
- 12. November: Tamas Ungvary, ungarisch-schwedischer Dirigent, Komponist und Musikpädagoge († 2024)
- 13. November: Dacia Maraini, italienische Schriftstellerin
- 14. November: Carey Bell, US-amerikanischer Blues-Musiker († 2007)
- 14. November: Horst Blanck, deutscher Archäologe († 2010)
- 14. November: Rubén Héctor Sosa, argentinischer Fußballspieler († 2008)
- 15. November: Wolf Biermann, deutscher Liedermacher

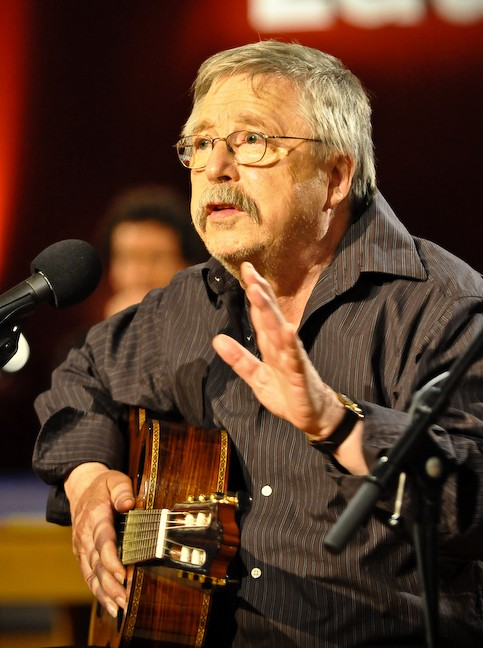
Wolf Biermann, 2008

- 16. November: Skip Barber, US-amerikanischer Automobilrennfahrer
- 16. November: Isaac Berger, US-amerikanischer Gewichtheber († 2022)
- 16. November: Gian Paolo Dallara, italienischer Automobilkonstrukteur und Unternehmer
- 16. November: Adrian Leo Doyle, australischer römisch-katholischer Bischof
- 16. November: Antonio Gades, spanischer Tänzer, Choreograf († 2004)
- 16. November: John Moore, australischer Politiker († 2025)
- 16. November: Gudrun Ritter, deutsche Film- und Theaterschauspielerin
- 17. November: Dalia Rabikovich, israelische Dichterin und Friedensaktivistin († 2005)
- 18. November: Ennio Kardinal Antonelli, Erzbischof von Florenz
- 18. November: Don Cherry, Jazzmusiker († 1995)
- 19. November: Dick Cavett, US-amerikanischer Talkshow-Moderator und Filmschauspieler
- 19. November: Michel Decoust, französischer Komponist
- 19. November: Yuan T. Lee, taiwanischer Chemiker
- 20. November: Don DeLillo, US-amerikanischer Schriftsteller
- 20. November: Florian Scheck, deutscher Physiker († 2024)
- 21. November: James DePreist, US-amerikanischer Dirigent und Musikpädagoge († 2013)
- 22. November: Edgar Augustin, deutscher Bildhauer und Zeichner († 1996)
- 22. November: Karlheinz Stierle, deutscher Romanist und Literaturwissenschaftler
- 22. November: Hans Zender, deutscher Dirigent und Komponist († 2019)
- 23. November: Jimmy Evans, US-amerikanischer Rockabilly-Musiker († 2011)
- 23. November: Roswitha Trexler, deutsche Sängerin (Sopran, Mezzosopran)
- 24. November: Gisela Fritsch, deutsche Schauspielerin und Synchronsprecherin († 2013)
- 24. November: Jan Netopilík, tschechoslowakischer Leichtathlet († 2022)
- 25. November: William McIlvanney, britischer Schriftsteller († 2015)
- 25. November: Stephen Raskovy, australischer Ringer († 2021)
- 26. November: Freimut Duve, deutscher Publizist und Politiker († 2020)
- 28. November: Théodore-Adrien Kardinal Sarr, Erzbischof von Dakar

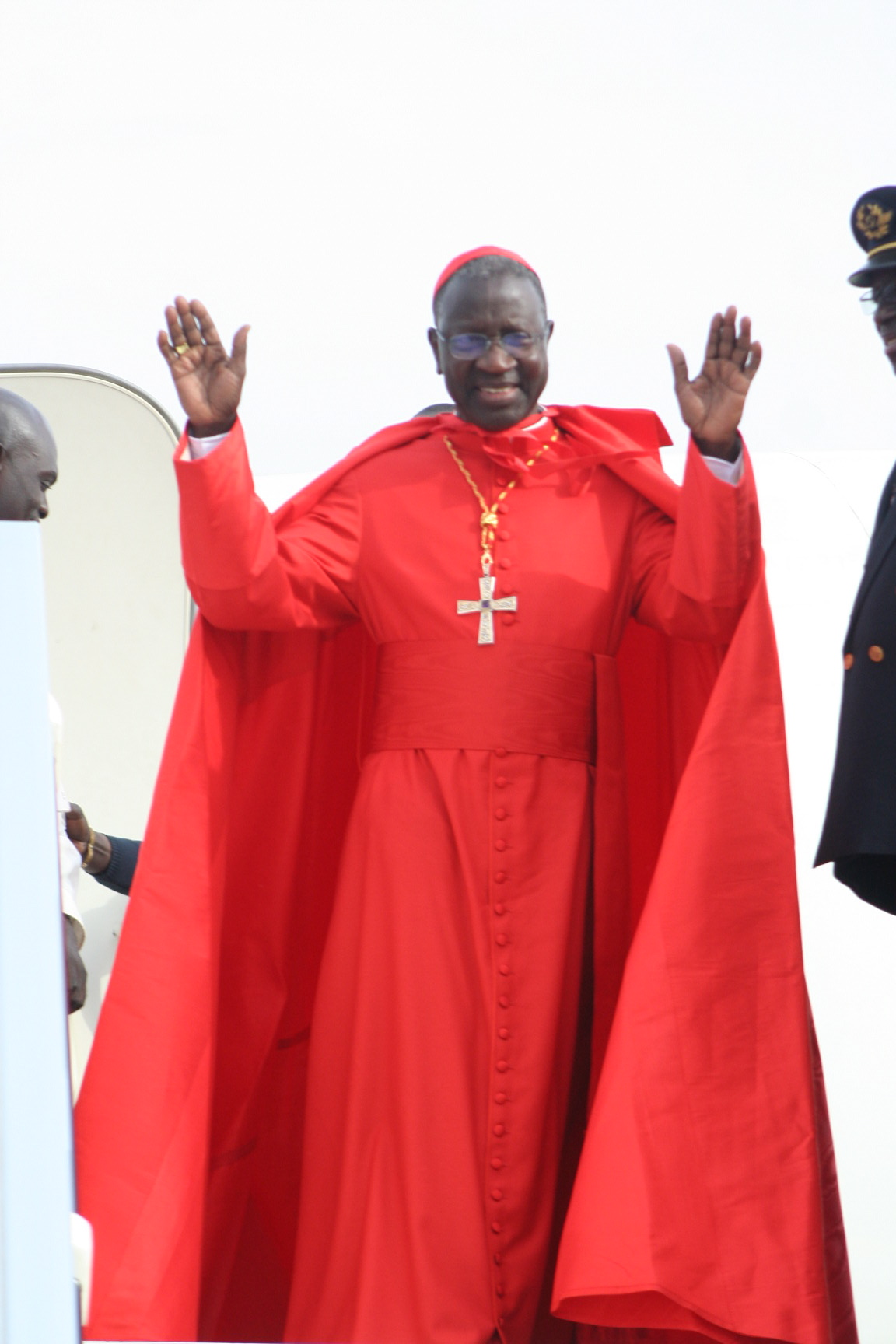
Théodore-Adrien Kardinal Sarr (2008)

- 28. November: Philippe Sollers, französischer Schriftsteller († 2023)
- 29. November: Davide Anzaghi, italienischer Komponist und Hochschullehrer
- 29. November: Burkhard Malich, deutscher Schachgroßmeister
- 29. November: Gerti Tetzner, deutsche Schriftstellerin
- 30. November: Dmitri Wiktorowitsch Anossow, russischer Mathematiker († 2014)
- 30. November: Tulsidas Balaram, indischer Fußballspieler († 2023)
- 30. November: Arndt Bause, deutscher Komponist († 2003)
- 30. November: Abbie Hoffman, US-amerikanischer Sozial-Aktivist († 1989)
- 30. November: Lucha Villa, mexikanische Sängerin und Schauspielerin

### Dezember
- 01. Dezember: Günter Hannstein, deutscher Brigadegeneral († 2019)
- 01. Dezember: Akira Kubo, japanischer Schauspieler
- 01. Dezember: Klaus Manchen, deutscher Schauspieler und Hörspielsprecher († 2024)
- 01. Dezember: Rudolf Reibold, deutscher Brigadegeneral, stellvertretender Leiter des Militärischen Abschirmdienstes
- 01. Dezember: Peter Sutcliffe, britischer Automobilrennfahrer und Unternehmer
- 02. Dezember: Peter Michael Braun, deutscher Komponist († 2019)
- 02. Dezember: Peter Duesberg, deutscher Virologe
- 03. Dezember: John Arpin, kanadischer Komponist, Pianist, Musiker, Arrangeur und Entertainer († 2007)
- 03. Dezember: Lothar Gall, deutscher Historiker († 2024)
- 04. Dezember: John Giorno, US-amerikanischer Performancekünstler und Poet († 2019)
- 04. Dezember: Katharina Lind,  deutsche Schauspielerin
- 04. Dezember: Michiko Yamamoto, japanische Schriftstellerin
- 05. Dezember: Lewis Nkosi, südafrikanischer Schriftsteller († 2010)
- 06. Dezember: Heinz Hergert, deutscher Fußballspieler
- 07. Dezember: Oleksandr Scharkowskyj, ukrainischer Mathematiker († 2022)
- 08. Dezember: Maja Beutler, Schweizer Schriftstellerin und Dramatikerin († 2021)
- 08. Dezember: David Carradine, US-amerikanischer Schauspieler († 2009)
- 08. Dezember: Marian Leszczyński, polnischer Ruderer († 2020)
- 08. Dezember: Helmut Markwort, deutscher Journalist
- 09. Dezember: Abraham B. Jehoshua, israelischer Schriftsteller († 2022)
- 09. Dezember: Emile Aiti Waro Leru’a, kongolesischer Altbischof von Isiro-Niangara
- 10. Dezember: Ara Baliozian, armenischer Schriftsteller († 2019)
- 10. Dezember: Radomir Damnjanović, jugoslawischer Maler und Body-Art-Künstler († 2025)
- 10. Dezember: Thor Helland, norwegischer Mittel- und Langstreckenläufer († 2021)
- 11. Dezember: Hans van den Broek, niederländischer Politiker († 2025)
- 11. Dezember: Erich Hagen, deutscher Radsportler († 1978)
- 12. Dezember: Iolanda Balaș, rumänische Hochspringerin († 2016)
- 12. Dezember: Hans Fischer, deutscher Motorradrennfahrer († 2008)
- 13. Dezember: Karim Aga Khan IV., Oberhaupt (49. Imam) der Ismailiten († 2025)
- 14. Dezember: Robert A. Parker, US-amerikanischer Astronaut
- 15. Dezember: Joe D’Amato, italienischer Filmregisseur († 1999)
- 15. Dezember: Christine Ostermayer, österreichische Schauspielerin
- 15. Dezember: Eddie Palmieri, US-amerikanischer Sänger, Pianist und Orchesterleiter († 2025)
- 16. Dezember: Christoph Anders, deutscher Politiker
- 16. Dezember: Elisabeth Kopp, Schweizer Politikerin († 2023)
- 16. Dezember: René Ligonnet, französischer Automobilrennfahrer
- 17. Dezember: Jorge Mario Bergoglio, unter dem Namen Franziskus Papst († 2025)
- 17. Dezember: Klaus Kinkel, deutscher Politiker, Justizminister, Außenminister († 2019) Klaus Kinkel, 2005

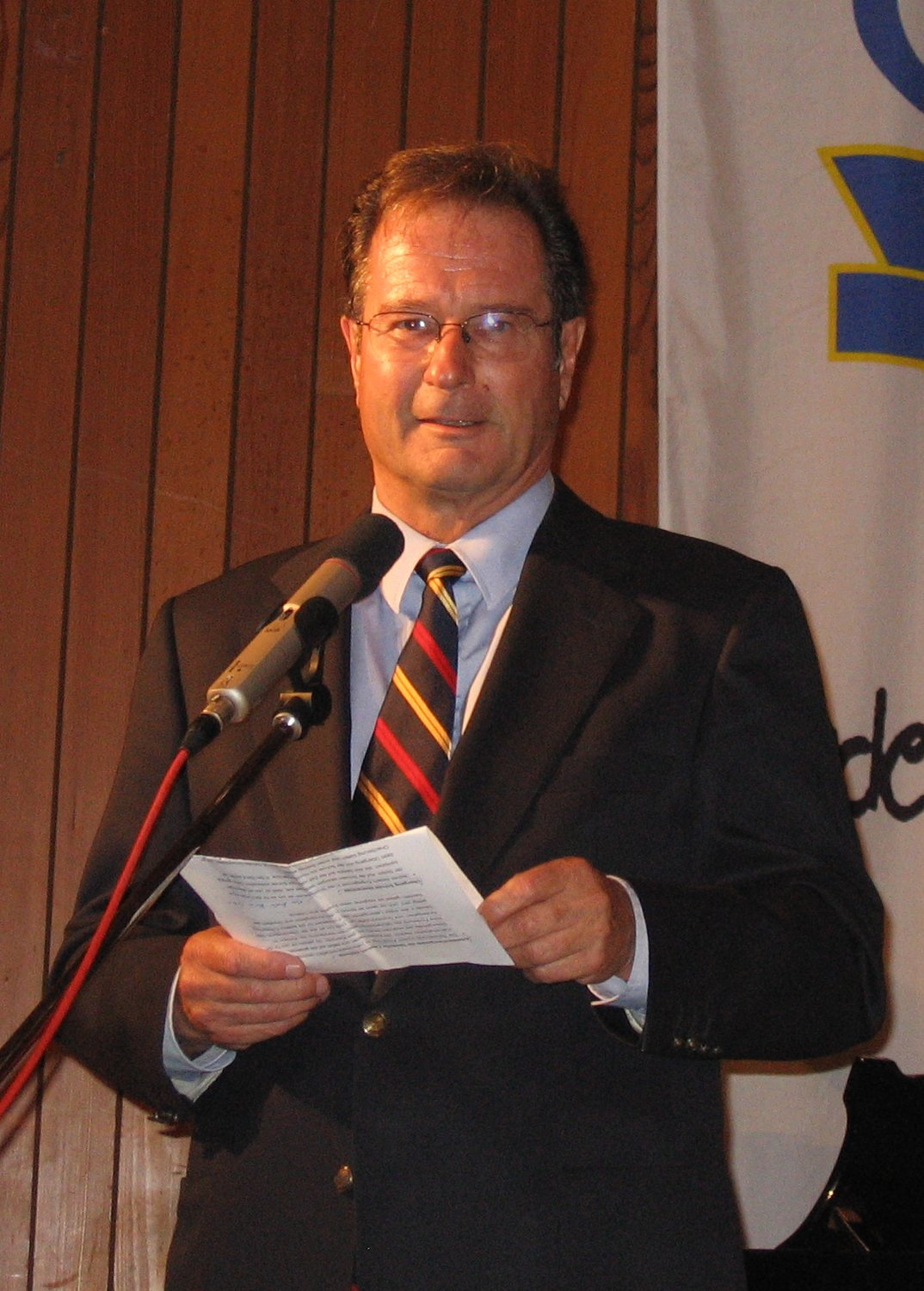
Klaus Kinkel, 2005

- 17. Dezember: Tommy Steele, britischer Sänger, Schauspieler und Entertainer
- 18. Dezember: Barbara Buhl, deutsche Richterin († 2025)
- 19. Dezember: Remy A. Presas, philippinischer Kampfkunst-Trainer († 2001)
- 21. Dezember: Éric Gaudibert, schweizerischer Komponist und Musikpädagoge († 2012)
- 21. Dezember: Hershel W. Gober, US-amerikanischer Politiker († 2024)
- 21. Dezember: John Webb, britischer Geher († 2022)
- 22. Dezember: Hector Elizondo, puerto-ricanischer Schauspieler
- 23. Dezember: Willie Wood, US-amerikanischer American-Football-Spieler († 2020)
- 24. Dezember: Chris McGregor, südafrikanischer Pianist, Komponist und Bandleader († 1990)
- 25. Dezember: Jo de Haan, niederländischer Radrennfahrer († 2006)
- 25. Dezember: Ismail Merchant, indisch-britischer Filmproduzent († 2005)
- 25. Dezember: Prinzessin Alexandra, britische Adlige
- 25. Dezember: Christel Schulze, deutsche Sängerin
- 26. Dezember: Trevor Taylor, britischer Automobilrennfahrer († 2010)
- 27. Dezember: Carlos Blixen, uruguayischer Basketballspieler († 2022)
- 27. Dezember: James Christopher Harrison, australischer Blutspender († 2025)
- 27. Dezember: Martin Wienbeck, deutscher Gastroenterologe († 2005)
- 28. Dezember: Jim McDermott, US-amerikanischer Psychiater und Politiker
- 28. Dezember: Engelbert Obernosterer, österreichischer Schriftsteller
- 29. Dezember: Anthony Buck, britischer Ringer († 2021)
- 29. Dezember: Ray Nitschke, US-amerikanischer American-Football-Spieler († 1998)
- 29. Dezember: Jo Pestum, deutscher Schriftsteller und Filmautor († 2020)
- 29. Dezember: Wolfgang Rumpf, deutscher Forstmann und Politiker († 2006)
- 29. Dezember: Mary Tyler Moore, US-amerikanische Schauspielerin und Komödiantin († 2017)
- 30. Dezember: Joe Buzzetta, US-amerikanischer Automobilrennfahrer († 2023)
- 31. Dezember: William French Anderson, US-amerikanischer Arzt, Gentechniker und Molekular-Biologe
- 31. Dezember: Siw Malmkvist, schwedische Schlagersängerin

### Genaues Geburtsdatum unbekannt
- Gerard J. M. van den Aardweg, niederländischer Psychologe und Psychoanalytiker
- Ahmed Abdou, Premierminister der Komoren
- Muhammad Amin Muhammad Ahmad, kurdischer Politiker
- Dieter Arnold, deutscher Ägyptologe
- Francisco Asensi, spanischer Schriftsteller († 2013)
- Ali Askari, kurdischer Guerillaführer und Politiker († 1978)

Tariq Aziz

- Tariq Aziz, irakischer Politiker († 2015)
- Józef Brejza, polnischer Hornist
- William Hodson Brock, britischer Chemiker († 2025)
- Craig Fisher, kanadischer Automobilrennfahrer († 2018)
- Maria Grevesmühl, deutsche Violinistin und Hochschuldozentin († 1996)
- Eugen Schönebeck, deutscher Maler
- Melaku Worede, äthiopischer Genetiker und Biologe († 2023)

## Gestorben

### Januar/Februar
- 02. Januar: Harry B. Smith, US-amerikanischer Lyriker und Librettist (* 1860)
- 03. Januar: Friedrich Losch, deutscher Pfarrer und Heimatforscher (* 1860)
- 06. Januar: Louise Bryant, US-amerikanische Journalistin und Autorin (* 1885)
- 06. Januar: Nicolae Gropeanu, rumänischer Maler (* 1863)
- 11. Januar: Ikuta Chōkō, japanischer Literaturkritiker und Übersetzer (* 1882)
- 12. Januar: Léon Fabert, französischer Automobilrennfahrer (* 1881)
- 13. Januar: Gabriel Veyre, französischer Filmschaffender (* 1871)
- 16. Januar: Oskar Barnack, deutscher Feinmechaniker (* 1879)

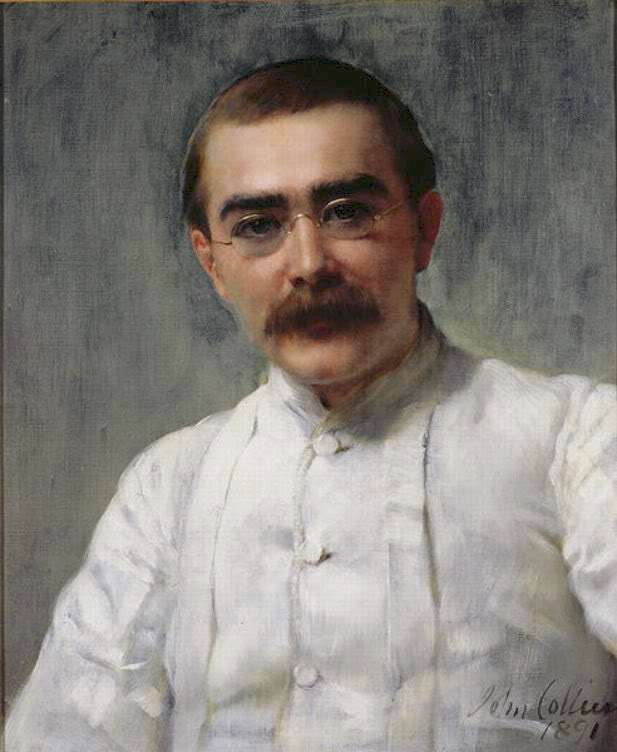
Rudyard Kipling

- 18. Januar: Rudyard Kipling, britischer Schriftsteller, Journalist und Nobelpreisträger (* 1865)
- 19. Januar: Gonzalo Carrasco Espinosa, mexikanischer Geistlicher und religiöser Maler (* 1859)

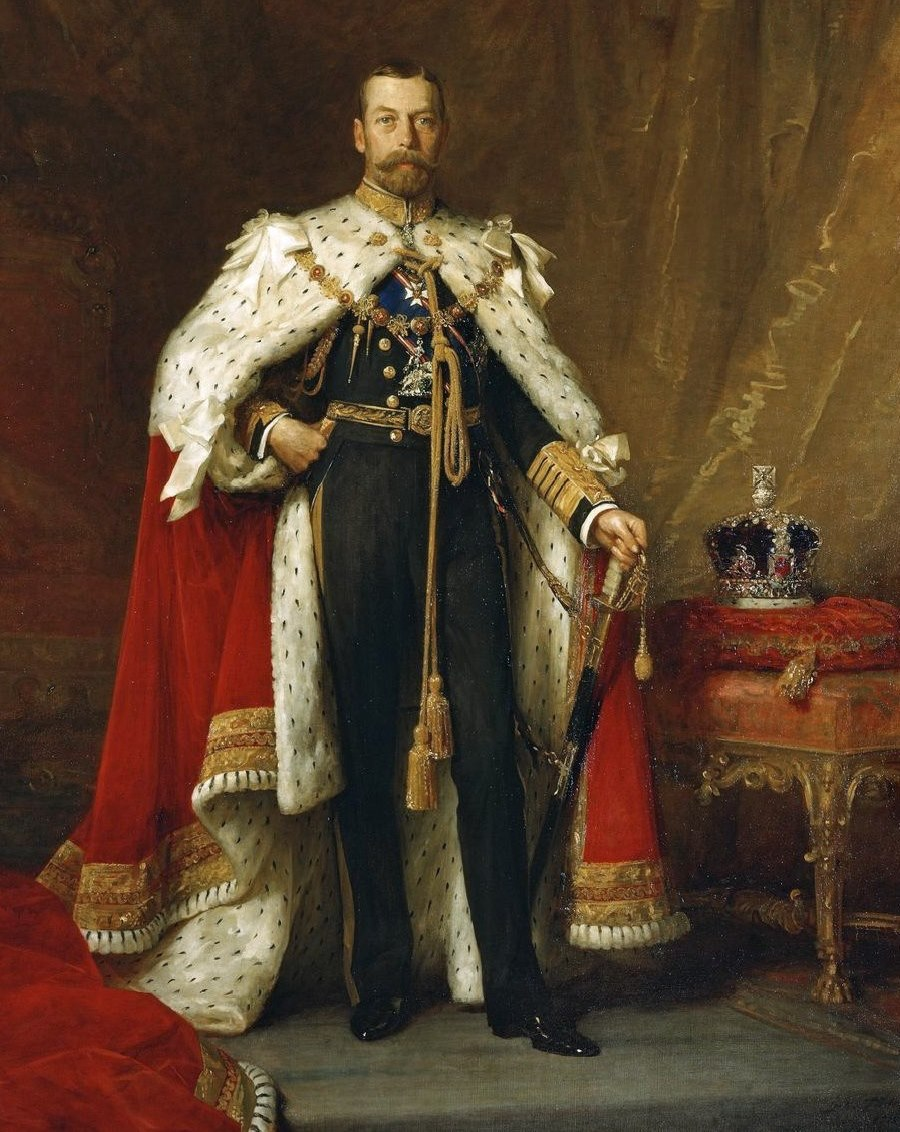
George V.

- 20. Januar: George V., König von Großbritannien und Irland/Nordirland sowie Kaiser von Indien (* 1865)
- 22. Januar: Louis Glass, dänischer Komponist (* 1864)
- 25. Januar: Edmond Aman-Jean, französischer Maler (* 1858)
- 28. Januar: Oscar K. Allen, US-amerikanischer Politiker (* 1882)
- 29. Januar: Joe Delahanty, US-amerikanischer Baseballspieler (* 1875)
- 31. Januar: Henri-Gabriel Ibels, französischer Maler, Graphiker und Autor (* 1867)
- 31. Januar: Eva Stort, deutsche Landschaftsmalerin (* 1855)
- 04. Februar: Wilhelm Gustloff, Nationalsozialist (* 1895)
- 04. Februar: Rudolf Heydel, deutscher Automobilrennfahrer (* 1912)
- 04. Februar: Hugo Krabbe, niederländischer Staatsrechtler (* 1857)
- 07. Februar: O. P. Heggie, australischer Schauspieler (* 1877)
- 10. Februar: Roy D. Chapin, US-amerikanischer Unternehmer und Politiker (* 1880)
- 10. Februar: May French Sheldon, US-amerikanische Forschungsreisende und Autorin (* 1847)
- 12. Februar: Ibra Charles Blackwood, US-amerikanischer Politiker (* 1878)
- 14. Februar: Karl Ludwig Hampe, deutscher Mediävist (* 1869)
- 18. Februar: Carl Peters, Kölner Unternehmer (* 1868)
- 20. Februar: Victor H. Metcalf, US-amerikanischer Politiker (* 1853)
- 20. Februar: Max Schreck, deutscher Schauspieler (* 1879)
- 24. Februar: Gotthold Anders, deutscher Politiker (* 1857)
- 26. Februar: Antonio Scotti, italienischer Sänger (Bariton) (* 1866)
- 24. Februar: Albert Ritchie, US-amerikanischer Politiker (* 1876)
- 27. Februar: Joshua W. Alexander, US-amerikanischer Politiker (* 1852)
- 27. Februar: Iwan Pawlow, russischer Physiologe, Nobelpreisträger (* 1849)
- 28. Februar: Charles Nicolle, französischer Arzt und Mikrobiologe (* 1866)

### März/April
- 03. März: Theodor Albin Findeisen, deutscher Kontrabassist und Pädagoge (* 1881)
- 04. März: Ruben Liljefors, schwedischer Komponist (* 1871)
- 04. März: Eduard Zarncke, deutscher Altphilologe (* 1857)
- 05. März: Friedrich Wilhelm Ruhfus, deutscher Buchdrucker, Unternehmer und Verleger (* 1839)
- 06. März: Bertha von Tarnóczy, österreichische Malerin und Kunstpädagogin (* 1846)
- 08. März: Rudolf Much, österreichischer Germanist und Skandinavist (* 1862)
- 09. März: Sidney Johnston Catts, US-amerikanischer Politiker (* 1863)
- 09. März: Franz Philip Hosp, deutschamerikanischer Landschaftsgärtner und Baumschuler (* 1853)
- 09. März: Eduard Stucken, deutscher Schriftsteller (* 1865)
- 09. März: Sri Yukteswar, indischer Yogi und Guru (* 1855)
- 10. März: Peter Emil Isler, Schweizer Politiker (FDP) (* 1851)
- 11. März: Yumeno Kyūsaku, japanischer Schriftsteller (* 1889)
- 12. März: Félix Granet, französischer Politiker (* 1849)
- 15. März: John Scott Haldane, englischer Physiologe (* 1860)
- 17. März: Jules Breitenstein, Schweizer evangelischer Geistlicher und Hochschullehrer (* 1873)
- 18. März: Eleftherios Venizelos, griechischer Politiker und Regierungschef (* 1864)
- 24. März: Rosa Krüger, deutsche Blumen- und Interieurmalerin (* 1861)
- 24. März: Makino Shin’ichi, japanischer Schriftsteller (* 1896)
- 25. März: Edmond Bourlier, französischer Autorennmobilfahrer (* 1895)
- 26. März: Adolf II., Fürst zu Schaumburg-Lippe (* 1883)
- 29. März: Hans Osten, deutscher Kaufmann und Astronom (* 1875)
- 30. März: Karel Hoffmann, tschechischer Geiger und Musikpädagoge (* 1872)
- 30. März: Fritz Liebrich, Schweizer Lehrer und Schriftsteller in Mundart (* 1879)
- 02. April: William Louis Abbott, US-amerikanischer Arzt, Naturforscher und Ornithologe (* 1860)
- 02. April: Friedrich Stolz, deutscher Chemiker (* 1860)
- 03. April: Armando Quezada Acharán, chilenischer Politiker und Wirtschaftswissenschaftler (* 1873)
- 06. April: John Hammill, US-amerikanischer Politiker (* 1875)
- 07. April: Hans Steffen, deutscher Geograph (* 1865)

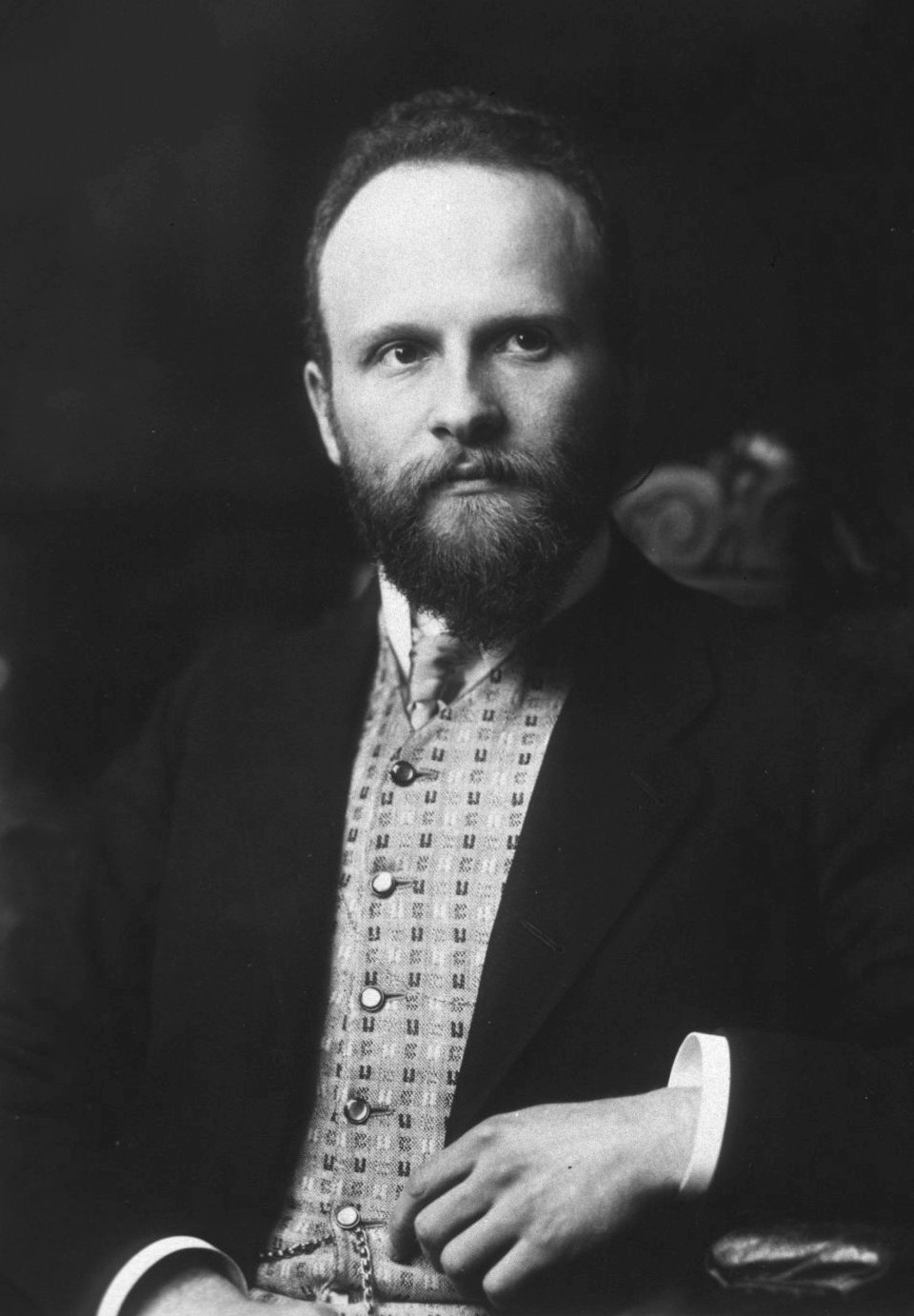
Robert Bárány

- 08. April: Robert Bárány, ungarischer Mediziner und Neurochemiker (* 1876)
- 09. April: Ferdinand Tönnies, Soziologe, Nationalökonom und Philosoph (* 1855)
- 11. April: Karl Schell, schweizerischer Komponist, Dirigent und Organist (* 1864)
- 14. April: Georg Wiegner, deutscher Agrikulturchemiker und Bodenkundler (* 1883)
- 15. April: Hilda Sehested, dänische Pianistin und Komponistin (* 1858)
- 17. April: Fritz Hommel, deutscher Orientalist (* 1854)
- 17. April: Julius Spengel, deutscher Komponist, Dirigent und Pianist (* 1853)
- 18. April: Ottorino Respighi, italienischer Komponist (* 1879)
- 27. April: Karl Pearson, englischer Mathematiker (* 1857)
- 28. April: Otto Arendt, deutscher Publizist und Politiker (* 1854)
- 28. April: Fu'ād I., König von Ägypten (* 1868)
- 30. April: Oran Pape, US-amerikanischer American-Football-Spieler (* 1904)

### Mai/Juni
- 02. Mai: Robert Michels, deutscher Soziologe (* 1876)
- 07. Mai: Emil Kränzlein, Fabrikant (* 1850)
- 08. Mai: Oswald Spengler, deutscher Geschichtsphilosoph und Kulturhistoriker (* 1880)
- 14. Mai: Edmund Allenby, 1. Viscount Allenby, britischer Soldat und Hochkommissar von Ägypten (* 1861)
- 16. Mai: Albert Nikolajewitsch Benois, russischer Maler (* 1852)
- 16. Mai: Julius Schreck, Anhänger der NS-Bewegung (* 1898)
- 17. Mai: Len Small, US-amerikanischer Politiker (* 1862)
- 20. Mai: Luis Andreoni, italienischer Ingenieur und Architekt (* 1853)
- 25. Mai: Ján Levoslav Bella, slowakischer Komponist (* 1843)
- 27. Mai: Anton Schmutzer, österreichischer Musiker und Komponist (* 1864)
- 28. Mai: Bertha Pappenheim, Frauenrechtlerin und Sozialarbeiterin (* 1859)
- 03. Juni: Abram Andrew, US-amerikanischer Politiker (* 1873)
- 04. Juni: Mathilde Verne, englische Pianistin und Musikpädagogin (* 1865)
- 05. Juni: Luigi Forino, italienischer Cellist und Musikpädagoge (* 1868)
- 10. Juni: Marcel Chailley, französischer Geiger und Musikpädagoge (* 1881)
- 12. Juni: Karl Kraus, österreichischer Schriftsteller (* 1874)
- 13. Juni: Marie-Louise Bouglé, französische Feministin (* 1883)
- 14. Juni: G. K. Chesterton, britischer Schriftsteller (* 1874)
- 14. Juni: Hans Poelzig, deutscher Maler und Architekt (* 1869)
- 15. Juni: Hans Böttcher, deutscher Rundfunkpionier, Hörspielregisseur und -sprecher (* 1898)
- 17. Juni: Henry Le Chatelier, französischer Chemiker, Metallurge und Physiker (* 1850)
- 17. Juni: Duncan U. Fletcher, US-amerikanischer Politiker (* 1859)
- 18. Juni: Maxim Gorki, russischer Dichter (* 1868)
- 18. Juni: Heinrich Lersch, deutscher Arbeiterdichter (* 1889)
- 18. Juni: Edith Miller, kanadische Sängerin (* 1875)
- 19. Juni: Toni Babl, deutscher Motorradrennfahrer (* 1906)
- 21. Juni: Matthias Auckenthaler, österreichischer Alpinist (* 1906)
- 22. Juni: Moritz Schlick, einer der Begründer des logischen Empirismus (* 1882)
- 26. Juni: Christiaan Snouck Hurgronje, niederländischer Arabist und Islamkundiger (* 1857)
- 27. Juni: Suzuki Miekichi, japanischer Roman- und Kinderbuchautor (* 1882)
- 27. Juni: Bernard Rubin, britischer Automobilrennfahrer (* 1896)
- 28. Juni: Alexander Berkman, Anarchist und Schriftsteller (* 1870)
- 28. Juni: Archibald Hunter, britischer General (* 1856)

### Juli/August
- 03. Juli: Štefan Lux, tschechoslowakischer Künstler und Journalist (* 1887)
- 07. Juli: Georgi Wassiljewitsch Tschitscherin, russischer Politiker und Außenminister (* 1872)
- 08. Juli: Friedrich Maurer, deutscher Mediziner (* 1859)
- 12. Juli: Auguste Adib Pacha, libanesischer Politiker (* 1859)
- 13. Juli: José Calvo Sotelo, spanischer Minister (* 1893)
- 15. Juli: Charles-Henri-Joseph Binet, Erzbischof von Besançon und Kardinal (* 1869)
- 16. Juli: Richard L. Murphy, US-amerikanischer Politiker (* 1875)
- 19. Juli: Marcel Lehoux, französischer Automobilrennfahrer (* 1888 oder 1889)
- 19. Juli: Hans Winkler, deutscher Motorradrennfahrer (* 1898)
- 20. Juli: Francisco Ascaso, spanischer Anarchist (* 1901)
- 20. Juli: José Sanjurjo, spanischer General (* 1872)
- 20. Juli: Arthur Whiting, US-amerikanischer Komponist, Organist und Pianist (* 1861)
- 22. Juli: Toni Kurz, deutscher Bergsteiger (* 1913)
- 24. Juli: Georg Michaelis, deutscher Jurist und Politiker (* 1857)
- 25. Juli: Heinrich Rickert, deutscher Philosoph (* 1863)
- 30. Juli: Wilhelm Baldensperger, französischer evangelischer Theologe (* 1856)
- 02. August: Louis Blériot, französischer Luftfahrtpionier (* 1872)
- 02. August: Maurice Harvey, britischer Automobilrennfahrer (* 1895)
- 04. August: Henry Schoenefeld, US-amerikanischer Komponist (* 1857)
- 05. August: Jennie Augusta Brownscombe, US-amerikanische Malerin, Designerin, Radiererin und Illustratorin (* 1850)
- 06. August: Willi Ostermann, deutscher Liedermacher und Karnevalist (* 1876)
- 09. August: Máximo Arrates Boza, panamaischer Komponist (* 1859)
- 10. August: Emery J. San Souci, US-amerikanischer Politiker (* 1857)
- 11. August: Blas Infante, spanischer Politiker, Schriftsteller, Historiker und Musikwissenschaftler (* 1885)
- 14. August: Nicolae Berechet, rumänischer Boxer (* 1915)
- 15. August: Grazia Deledda, italienische Schriftstellerin (* 1871)
- 15. August: Stanisław Niewiadomski, polnischer Komponist, Dirigent, Musikpädagoge und -kritiker (* 1859)
- 16. August: Ralph Scott, US-amerikanischer American-Football-Spieler und -Trainer (* 1894)
- 17. August: John Avena, US-amerikanischer Krimineller (* 1893)
- 17. August: Haldis Halvorsen, norwegische Opernsängerin (* 1889)
- 18. August: Albertus Antonie Nijland, niederländischer Astronom (* 1868)
- 19. August: William Agnew, schottischer Fußballspieler und -trainer (* 1880)

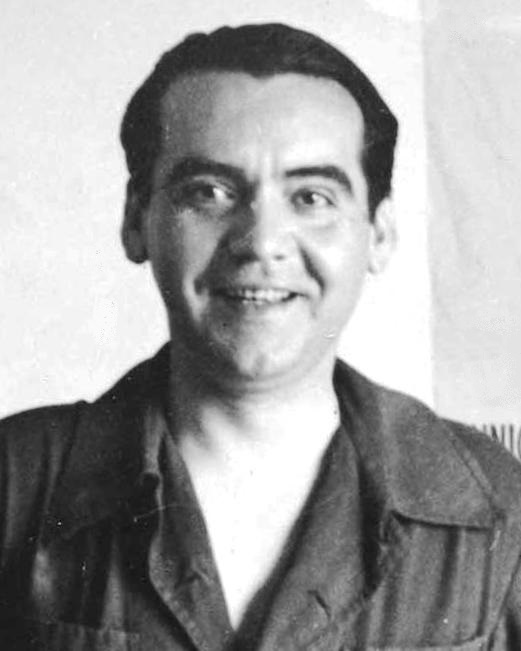
García Lorca 1932

- 19. August: Federico García Lorca, spanischer Schriftsteller (* 1898)
- 20. August: Eduard Arning, deutsch-englischer Dermatologe und Lepraforscher (* 1855)
- 22. August: Floyd B. Olson, US-amerikanischer Politiker (* 1891)
- 23. August: Juliette Adam, französische Schriftstellerin, Polemikerin, republikanische Salonnière und Frauenrechtlerin (* 1836)
- 25. August: Lew Kamenew, sowjetischer Politiker, Opfer des stalinistischen Terrors (* 1883)
- 25. August: Grigori Sinowjew, sowjetischer Politiker, Opfer des stalinistischen Terrors (* 1883)
- 25. August: Iwan Smirnow, sowjetischer Politiker, Opfer des stalinistischen Terrors (* 1881)
- 27. August: George Henry Dern, US-amerikanischer Politiker (* 1872)
- 30. August: Albert Schneider, deutscher Motorradrennfahrer (* 1900)
- 31. August: William F. Whiting, US-amerikanischer Politiker (* 1864)

### September/Oktober
- 02. September: Charles A. Rawson, US-amerikanischer Politiker (* 1867)
- 05. September: Federico Borrell García, republikanischer Soldat im Spanischen Bürgerkrieg (* 1912)
- 06. September: Cornelius Osten, deutscher Kaufmann und Botaniker (* 1863)
- 07. September: Victor Franke, deutscher Kommandeur (* 1866)
- 12. September: Hermann Hirt, deutscher Indogermanist (* 1865)
- 13. September: Magnus Johnson, US-amerikanischer Politiker (* 1871)
- 14. September: Irving Thalberg, US-amerikanischer Filmproduzent (* 1899)
- 15. September: Adolf Schenck, deutscher Geograph und Botaniker (* 1857)
- 16. September: Karl Buresch, Rechtsanwalt und christlichsozialer Politiker (* 1878)
- 18. September: Konrad Burdach, deutscher Germanist (* 1859)
- 21. September: Antoine Meillet, französischer Sprachwissenschaftler (* 1866)
- 28. September: Hans Affolter, Schweizer Jurist und Politiker (SP) (* 1870)
- 29. September: Alfonso Carlos de Borbón, carlistischer Thronprätendent in Spanien und Frankreich (* 1849)
- 30. September: Karl Eschweiler, deutscher katholischer Theologe und Religionsphilosoph (* 1886)
- 06. Oktober: Charles Edward Adams, US-amerikanischer Politiker (* 1867)
- 06. Oktober: Gyula Gömbös, ungarischer General, Politiker und Ministerpräsident (* 1886)
- 08. Oktober: Ahmed Tevfik Pascha, letzter Großwesir des Osmanischen Reiches (* 1845)
- 09. Oktober: Otto Behaghel, deutscher Germanist (* 1854)
- 09. Oktober: Emil Artur Longen, tschechischer Regisseur, Dramaturg, Maler, Autor (* 1885)
- 09. Oktober: Friedrich von Oppeln-Bronikowski, deutscher Schriftsteller und Kulturhistoriker (* 1873)
- 12. Oktober: Benno von Achenbach, Begründer der deutschen Kutschfahrkunst (* 1861)
- 17. Oktober: Joseph Ambühl, Schweizer Bischof von Basel (* 1873)
- 19. Oktober: Lu Xun, chinesischer Schriftsteller (* 1881)
- 26. Oktober: Rodney Heath, australischer Tennisspieler (* 1884)
- 29. Oktober: Otto Immisch, deutscher Altphilologe (* 1862)
- 30. Oktober: Jafar Pascha al-Askari, osmanischer Offizier (* 1885)
- 30. Oktober: Ferdynand Ruszczyc, polnischer Maler (* 1870)
- 30. Oktober: Franz von Segesser von Brunegg, Schweizer römisch-katholischer Geistlicher und Pädagoge (* 1854)
- 30. Oktober: Hildegard Voigt, deutsche Schriftstellerin (* 1856)

### November/Dezember
- 01. November: Lucia True Ames Mead, US-amerikanische Pazifistin und Feministin (* 1856)
- 02. November: Martin Lowry, britischer Chemiker (* 1874)
- 04. November: Etkar André, Politiker (KPD) und Antifaschist (* 1894)
- 05. November: Nathan E. Kendall, US-amerikanischer Politiker (* 1868)
- 06. November: Littleton Groom, australischer Politiker (* 1867)
- 17. November: Roger Salengro, französischer Politiker (* 1890)
- 17. November: Ernestine Schumann-Heink, österreichische Opernsängerin (* 1861)
- 20. November: Buenaventura Durruti, spanischer Syndikalist und anarchistischer Revolutionär (* 1896)
- 20. November: José Antonio Primo de Rivera, faschistischer spanischer Politiker (* 1903)
- 22. November: Antanas Adomaitis, litauischer Geistlicher, Organist und Professor (* 1902)
- 23. November: Martha Koepp-Susemihl, deutsche Malerin (* 1872)
- 24. November: Horacio Abadie Santos, uruguayischer Politiker, Rechtsanwalt und Journalist (* 1886)
- 27. November: Edward Bach, englischer Arzt, Entwickler der Bach-Blütentherapie (* 1886)

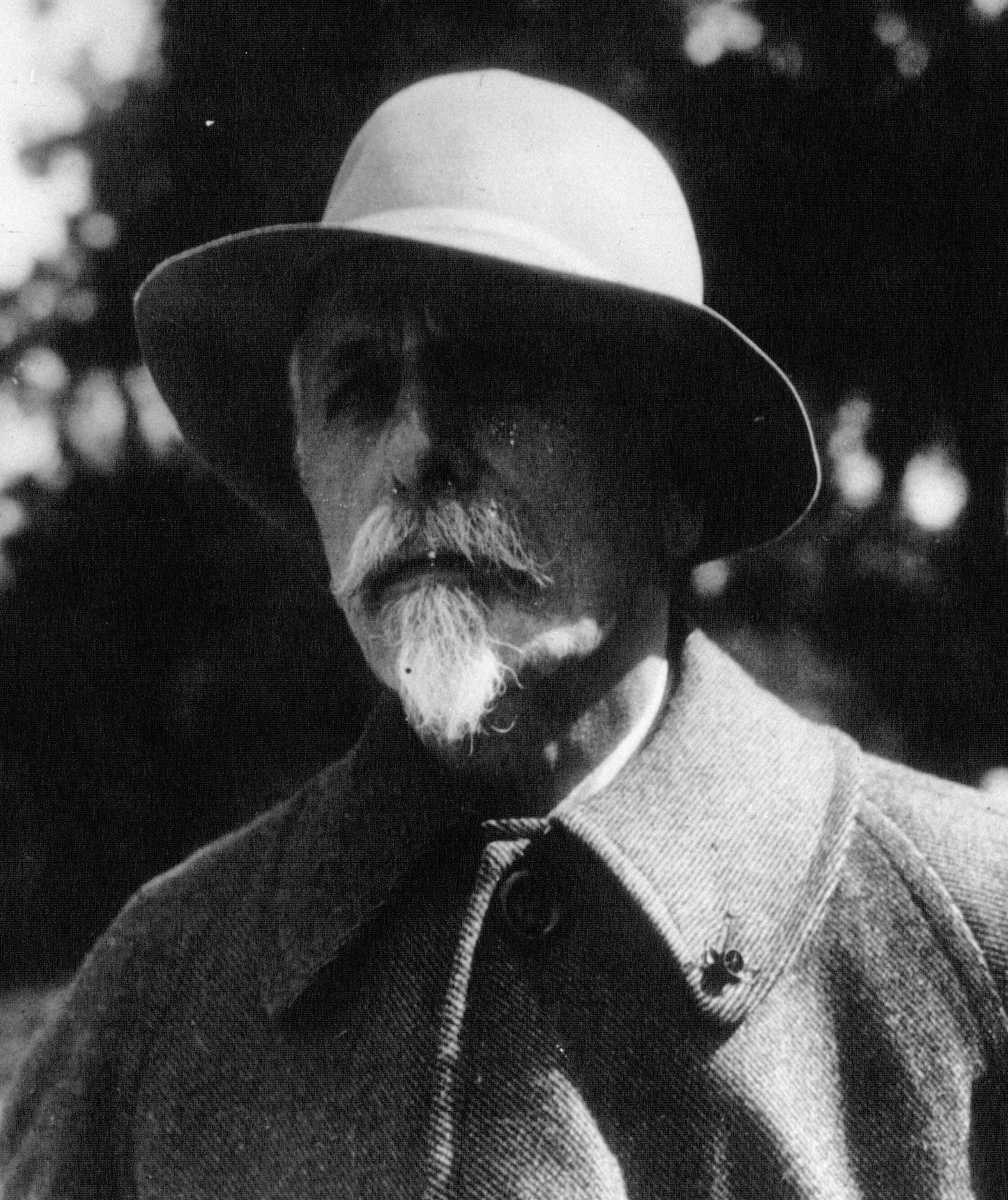
Basil Zaharoff, 1928

- 27. November: Robert de Vogüé, französischer Geschäftsmann, Funktionär, Politiker und Marineoffizier (* 1870)
- 27. November: Basil Zaharoff, griechischer Waffenhändler und Spielbankbesitzer (* 1849)
- 28. November: George W. Clarke, US-amerikanischer Politiker (* 1852)
- 30. November: Fred W. Green, US-amerikanischer Politiker (* 1871)
- 06. Dezember: Emil Adamič, slowenischer Komponist (* 1877)
- 06. Dezember: Leylâ Saz, türkische Komponistin (* 1850)
- 07. Dezember: Alfred Wiedemann, deutscher Ägyptologe (* 1856)
- 08. Dezember: William C. Carl, US-amerikanischer Organist und Musikpädagoge (* 1865)
- 10. Dezember: Luigi Pirandello, italienischer Schriftsteller (* 1867)
- 10. Dezember: Hubert Schnofl, österreichischer Politiker, Landtagsabgeordneter und Bürgermeister (* 1868)
- 10. Dezember: Hans Stumme, deutscher Orientalist und Linguist (* 1864)
- 10. Dezember: Max Türkheimer, deutscher Ingenieur und Unternehmer (* 1860)
- 13. Dezember: Friedrich Vitzthum von Eckstädt, deutscher Gutsbesitzer, Diplomat und Politiker (* 1855)
- 14. Dezember: Joseph Bloch, Publizist, Herausgeber der Sozialistischen Monatshefte (* 1871)
- 18. Dezember: Andrija Mohorovičić, kroatischer Geophysiker (* 1857)
- 19. Dezember: Theodor Wiegand, deutscher Archäologe (* 1864)
- 20. Dezember: Ferdinand Karsch, deutscher Entomologe und Sexualwissenschaftler (* 1853)
- 23. Dezember: Karel Navrátil, tschechischer Komponist (* 1867)
- 25. Dezember: Pierre Maurice, Schweizer Komponist (* 1868)
- 25. Dezember: Carl Stumpf, Philosoph und Psychologe (* 1848)
- 26. Dezember: Adolf Arenson, deutscher Komponist, Theosoph und Anthroposoph (* 1855)
- 26. Dezember: Auguste Gampert, Schweizer evangelischer Geistlicher und Hochschullehrer (* 1870)
- 27. Dezember: Louis Aubert, Schweizer evangelischer Geistlicher und Hochschullehrer (* 1856)
- 27. Dezember: Mehmet Âkif Ersoy, türkischer Dichter (* 1873)
- 27. Dezember: Hans von Seeckt, Generaloberst der Reichswehr in Deutschland (* 1866)
- 31. Dezember: Jack Underwood, US-amerikanischer American-Football-Spieler (* 1894)

### Genaues Todesdatum unbekannt
- Leopold Anton Johann Armbruster, deutscher Bildhauer (* 1862)
- Occide Jeanty, haitianischer Komponist (* 1860)
- Mihran Mardirossian, armenischer Buchhändler und Publizist (* 1870)
- Papken I. Gulesserian, armenischer Koadjutor-Katholikos des Großen Hauses von Kilikien der Armenischen Apostolischen Kirche (* 1868)